# 新潟県

新潟県シンボルマーク

新潟県（にいがたけん）は、日本の中部地方（甲信越地方・北陸地方）に位置する県。県庁所在地は新潟市。令制国の越後国と佐渡国に相当する。

## 概要
日本海に面しており、北東から南西へ細長い領域と海岸線を持ち、離島の佐渡島・粟島も擁する。魚沼産コシヒカリなどのブランド米を筆頭に、日本有数の米所として知られる。内陸部・山間部は世界屈指の豪雪地帯であり、スキー場を多く抱える一方で沿岸部の積雪はさほど多くない。県庁所在地である新潟市は開港五港の一角の新潟港を擁する港湾都市であり 、本州日本海側唯一の政令指定都市として同地域最多の人口約76万人を擁する。
面積は約12,584 km2で、全都道府県中第5位。海岸線の長さは約634.0 kmである。この海岸線の長さゆえ、海水浴場の数は全都道府県の中で一番多い。人口は約210万人（2019年推計値時点）で北陸4県で最多であり、全都道府県中第15位。詳細は「#人口」節で後述。
日本の地域区分では中部地方あるいはより細分して北陸地方として扱われることがあるが、一方で関東甲信越や信越地方と呼ばれるように、関東地方や隣接する長野県と地理的にまとめられることもあり、現代の交通体系においては上越新幹線や関越自動車道など首都圏（特に東京）とのアクセスが強化されている。

### 県内の分類
県内は地理的観点から、一般に次の上越地方・中越地方・下越地方・佐渡地方の4地域に大きく区分される。
- 上越地方 - 県の西部。上越市・糸魚川市・妙高市の3市からなる[9]。
- 中越地方 - 県の中部。長岡市・三条市・柏崎市・南魚沼市などからなる[9]。
- 下越地方 - 県の北東部。新潟市・新発田市・村上市・燕市などからなる[9]。
- 佐渡地方 - 佐渡島。佐渡市のみからなる[9]。

詳細は「#地域」節で後述。

### 主要都市
主な都市として、人口の上位3市は次の通り。これらは各地方の最大都市でもある。
- 新潟市（下越地方） - 80万人弱。政令指定都市。
- 長岡市（中越地方） - 26万人強。施行時特例市。
- 上越市（上越地方） - 19万人前。施行時特例市。

ほか、人口の多い順に、新発田市・三条市・柏崎市・燕市・村上市・南魚沼市・佐渡市・十日町市などがある（人口5万以上のもの。2021年1月1日時点）。
詳細は「#都市」節で後述。

### 沿革
県名は、県庁所在地である新潟市に由来する。
古代には、越国（こしのくに）の領土であった。
五畿七道においては北陸道のうち東半分を占め、令制国（旧国）における越後国（えちごのくに）と佐渡国（さどのくに）の2国の全域に相当する。この国名を合わせて越佐（えっさ）と呼称することもある。
明治維新と廃藩置県の直後には、現在の新潟県にあたる領域には13個もの藩や県が並立していた。のちに統合を経て、1876年（明治9年）までに新潟県（旧）と柏崎県と相川県との3県が合併することで、ほぼ現在の新潟県と等しい区域となった。
そして1886年（明治19年）に福島県から東蒲原郡が新潟県へと移管されたことで、現在の新潟県の形が成立した。
詳細は「#歴史」節を参照。

### 県章
県章は「新」の字を崩した物を中央上に置いて、その周りを「ガタ」を丸く図案化したもので囲んだものである。また、県章とは別にシンボルマークも制定されている。

### 隣接する都道府県
以下の5県と隣接する。
- 山形県（北側）
- 福島県（東側）
- 群馬県（南側）
- 長野県（南西側）
- 富山県（西側）

## 地理

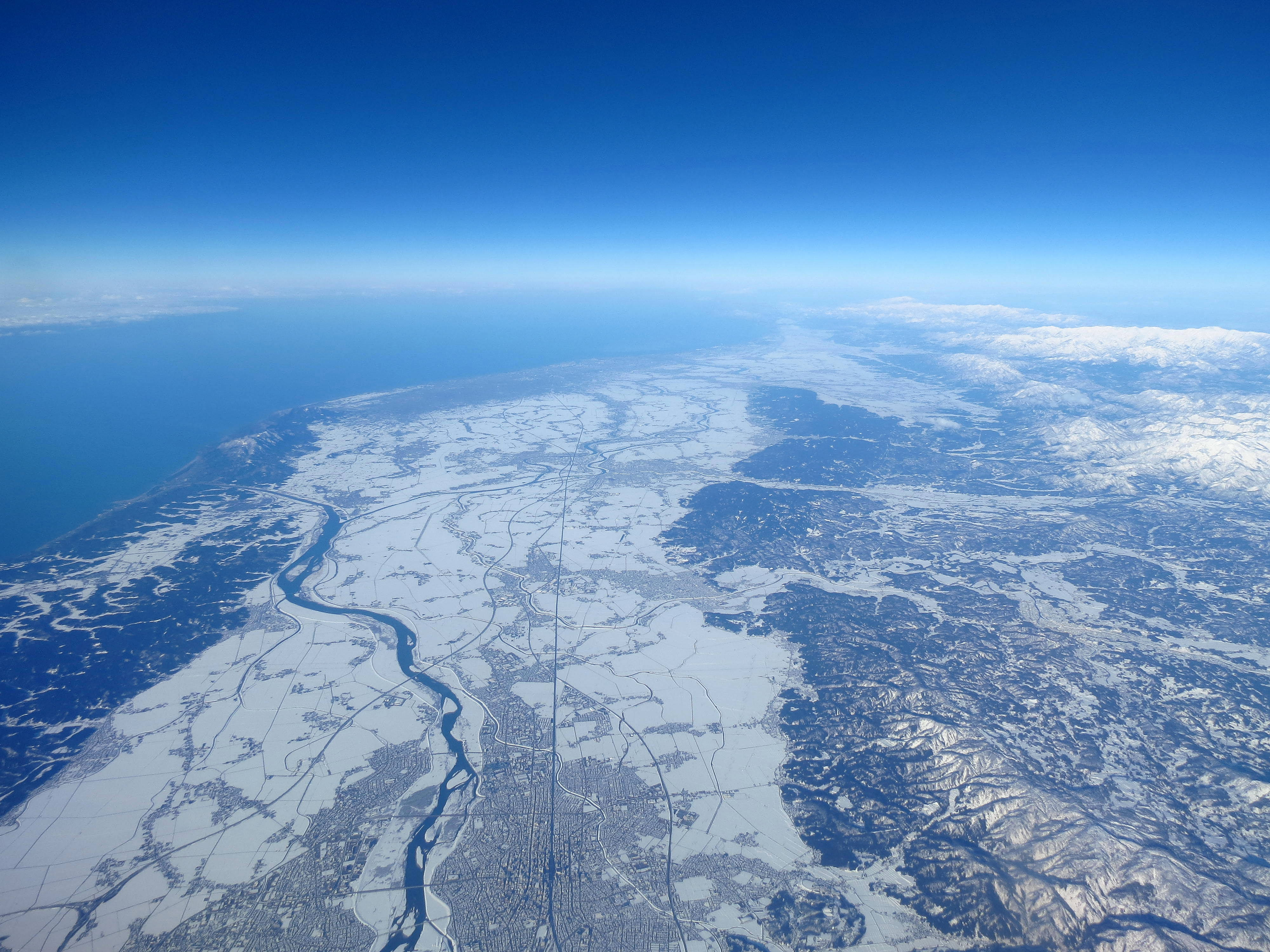
上空から撮影した冬の新潟県（手前は長岡市中心部、奥は日本海）

### 地勢・地形

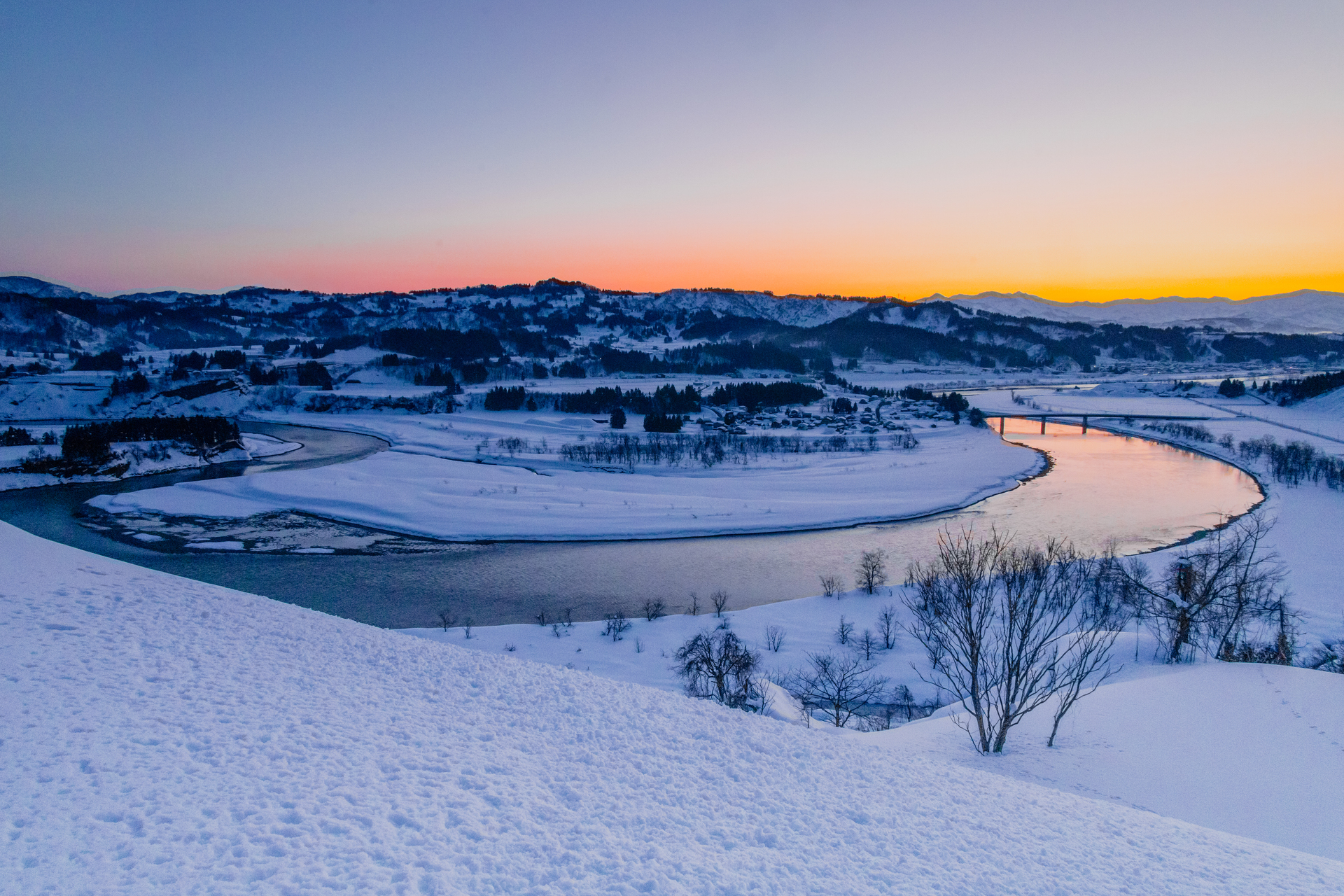
信濃川
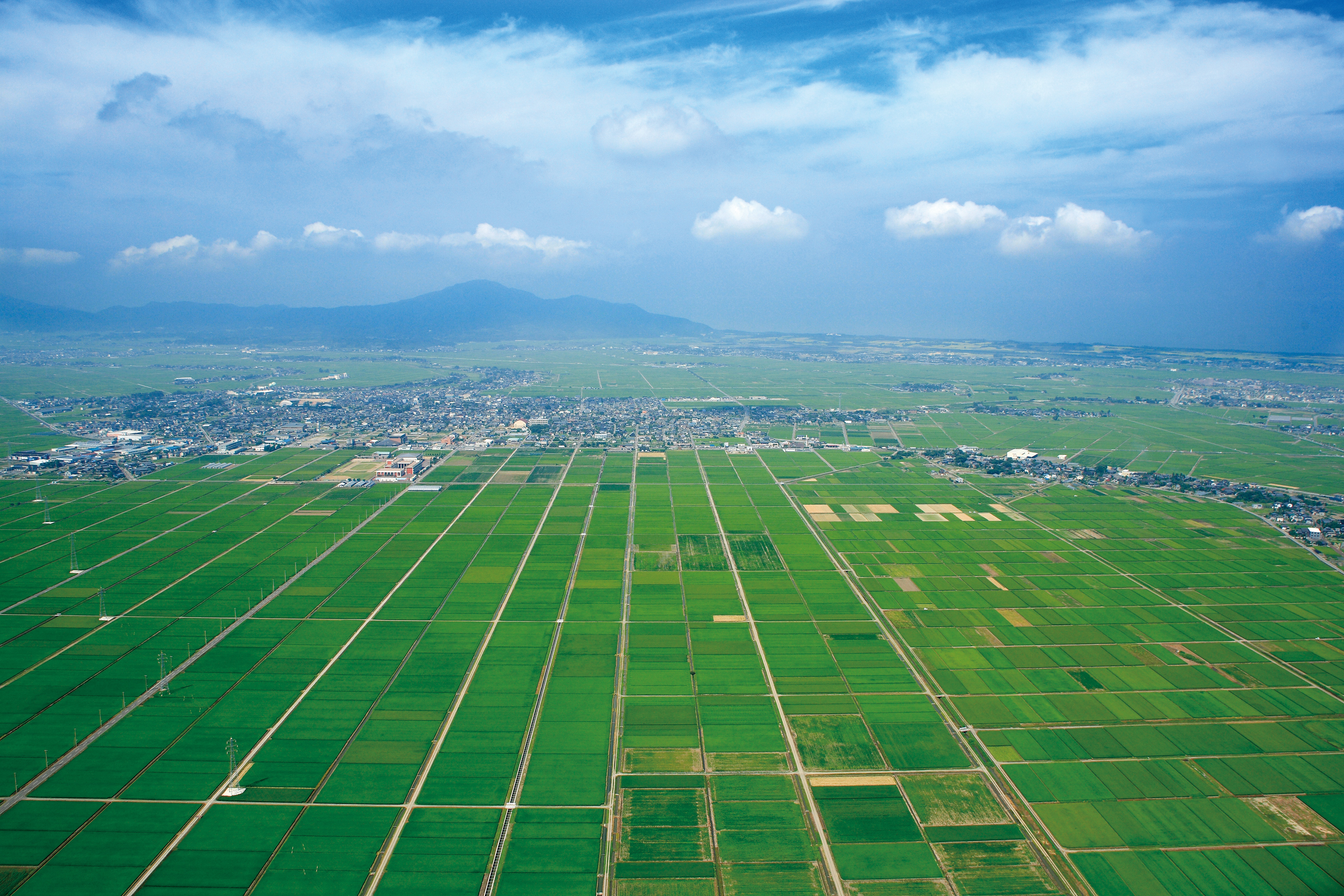
越後平野
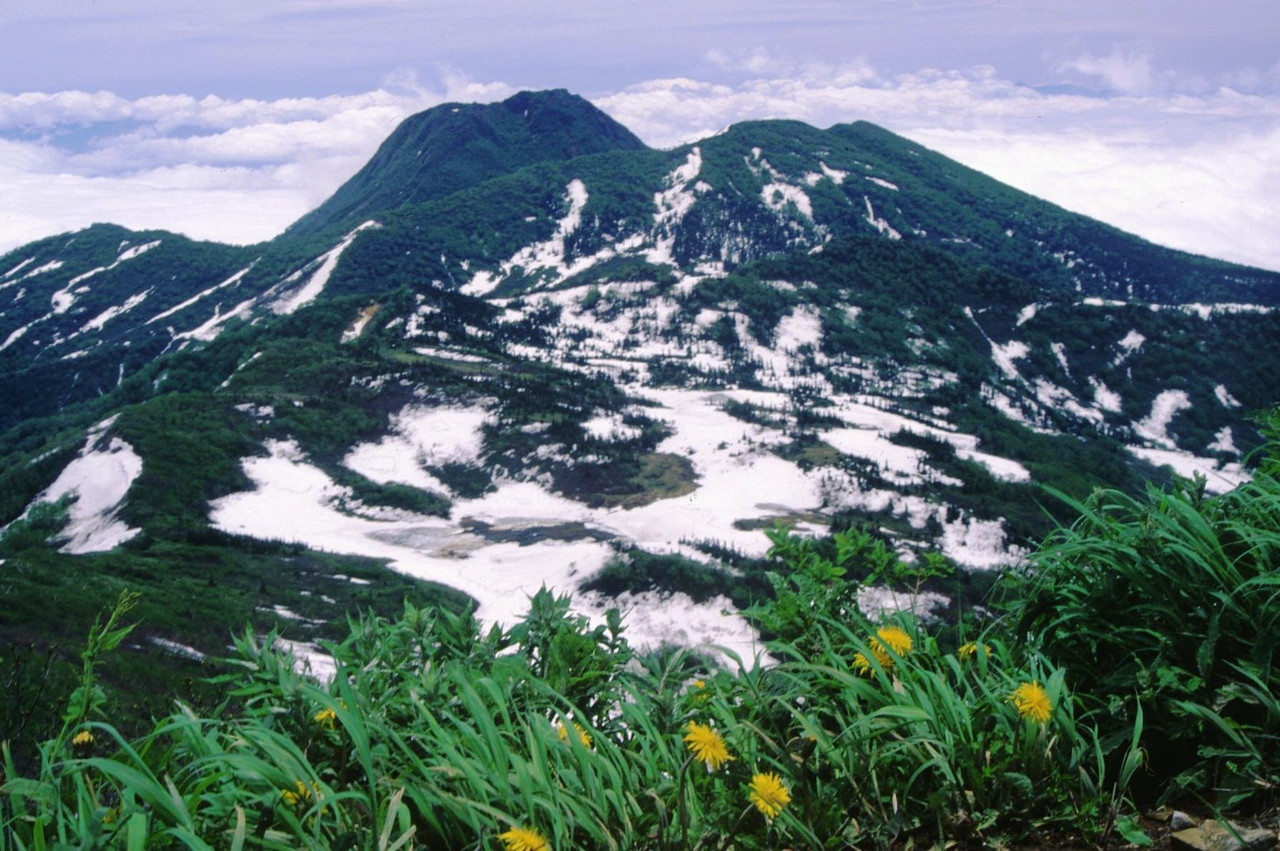
妙高山
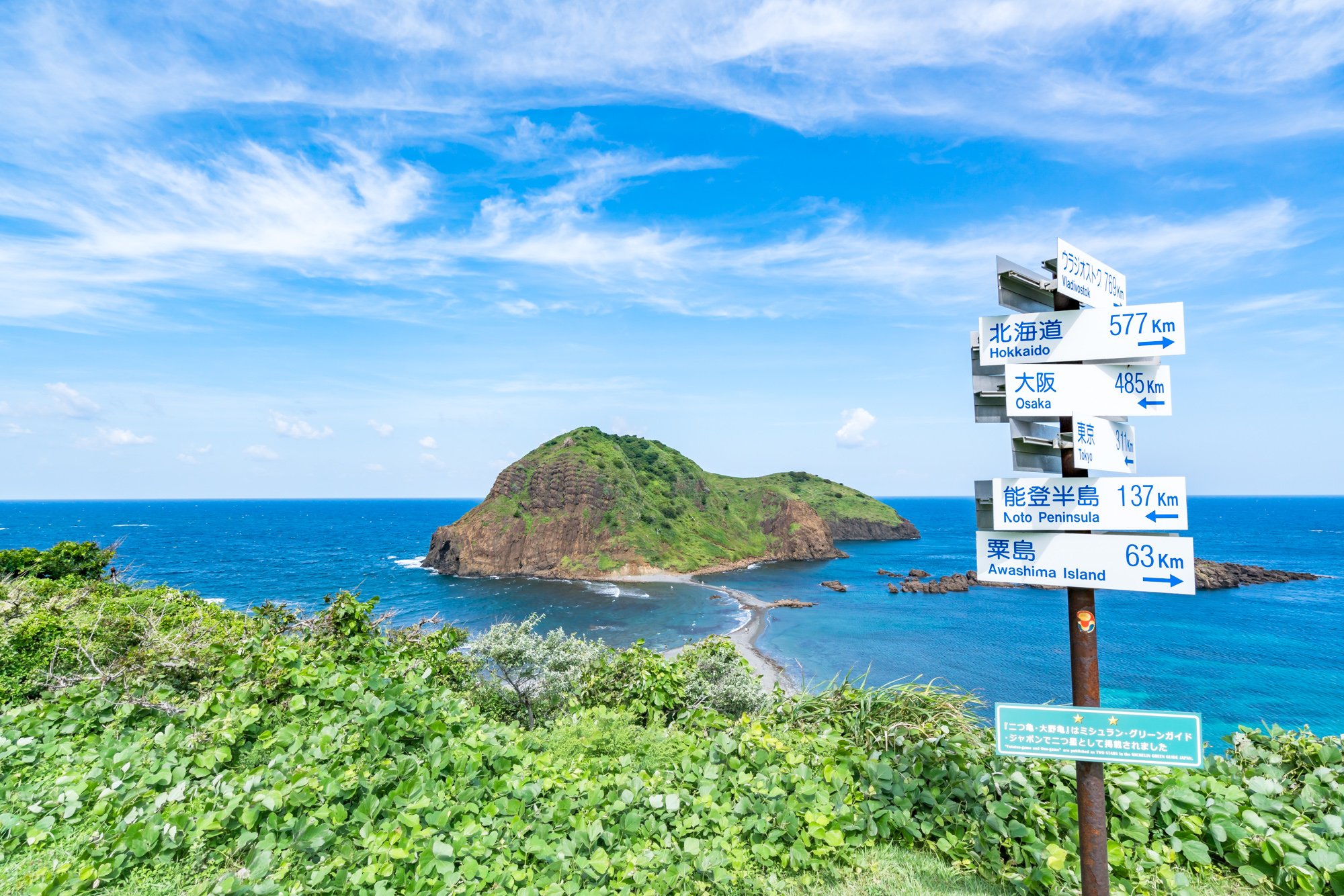
佐渡島の二ツ亀
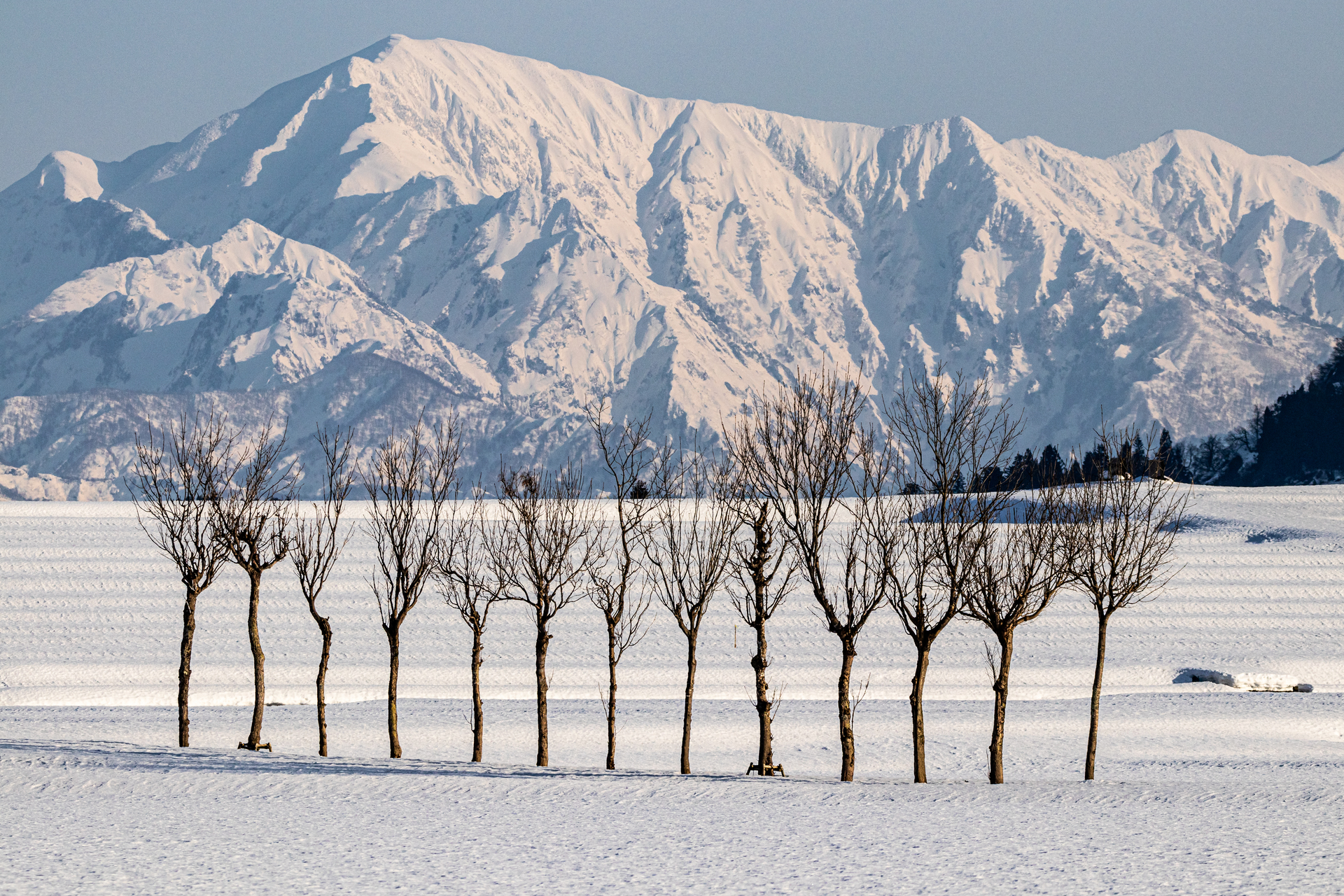
はさ木と越後三山

北西は日本海に面する。北東から南西までは朝日山地・越後山脈・頸城山塊などの山々に囲まれ、他県との県境を形成する。
越後山脈から流れる信濃川や阿賀野川の流域（県の中北部）に、越後平野が広がる。信濃川は日本で最も長い河川である。越後平野は日本で二番目に広い沖積平野であり、日本海沿岸の平野としては最大である。
また頸城山塊の焼山から流れる関川の流域（県の西部）には、高田平野が広がる。
主な山脈・丘陵
越後山脈、三国山脈、飛騨山脈、朝日山地、飯豊山地、櫛形山脈、頸城山塊、東頸城丘陵、魚沼丘陵、新津丘陵
主な山
妙高山、八海山、巻機山、兎岳、金城山、坂戸山、弥彦山、魚沼駒ヶ岳、金北山、新潟焼山、米山、苗場山、小蓮華山、火打山、飯豊山、守門岳、五頭山、二王子岳、中ノ岳、平ヶ岳、雪倉岳、朝日岳、佐武流山、谷川岳
主な峠
八十里越、六十里越、三国峠、清水峠、惣座峠、葛葉峠、野尻坂峠
主な平野
越後平野、高田平野、国中平野
主な盆地
魚沼盆地、十日町盆地
主な川
信濃川、阿賀野川、渋海川、魚野川、荒川、三面川、関川、姫川、国府川、五十嵐川
主な湖・潟湖
加茂湖、瓢湖、奥只見湖、福島潟、鳥屋野潟、佐潟
主な有人島
佐渡島、粟島
- 信濃川
- 越後平野
- 妙高山
- 佐渡島の二ツ亀
- はさ木と越後三山

### 公園

#### 自然公園
- 国立公園

磐梯朝日国立公園、尾瀬国立公園、上信越高原国立公園、妙高戸隠連山国立公園、中部山岳国立公園
- 国定公園

佐渡弥彦米山国定公園、越後三山只見国定公園
- 県立自然公園

魚沼連峰県立自然公園

#### 都市公園
- 国営公園

国営越後丘陵公園

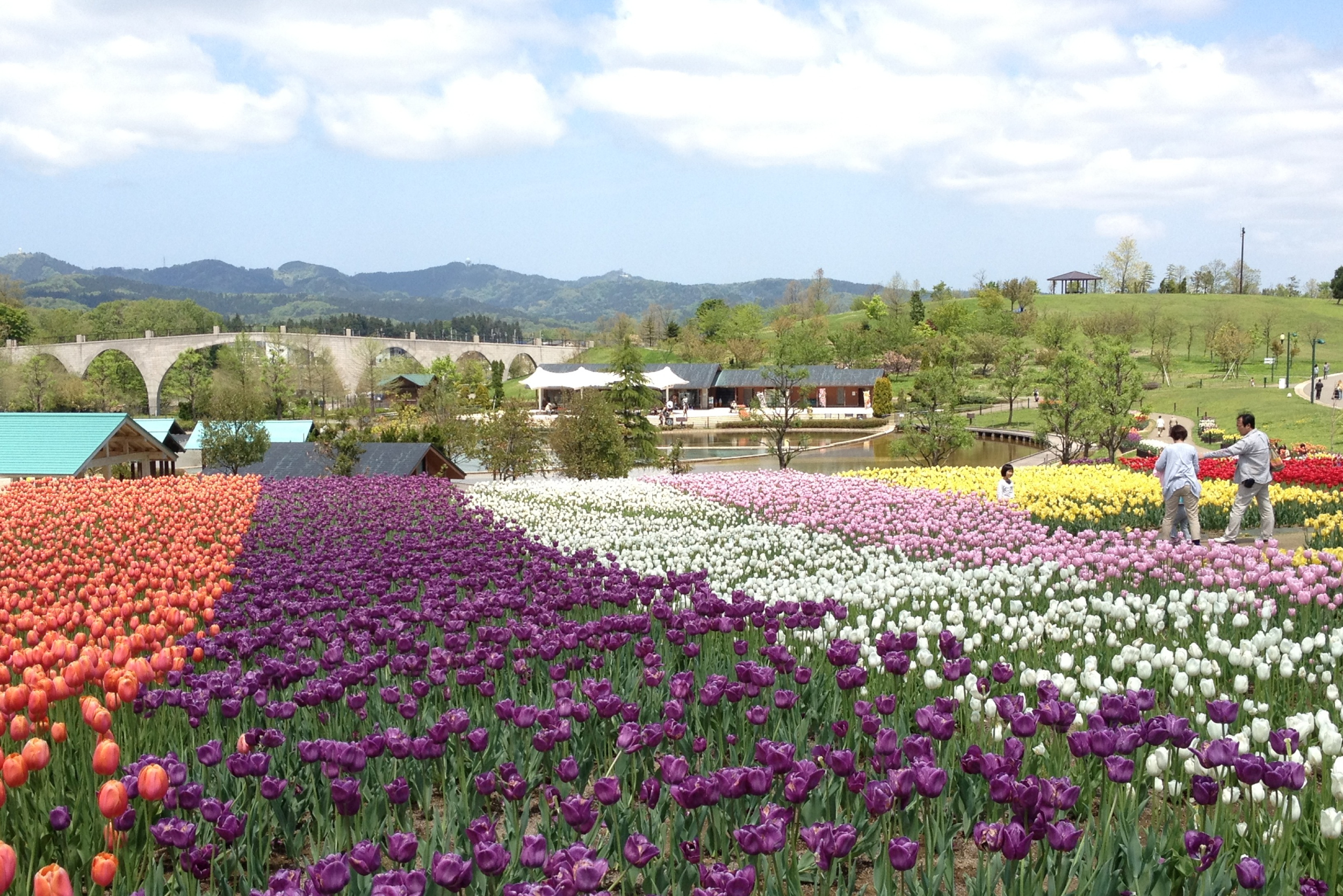
越後丘陵公園

### 気候
県内全域が日本海側気候に属し、豪雪地帯（一部特別豪雪地帯）の指定を受ける。冬季は日照時間が短く、曇天の日が多いが、晩春から初秋にかけての日照時間は太平洋側の地域と比較して長く、好天の日が多い。
下越地方を流れる阿賀野川を境として、西側では気候・風土が北陸地方型、東側では東北地方型とされる。
山間部の降雪量や積雪量は世界的に見ても有数と言え、津南町や十日町市、魚沼市などでは市街地でも積雪深の平年値が2 mを超えるほか、十日町市松之山では4 mを超える積雪深もしばしば観測される。また、上越市板倉区の柄山集落では1927年2月に818 cmの積雪深があったとされ、これは人里での最高記録とも言われる。一方、沿岸部の積雪は比較的少なく、沿岸部に市街地がある新潟市中央区や柏崎市の中心部では1月でも積雪深0〜数cmの日が続く年もある（詳細は新潟市の地理#雪を参照）
夏季の気温は高く、多くの地域で最暖月の平均気温が24～26 ℃の範囲に入り、2度前後緯度が低い関東地方に近い水準である。台風シーズンにはフェーン現象の影響を受け、時に異常とも思える高温を観測することがある。2020年9月3日には三条市や胎内市において9月として国内最高となる40℃超えの気温を観測したほか、2019年8月15日には糸魚川市や佐渡市相川など県内の複数地点で最低気温が30℃を下回らず、日本国内における最低気温の最高を記録することとなった。
佐渡島では、海洋の影響をより強く受ける。相川の最寒月平均気温は4.0℃であり、新潟県本土側に比較して温暖と言える（本土の寺泊は2.6℃）。最暖月平均気温は25～26℃程度と本土側と同水準であるが、海洋性気候の影響を強く受けるため気温の日較差は小さく、最高気温の平均値は30℃を下回る。
気象庁所管では東京管区気象台の下に新潟地方気象台があり、北陸4県を統括する予報中枢官署となっている。季節予報などでは「北陸地方」または「北陸東部」として扱われる。
| 平年値 （月単位） | 平年値 （月単位） | 上越           | 上越           | 上越           | 上越           | 上越           | 上越           | 中越           | 中越           | 中越           | 中越           | 中越           | 中越           | 中越           | 中越          | 中越           |
| 平年値 （月単位） | 平年値 （月単位） | 上越市 大潟    | 上越市 安塚    | 上越市 高田    | 糸魚川市 能生  | 糸魚川         | 妙高市 関山    | 津南           | 湯沢           | 十日町         | 魚沼市 小出    | 魚沼市 守門    | 柏崎           | 長岡           | 長岡市 寺泊   | 三条           |
| ----------------- | ----------------- | -------------- | -------------- | -------------- | -------------- | -------------- | -------------- | -------------- | -------------- | -------------- | -------------- | -------------- | -------------- | -------------- | ------------- | -------------- |
| 平均 気温 (°C)    | 最暖月            | 26.0 （8月）   | 24.7 （8月）   | 26.4 （8月）   | 25.1 （8月）   | 26.6 （8月）   | 24.4 （8月）   | 23.8 （8月）   | 24.7 （8月）   | 24.9 （8月）   | 25.7 （8月）   | 24.4 （8月）   | 25.7 （8月）   | 26.2 （8月）   | 25.9 （8月）  | 26.2 （8月）   |
| 平均 気温 (°C)    | 最寒月            | 2.9 （1月）    | 0.6 （1,2月）  | 2.5 （1月）    | 2.1 （2月）    | 3.6 （1月）    | 0.0 （1月）    | −1.2 （1月）   | −0.4 （1月）   | −0.1 （1月）   | 0.3 （1月）    | −0.4 （1月）   | 2.9 （2月）    | 1.6 （1月）    | 2.6 （1月）   | 2.0 （1月）    |
| 降水量 (mm)       | 最多月            | 358.0 （12月） | 411.5 （12月） | 475.5 （12月） | 474.4 （12月） | 407.4 （12月） | 284.2 （1月）  | 241.3 （12月） | 314.9 （1月）  | 397.8 （12月） | 389.9 （12月） | 470.9 （12月） | 356.2 （12月） | 372.2 （12月） | 273.7 （7月） | 287.8 （12月） |
| 降水量 (mm)       | 最少月            | 88.4 （5月）   | 109.3 （5月）  | 87.0 （5月）   | 124.6 （5月）  | 120.5 （5月）  | 74.2 （4月）   | 88.8 （4月）   | 99.7 （5月）   | 100.5 （5月）  | 117.1 （5月）  | 125.5 （5月）  | 100.9 （5月）  | 97.8 （5月）   | 91.3 （5月）  | 94.2 （5月）   |
| 平年値 （月単位） | 平年値 （月単位） | 下越           | 下越           | 下越           | 下越           | 下越           | 下越           | 下越           | 下越           | 下越           | 佐渡           | 佐渡           | 佐渡           | 佐渡           | 佐渡          |                |
| 平年値 （月単位） | 平年値 （月単位） | 新潟市 巻      | 新潟市 新津    | 新潟           | 新潟市 松浜    | 阿賀町 津川    | 胎内市 中条    | 関川村 下関    | 村上           | 粟島浦村 粟島  | 佐渡市 羽茂    | 佐渡市 相川    | 佐渡市 秋津    | 佐渡市 両津    | 佐渡市 弾崎   |                |
| 平均 気温 (°C)    | 最暖月            | 25.6 （8月）   | 25.7 （8月）   | 26.5 （8月）   | 26.5 （8月）   | 24.5 （8月）   | 26.5 （8月）   | 25.1 （8月）   | 25.5 （8月）   | 25.5 （8月）   | 25.6 （8月）   | 26.0 （8月）   |                | 26.1 （8月）   | 25.0 （8月）  |                |
| 平均 気温 (°C)    | 最寒月            | 2.1 （1月）    | 1.7 （1月）    | 2.5 （1月）    | 2.9 （1月）    | 0.2 （1月）    | 2.4 （1月）    | 1.0 （1月）    | 1.7 （1月）    | 3.0 （2月）    | 3.0 （2月）    | 4.0 （1,2月）  |                | 3.0 （1月）    | 3.1 （1,2月） |                |
| 降水量 (mm)       | 最多月            | 222.8 （12月） | 246.3 （12月） | 225.9 （12月） | 230.8 （7月）  | 324.8 （12月） | 304.5 （12月） | 370.9 （12月） | 255.0 （12月） | 190.0 （7月）  | 210.9 （7月）  | 207.3 （7月）  |                | 233.2 （7月）  | 216.2 （7月） |                |
| 降水量 (mm)       | 最少月            | 85.2 （5月）   | 90.5 （5月）   | 94.4 （5月）   | 84.8 （5月）   | 110.4 （5月）  | 120.3 （5月）  | 138.8 （5月）  | 115.4 （4月）  | 85.6 （4月）   | 98.0 （5月）   | 91.6 （2月）   |                | 104.6 （4月）  | 94.3 （2月）  |                |

| 気象庁1991-2020年平年値 | 気象庁1991-2020年平年値 | 気象庁1991-2020年平年値 | 県1994-2019年度平均値 | 県1994-2019年度平均値 | 県1994-2019年度平均値 |
| 観測地点                | 降雪量累計              | 最深積雪                | 観測地点              | 降雪量累計            | 最深積雪              |
| ----------------------- | ----------------------- | ----------------------- | --------------------- | --------------------- | --------------------- |
| 安塚                    | 799 cm                  | 174 cm                  | 糸魚川                | 279 cm                | 62 cm                 |
| 高田                    | 413 cm                  | 96 cm                   | 北城                  | 413 cm                | 91 cm                 |
| 能生                    | 505 cm                  | 94 cm                   | 中根知                | 934 cm                | 184 cm                |
| 関山                    | 1061 cm                 | 204 cm                  | 妙高高原              | 1471 cm               | 260 cm                |
| 津南                    | 1301 cm                 | 271 cm                  | 柿崎                  | 206 cm                | 45 cm                 |
| 湯沢                    | 1054 cm                 | 208 cm                  | 湯沢                  | 1320 cm               | 245 cm                |
| 十日町                  | 967 cm                  | 217 cm                  | 松之山 ※2005年度欠測  | 1397 cm               | 297 cm                |
| 小出                    | 900 cm                  | 207 cm                  | 南魚沼                | 889 cm                | 188 cm                |
| 守門                    | 1243 cm                 | --                      | 小千谷                | 665 cm                | 143 cm                |
| 柏崎                    | 290 cm                  | 51 cm                   | 栃尾                  | 670 cm                | 130 cm                |
| 長岡                    | 477 cm                  | 89 cm                   | 長岡                  | 416 cm                | 85 cm                 |
| 新津                    | 249 cm                  | 43 cm                   | 三条                  | 259 cm                | 53 cm                 |
| 新潟                    | 139 cm                  | 32 cm                   | 新潟                  | 131 cm                | 30 cm                 |
| 津川                    | 658 cm                  | 109 cm                  | 新発田                | 244 cm                | 48 cm                 |
| 下関                    | 519 cm                  | 86 cm                   | 村上                  | 223 cm                | 46 cm                 |
| 相川                    | 67 cm                   | 15 cm                   | 両津                  | 156 cm                | 29 cm                 |

※降雪量累計：日ごとの降雪量を、シーズン全体で合計した量（平年値）
※最深積雪：シーズン最大の積雪深（平年値）
※最寒月気温：最寒月（1月）の平均気温（平年値）
※他都道府県との比較については「新潟市の地理#雪」「降雪#降雪量の記録（日本）」「積雪#最深積雪の平年値と極値」の各記事を参照。

## 地域
県内の地域区分として、上越地方、中越地方、下越地方、佐渡地方の4つへの分け方が浸透している。新聞、テレビ、県広報バックナンバーなどで使用されているほか、新潟県内の小学校社会科参考資料として使用されることもある。
天気予報もこの4地域単位で報道され、気象警報・注意報はさらに細部化された14の地域 ごとに発表される。
この他、新潟県内では、一般に、中越地方と下越地方の境界付近に位置する三条市・燕市周辺を県央地域、中越地方の南魚沼市、小千谷市や十日町市周辺を魚沼地域、下越地方の阿賀野川以北を阿賀北や県北と呼ぶこともある。
| 地方別推計人口（2025年7月1日） 佐渡：045,541 人 (2.2%) 下越：1,118,397 人 (53.9%) 中越：0669,794 人 (32.3%) 上越：0241,937 人 (11.7%) | 地方別面積 佐渡：0855.68 平方キロメートル (6.8%) 下越：4,678.77 平方キロメートル (37.2%) 中越：4,883.45 平方キロメートル (38.8%) 上越：2,165.76 平方キロメートル (17.2%) |

### 市町村
県内には2000年（平成12年）の段階では、112の市町村があった（当時、北海道、長野県に次ぎ全国3位）。しかし平成の大合併により、2010年（平成22年）4月までに30市町村となっている。
郡部については、岩船郡が2村を有する他は、全てが1町村のみの状態になっている。
以下の20市9郡6町4村がある。町はすべて「まち」、村はすべて「むら」と読む。

#### 上越地方
- 上越市（施行時特例市）
- 糸魚川市
- 妙高市

#### 中越地方
- 長岡市（施行時特例市）
- 三条市
- 柏崎市
- 小千谷市
- 加茂市
- 十日町市
- 見附市
- 魚沼市
- 南魚沼市
- 南蒲原郡
  - 田上町
- 三島郡
  - 出雲崎町
- 南魚沼郡
  - 湯沢町
- 中魚沼郡
  - 津南町
- 刈羽郡
  - 刈羽村

#### 下越地方
- 新潟市（県庁所在地・政令指定都市）
  - 行政区: 北区 - 東区 - 中央区 - 江南区 - 秋葉区 - 南区 - 西区 - 西蒲区
- 新発田市
- 村上市
- 燕市
- 五泉市
- 阿賀野市
- 胎内市
- 北蒲原郡
  - 聖籠町
- 西蒲原郡
  - 弥彦村
- 東蒲原郡
  - 阿賀町
- 岩船郡
  - 関川村
  - 粟島浦村

#### 佐渡地方
- 佐渡市（一島一市）

### 広域行政圏

新潟県内の14の広域市町村圏

1969年策定の新全国総合開発計画（新全総）を発端とする広域生活圏（広域市町村圏）が、新潟県内では14圏域（当初は12圏域）設定され、広域行政単位となっていた。平成の大合併以降は圏内一市となる例が出現したため、9つの広域行政圏と5つの市という内訳になったが、連携中枢都市圏構想・定住自立圏構想など新制度の登場などもあり、多くが解散した。
- 岩船圏（村上市、関川村、粟島浦村 - 1市2村） - 岩船郡の当初の範囲に等しい。
- 新発田圏（新発田市、胎内市、聖籠町 - 2市1町）
- 新潟圏（新潟市、阿賀野市 - 2市）
- 五泉圏（五泉市、阿賀町 - 1市1町）
- 三条・燕圏（三条市、燕市、加茂市、田上町、弥彦村 - 3市1町1村）- 県央地域に等しい。
- 長岡圏（長岡市、小千谷市、見附市、出雲崎町- 3市1町）
- 柏崎圏（柏崎市、刈羽村 - 1市1村）
- 魚沼圏 （魚沼市 - 1市）
- 南魚沼圏（南魚沼市、湯沢町 - 1市1町）- 南魚沼郡の当初の範囲に等しい。
- 十日町圏（十日町市、津南町 - 1市1町）
- 上越圏 （上越市 - 1市）
- 妙高圏 （妙高市 - 1市）
- 糸魚川圏 （糸魚川市 - 1市）- 西頸城郡の当初の範囲にほぼ等しい。
- 佐渡圏 （佐渡市 - 1市）-かつての佐渡国（加茂郡・羽茂郡・雑太郡）に等しい。

## 人口

### 明治期の人口

#### 人口最多の県
新潟県は、かつて人口が日本で最も多い道府県であった（東京都は1943年以前まで東京府だった）。本県の範囲がおおむね現在と等しくなった1874年（明治7年）から1896年（明治29年）までの23年間にわたって、本県の人口は統計上約140万人から170万人で推移し、そのうち8年間を除いた15年間において全国の道府県で最多の住民を擁した。
具体的には、1874年に新潟県（当時の管轄は下越のみ）が柏崎県（管轄は上越・中越）を併合して、越後国のほぼ全域を管轄したのち、さらに1876年に相川県（佐渡島の全域）を併合した。この3年間において本県は人口が最多であった。

#### 石川県に最多を譲ったのち復帰
ただし、翌1877年（明治10年）から1881年までの5年間にかけては、石川県が富山県の全域および福井県の嶺北地方を併合した「大石川県」となっていた ため、1位の座は石川県に譲った。
その後、石川県から福井県・富山県が相次いで独立し、石川県の人口が小さくなったことで、1882年（明治15年）から1883年（明治16年）にかけて新潟県が最多となった。

#### 大阪府に最多を譲ったのち復帰
ただ、翌1884年（明治17年）から1886年（明治19年）までの3年間には、大阪府が奈良県の全域を併合していた ため、1位は大阪府に譲った。なお、この1886年に東蒲原郡（現在の阿賀町）が福島県から新潟県へと移管されたことで、本県の範囲は現在と等しくなった。
その後、大阪府から奈良県が独立し、大阪府の人口が小さくなったことで、1887年（明治20年）から1896年に至るまでの連続10年間は新潟県が最多を守った。

#### 東京府に最多を譲る
しかし、1897年（明治30年）には東京府（現在の東京都）の人口が最多となり、以後は本県の人口が最多となることはなかった。

#### 人口が多かった要因
近代以前の日本は都市化が進んでおらず、国民の9割近くが農業によって生活を成り立たせていた。そのため、稲作に適した広大な越後平野を擁し収穫高が大きい新潟県は、人口涵養能力が高かった。
さらに19世紀以前の輸送手段は海運が主流であり、とくに本県が接する日本海を航行する北前船は、太平洋よりも安全かつ安価な航行が可能であった。このため、本県を含む日本海側の地域は物流によって栄えた。
また、新潟県など北陸地方では仏教の一宗派である浄土真宗の信仰が強いため、日本中の農村で多くみられた「間引き」（新生児を親が殺すこと。貧困による）や「身売り」（少女を親が売春宿へ売り払うこと。貧困による）が北陸では非常に少なく、人口が増加しやすかったという説がある。
しかし、明治以降における工業化の進行に伴って太平洋ベルト地帯が発展し、また鉄道の普及に伴って海運が衰退していった。それに伴い、本県を含む日本海側からは東京・大阪といった太平洋側の大都市や、開拓地の北海道へと人口が流出していった。
ただし新潟市の人口に関して言えば近代以降の都市化の影響も大きく、1878年（明治11年）の人口統計では、同じく日本海側の金沢が日本で第5位の都市であり、富山も日本第9位の都市であったが、新潟市は上位10位圏外だった。

### 昭和以降の人口
国勢調査における本県の人口は、1940年（昭和15年）に200万人を突破し、1955年（昭和30年）に247.3万人となったが、1970年（昭和45年）には236.1万人と一旦減少した。その後は増加し、1985年（昭和60年）に247.8万人に達した。1997年（平成9年）に249万1874人（推計人口）でピークを記録した。
その後は減少傾向となり、2005年（平成17年）に243.1万人（全国14位）、2010年（平成22年）には約237.1万人となった。特に、進学や就職などの理由による18歳〜24歳の若年層の減少が深刻で、県では人口対策を最重要課題に掲げている。
なお、北陸4県の中では最も人口が多いが、人口密度は最も低い。

新潟県市町村人口増減率分布図（2015年度と2020年度国勢調査から算出）
増加
0.0 - 2.49 %
減少
0.0 - 2.5 %
2.5 - 5.0 %
5.0 - 7.5 %
7.5 - 10.0 %
10.0 % 以上

| 増加 0.0 - 2.49 % | 減少 0.0 - 2.5 % 2.5 - 5.0 % 5.0 - 7.5 % 7.5 - 10.0 % 10.0 % 以上 |

| |                                        |  |
| 新潟県と全国の年齢別人口分布（2005年） | 新潟県の年齢・男女別人口分布（2005年） |  |
| ■紫色 ― 新潟県 ■緑色 ― 日本全国 | ■青色 ― 男性 ■赤色 ― 女性              |  |
| 新潟県（に相当する地域）の人口の推移 \| 1970年（昭和45年） \| 2,360,982人 \| \| \| 1975年（昭和50年） \| 2,391,938人 \| \| \| 1980年（昭和55年） \| 2,451,357人 \| \| \| 1985年（昭和60年） \| 2,478,470人 \| \| \| 1990年（平成2年） \| 2,474,583人 \| \| \| 1995年（平成7年） \| 2,488,364人 \| \| \| 2000年（平成12年） \| 2,475,733人 \| \| \| 2005年（平成17年） \| 2,431,459人 \| \| \| 2010年（平成22年） \| 2,374,450人 \| \| \| 2015年（平成27年） \| 2,304,264人 \| \| \| 2020年（令和2年） \| 2,201,272人 \| \| |                                        |  |
| 総務省統計局 国勢調査より |                                        |  |
| 1970年（昭和45年） | 2,360,982人                            |  |
| 1975年（昭和50年） | 2,391,938人                            |  |
| 1980年（昭和55年） | 2,451,357人                            |  |
| 1985年（昭和60年） | 2,478,470人                            |  |
| 1990年（平成2年） | 2,474,583人                            |  |
| 1995年（平成7年） | 2,488,364人                            |  |
| 2000年（平成12年） | 2,475,733人                            |  |
| 2005年（平成17年） | 2,431,459人                            |  |
| 2010年（平成22年） | 2,374,450人                            |  |
| 2015年（平成27年） | 2,304,264人                            |  |
| 2020年（令和2年） | 2,201,272人                            |  |

### 都市
新潟県内 市別人口ランキング

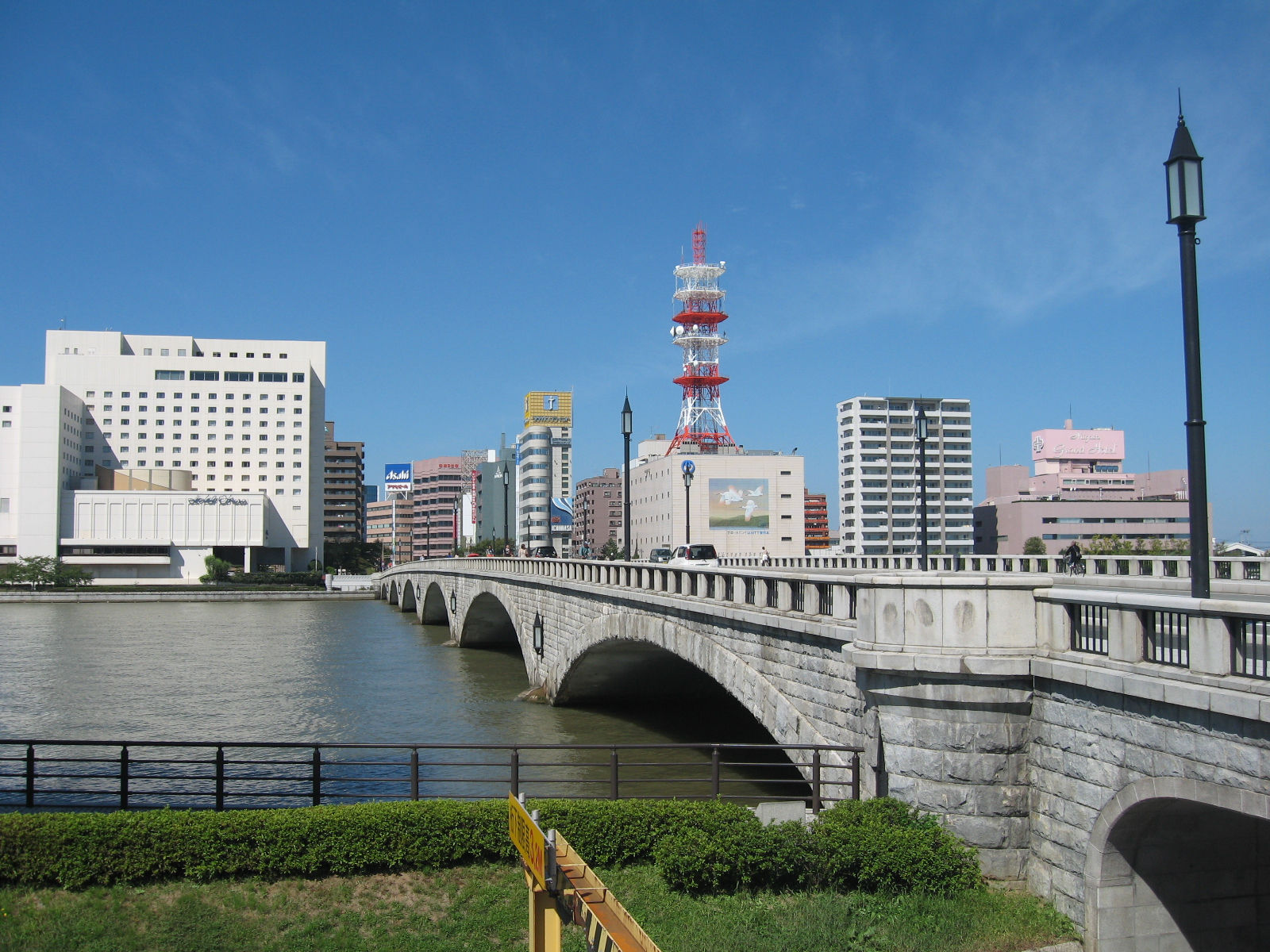
1.新潟市（政令市）
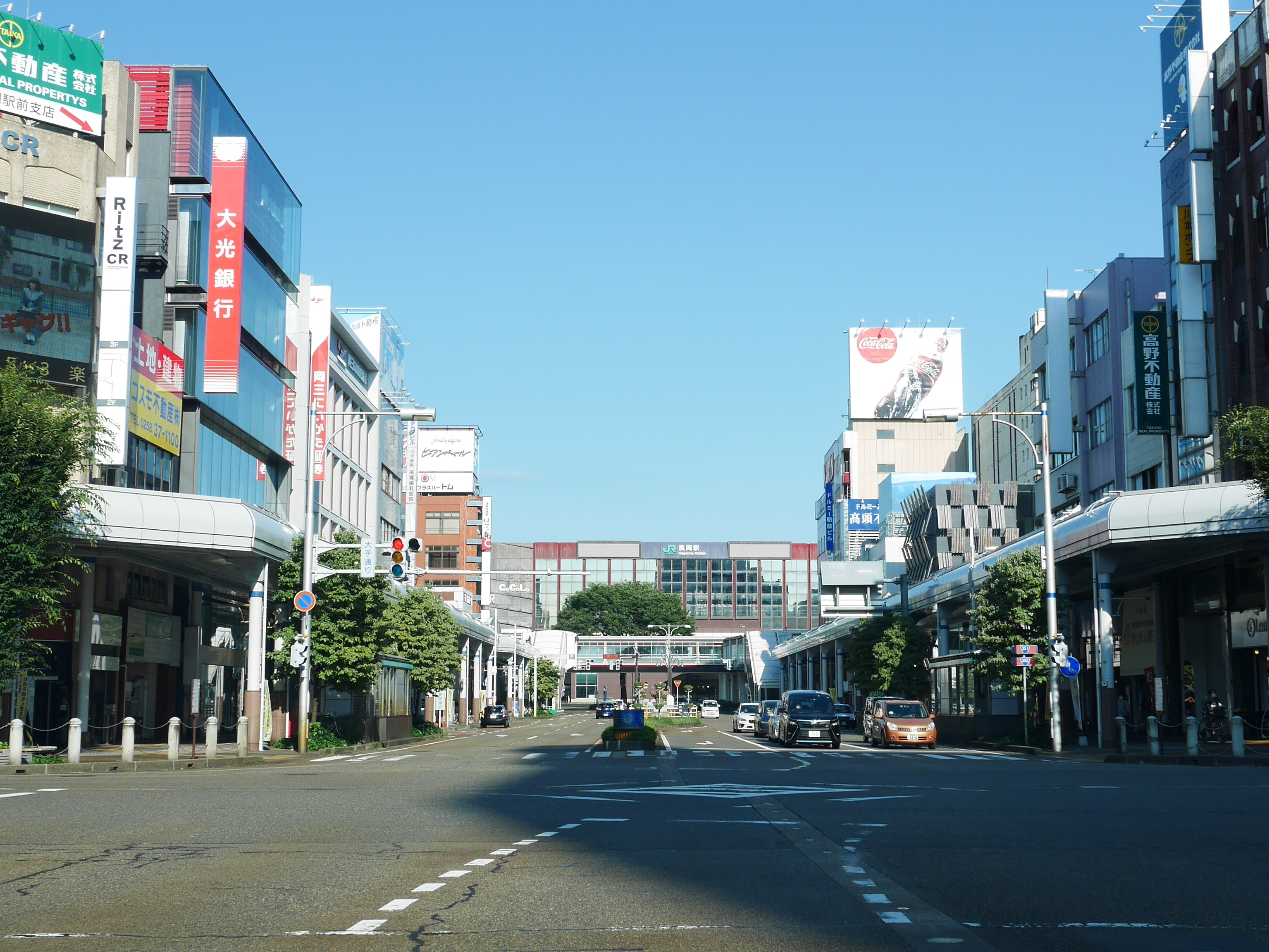
2.長岡市（特例市）
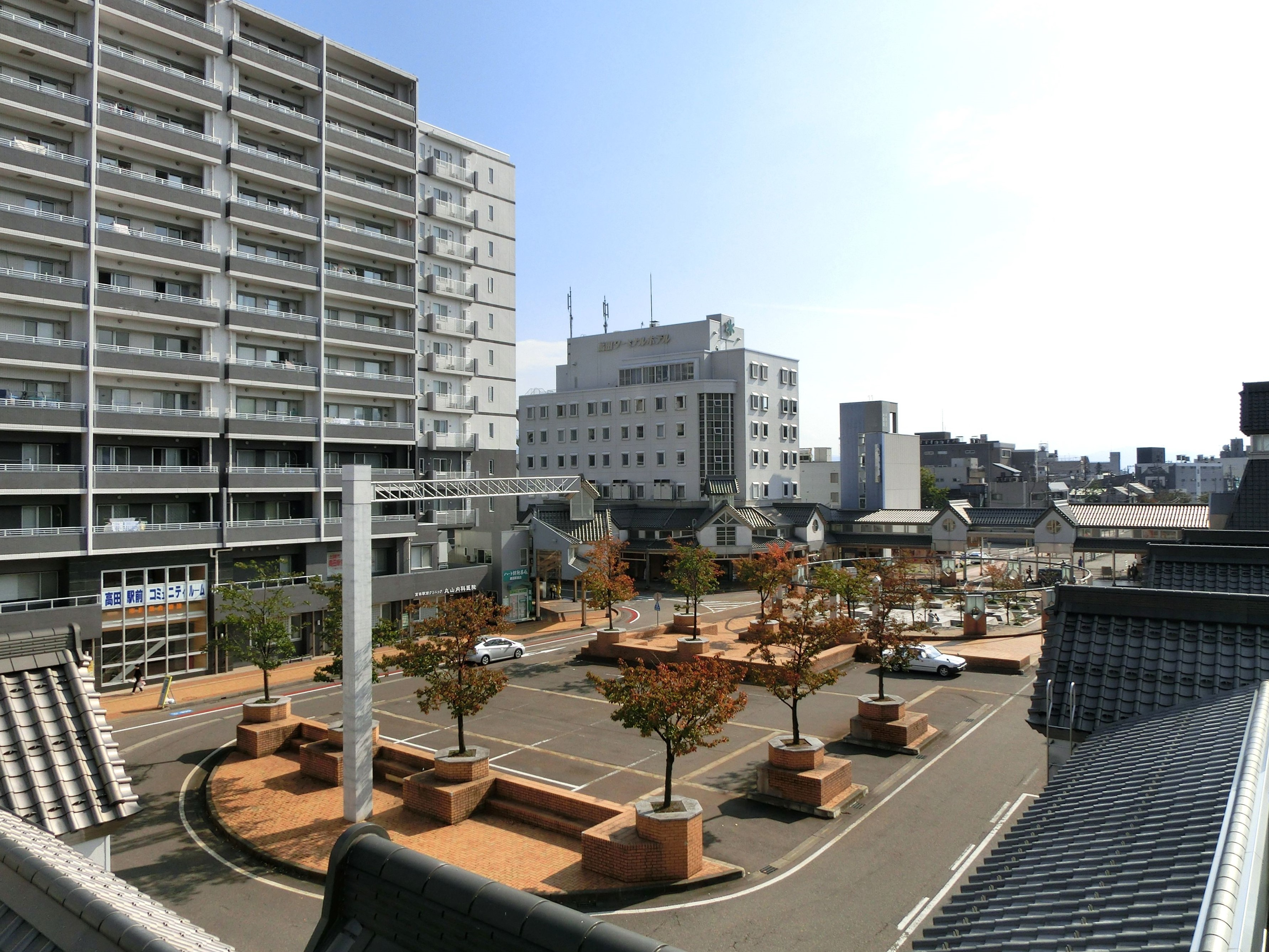
3.上越市（特例市）
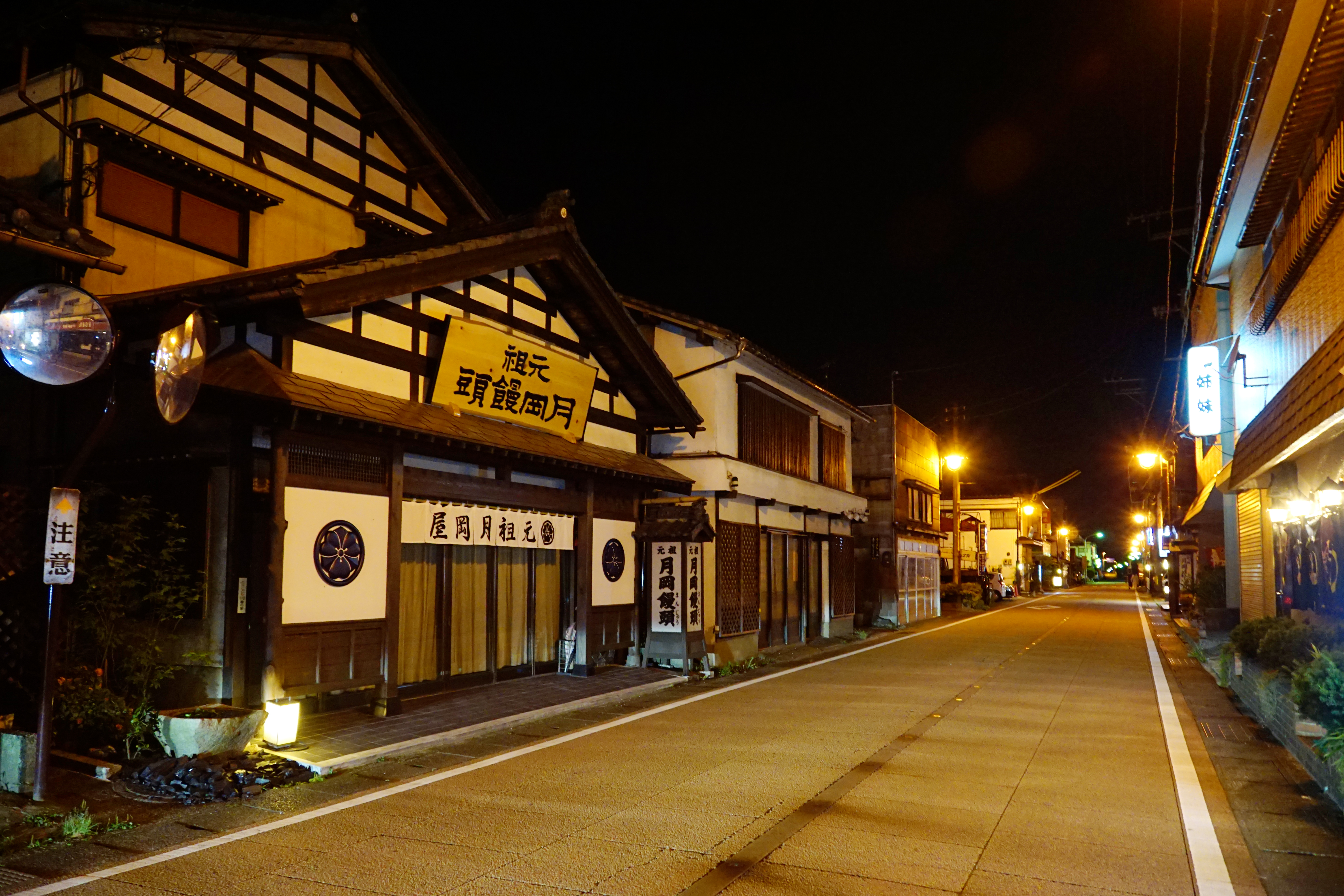
4.新発田市
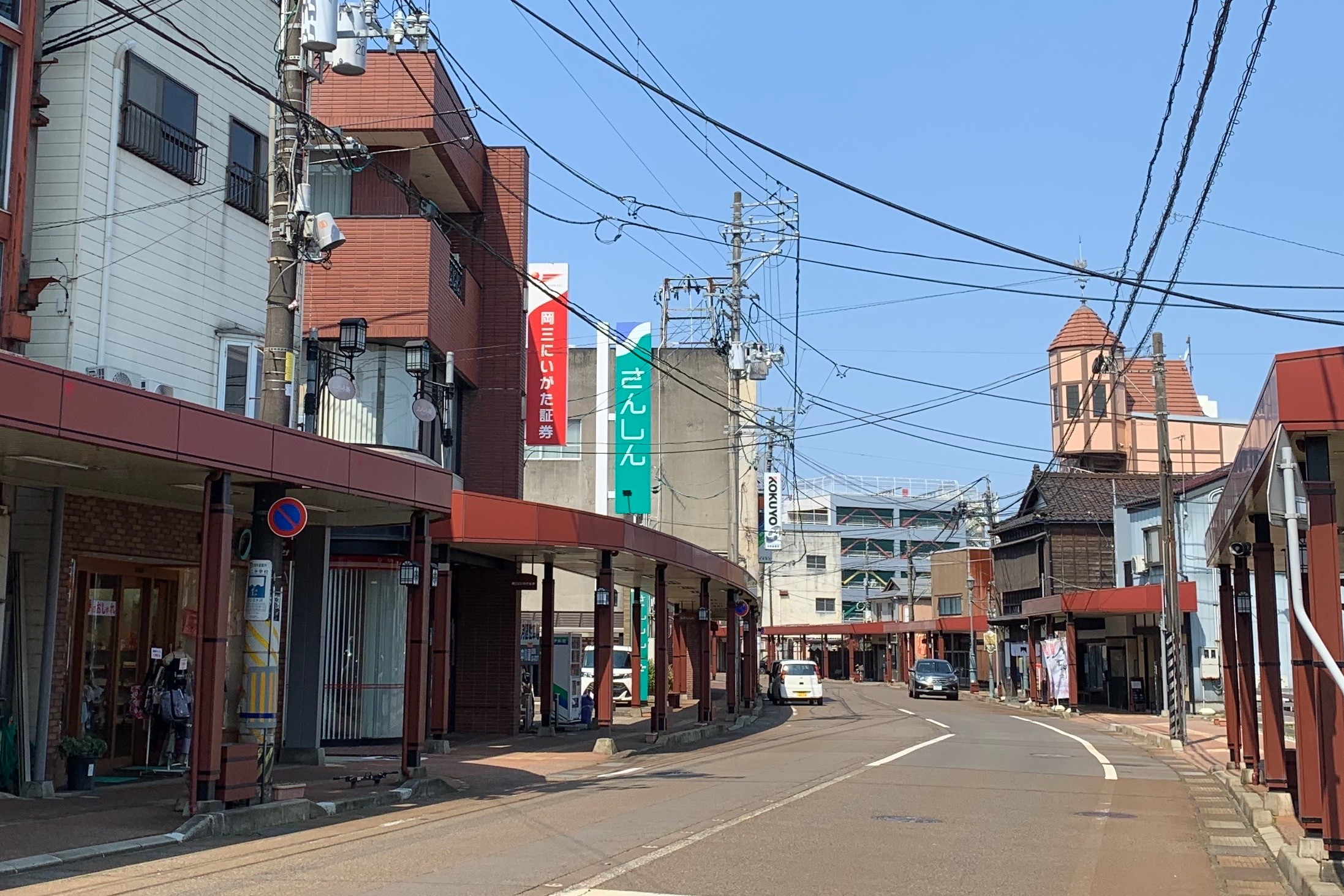
5.三条市
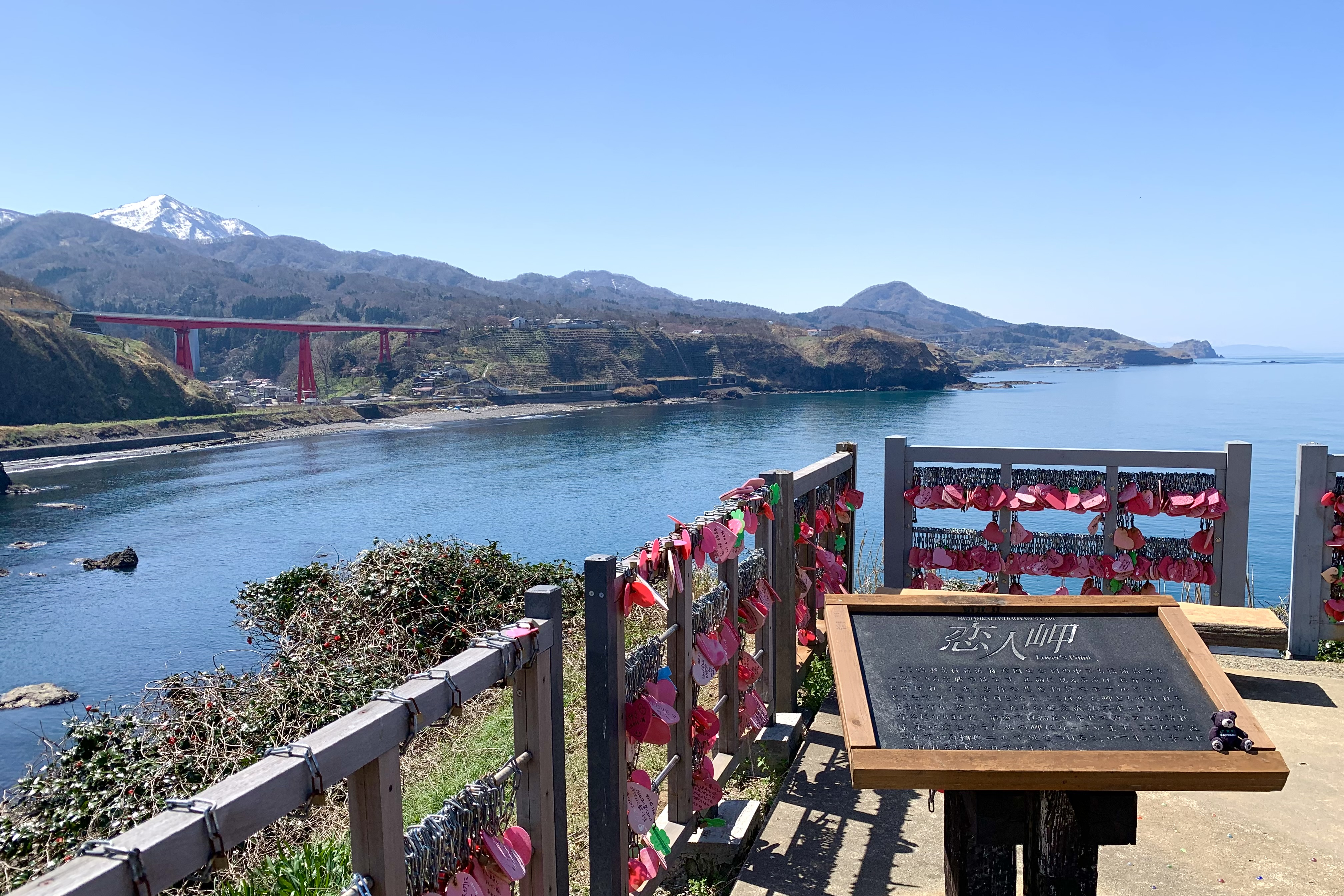
6.柏崎市
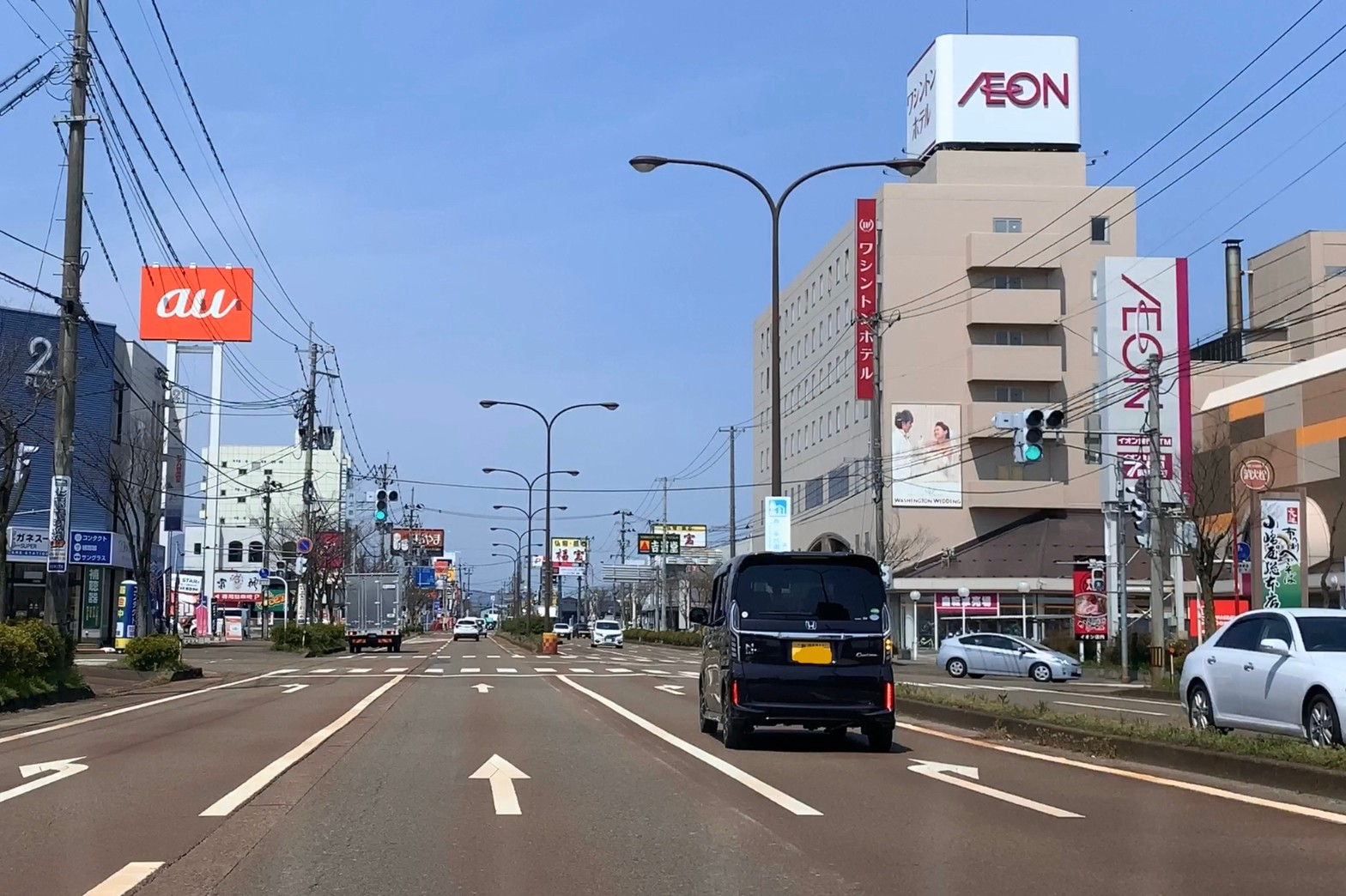
7.燕市
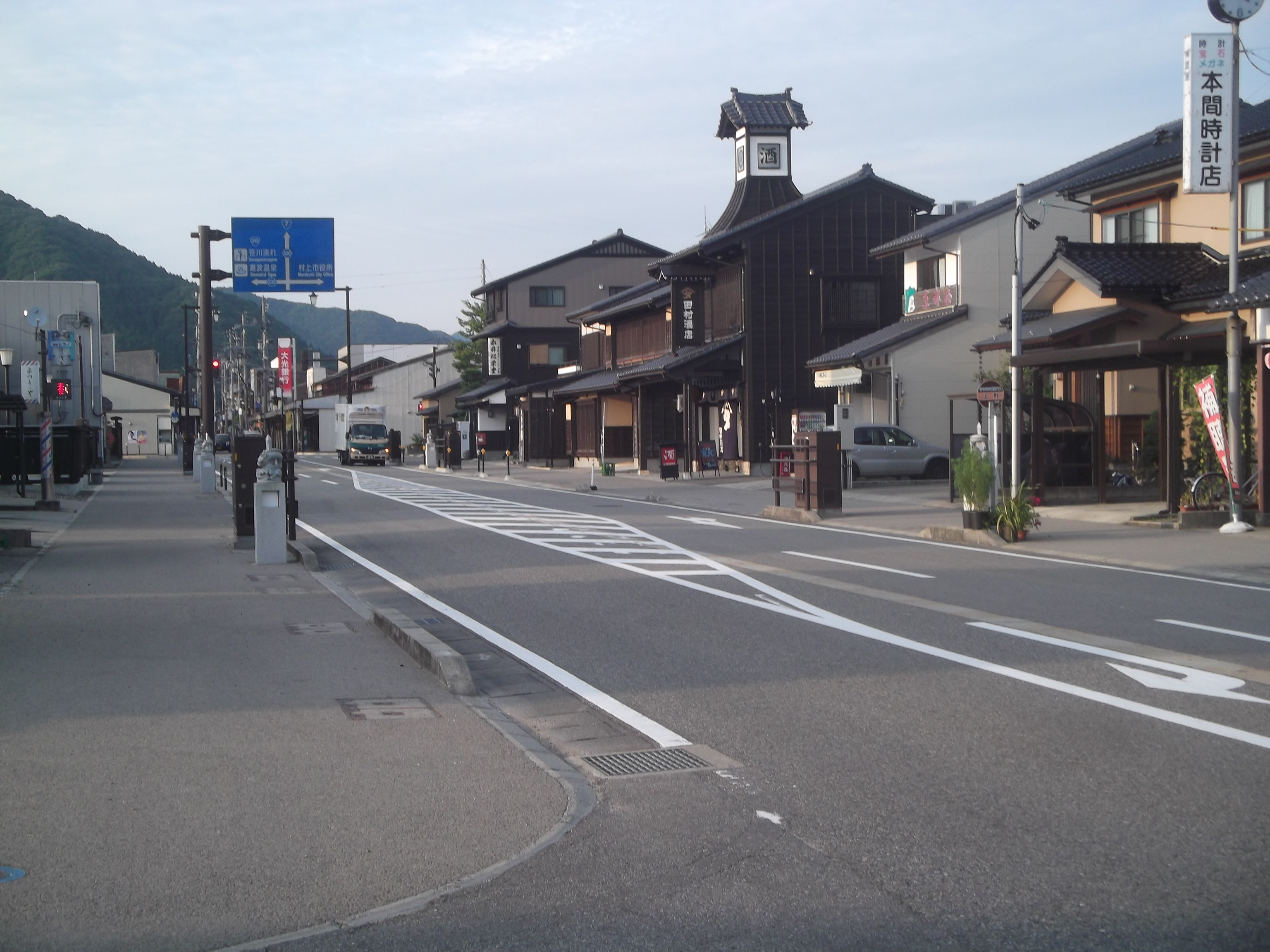
8.村上市
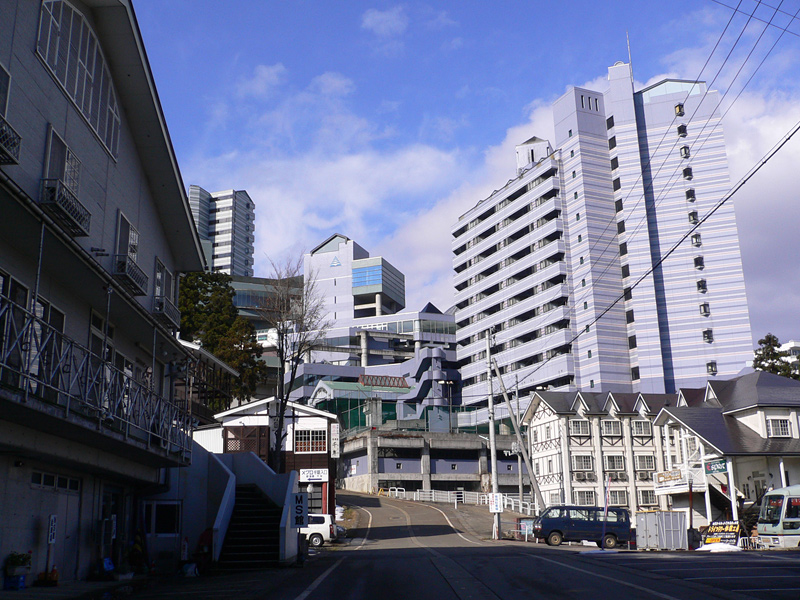
9.南魚沼市
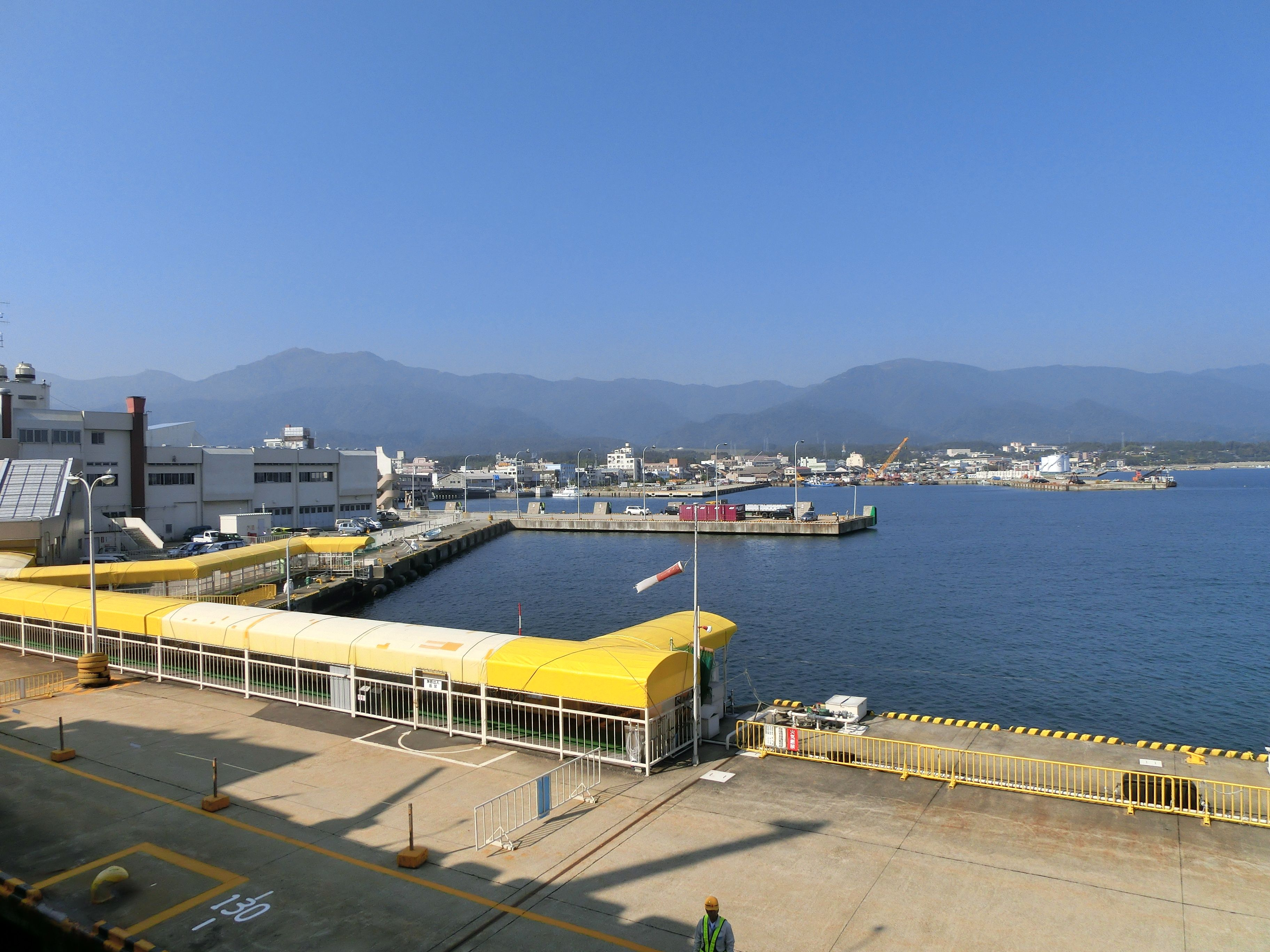
10.佐渡市

### 都市圏
10万人以上の都市雇用圏（2015年国勢調査時点の10%都市圏）
- 新潟都市圏（106万0013人）
- 長岡都市圏（35万6767人）
- 上越都市圏（23万0186人）
- 三条都市圏（21万5037人）

### 新潟県人口動態
2024年現在約210万人となっており減少傾向が続いている。人口順位は1960年（昭和35年）では埼玉県,千葉県より多い全国9位の規模であったが現在は全国15位の規模となっている。
| 実施年 | 人口（人） | 増減人口（人） | 人口増減率(%) | 国内増減率(%) | 増加率全国順位 |
| ------ | ---------- | -------------- | ------------- | ------------- | -------------- |
| 1960年 | 2,442,037  | -              | -             | -             | -              |
| 1965年 | 2,398,931  | 43,106         | 1.77          | 5.20          | 29位           |
| 1970年 | 2,360,982  | 37,949         | 1.58          | 5.54          | 31位           |
| 1975年 | 2,391,938  | 30,956         | 1.31          | 7.92          | 38位           |
| 1980年 | 2,451,357  | 59,419         | 2.48          | 4.57          | 40位           |
| 1985年 | 2,478,470  | 27,113         | 1.11          | 3.40          | 39位           |
| 1990年 | 2,474,583  | 3,887          | 0.16          | 2.12          | 31位           |
| 1995年 | 2,488,364  | 13,781         | 0.56          | 1.58          | 29位           |
| 2000年 | 2,475,733  | 12,631         | 0.51          | 1.08          | 37位           |
| 2005年 | 2,431,459  | 44,274         | 1.79          | 0.66          | 37位           |
| 2010年 | 2,374,450  | 57,009         | 2.34          | 0.23          | 32位           |
| 2015年 | 2,304,264  | 70,186         | 2.96          | 0.75          | 33位           |
| 2020年 | 2,201,272  | 102,992        | 4.47          | 0.75          | 39位           |

## 歴史

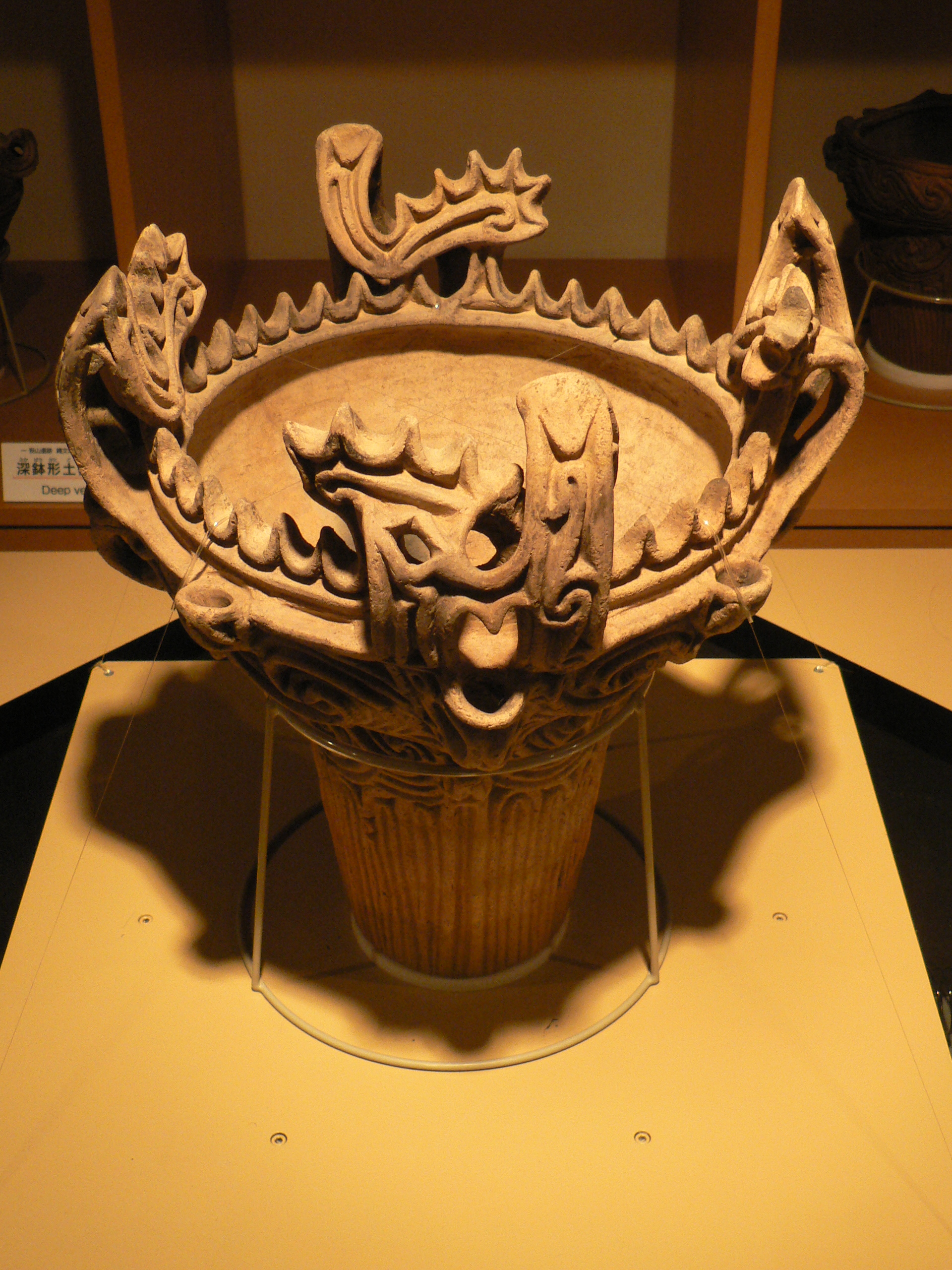
火焔型土器（国宝）

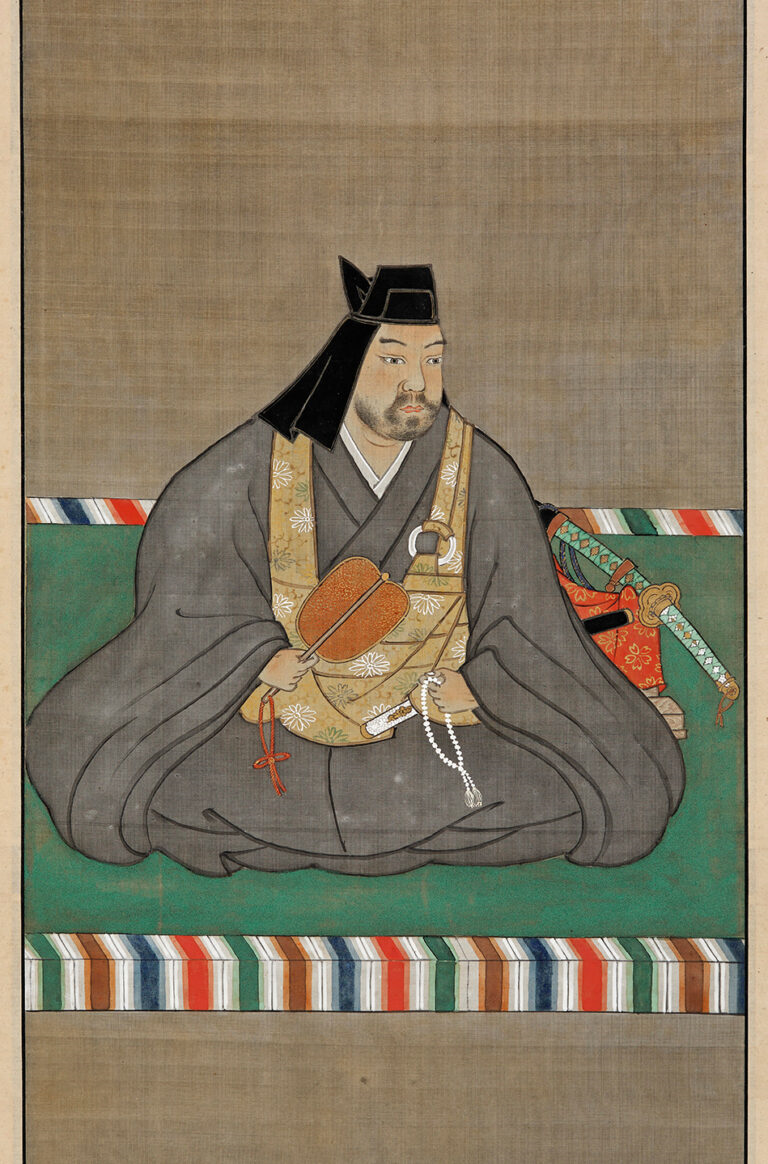
越後の龍と呼ばれる上杉謙信は現在の新潟県出身

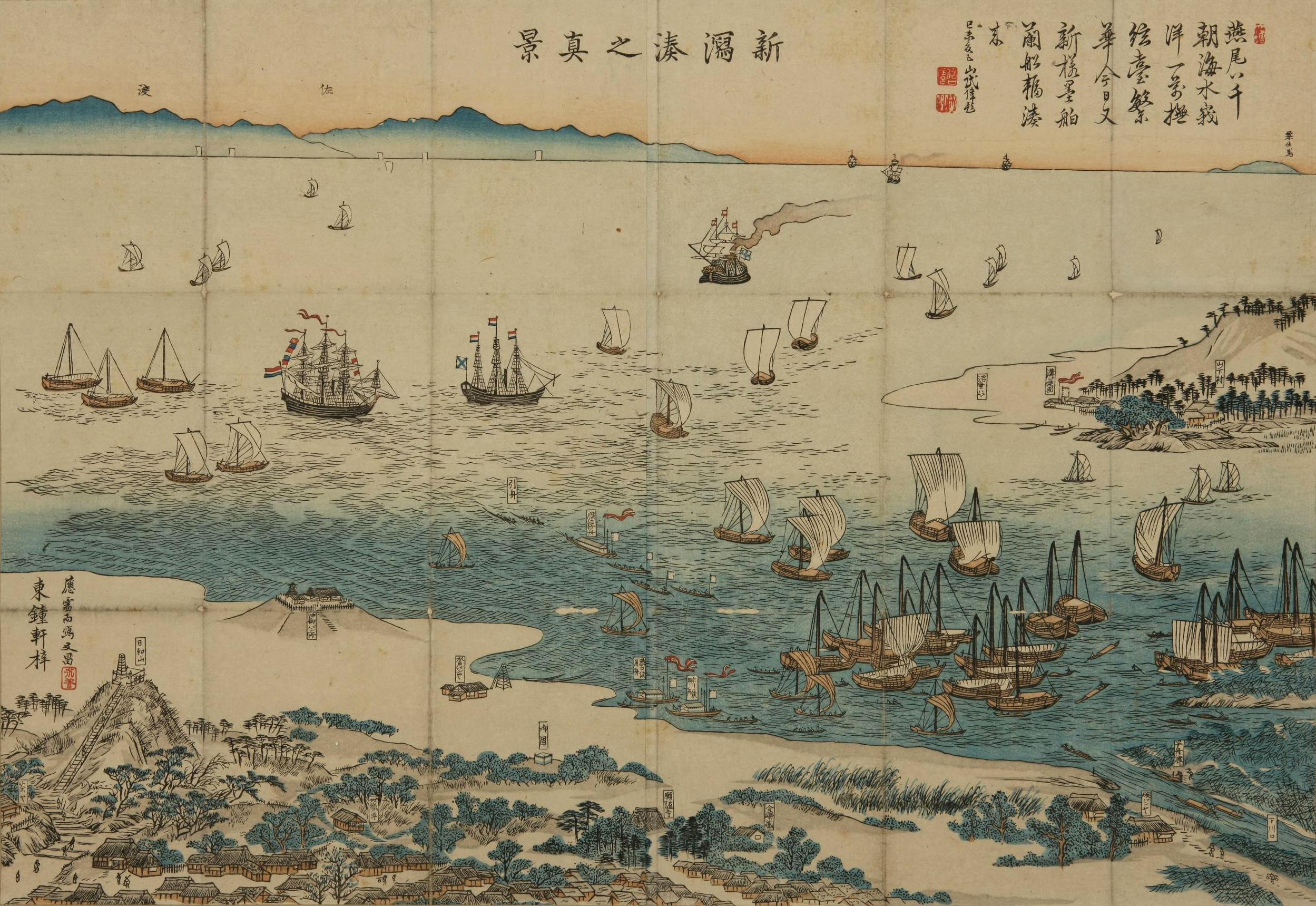
錦絵『新潟湊之真景』安政6年（1859年）井上文昌筆（新潟県立図書館蔵）

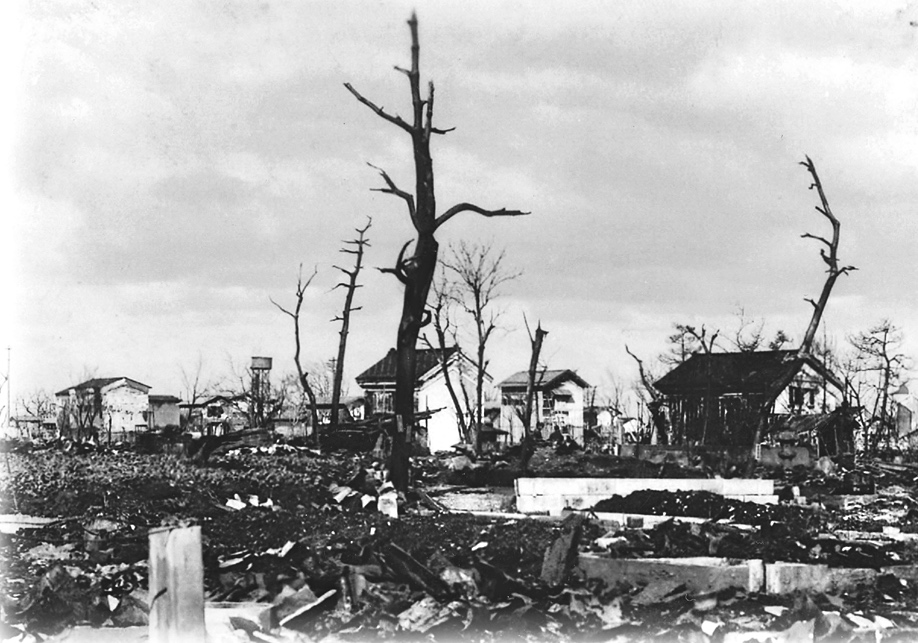
長岡空襲

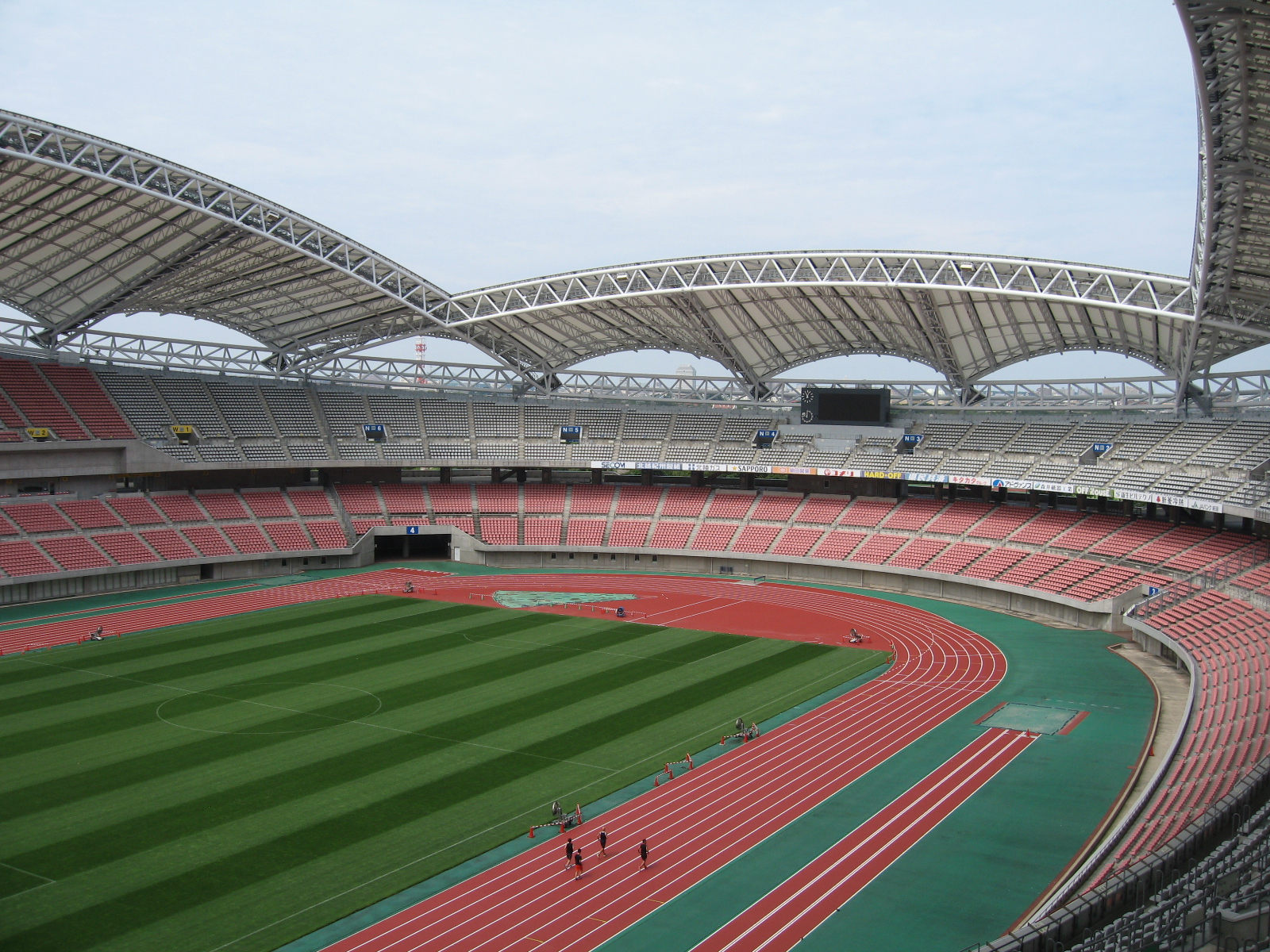
新潟スタジアム

### 古代
- 約3万年前～縄文時代が始まるまでの1万数千年間を旧石器時代の内の後期旧石器時代といっている。そして、本県でも約200カ所の遺跡が知られている。そのころの石器としてはナイフ形石器が盛行していた[31]。
- 崇神天皇年間 - 久比岐国造と高志深江国造が設置される
- 大化3年（647年） - 越の蝦夷に備えるために渟足柵（ぬたりのき、新潟市付近）が造られる
- 大化4年（648年） - 磐舟柵（いわふねのき、新潟県村上市付近）が造られ、越と科野から柵戸（さくこ）が派遣される
- 新潟県は高志（越）国の一部であったが、7世紀末に高志国は越前・越中・越後の三国に分けられた

### 近代
- 1860年（安政7年）1月1日 - 日米修好通商条約により新潟港開港

明治
- 1868年（明治元年）- 戊辰戦争（北越戦争）勃発。新政府軍が長岡城を攻略して越後を制圧
- 1878年（明治11年） - 明治天皇が県内を行幸（北陸地方巡幸）[32]。

昭和前期
- 1945年（昭和20年）- 長岡空襲

### 現代
昭和後期
- 1947年（昭和22年）10月 - 昭和天皇の戦後巡幸。新潟市、長岡市、新発田市、村上市、三条市、柏崎市などに巡幸[33]。
- 1955年（昭和30年）10月1日 - 新潟大火発生
- 1959年（昭和34年） - 新潟日赤センター爆破未遂事件[34]
- 1964年（昭和39年）6月6日 - 新潟国体開催
- 1973年（昭和48年） - 中華人民共和国の艦艇が領海侵犯し佐渡島に接近、ミサイルを試射する事件が発生
- 1978年（昭和53年） - 北陸自動車道一部開通（新潟市（当時黒埼町）〜長岡市間）
- 1982年（昭和57年）11月15日 - 上越新幹線暫定開業（新潟駅〜大宮駅間）
- 1985年（昭和60年）
  - 3月 - 上越新幹線上野駅乗り入れ開始
  - 10月 - 関越自動車道全線開通
- 1988年（昭和63年） - 北陸自動車道全線開通

平成
- 1991年（平成3年） - 上越新幹線東京駅乗り入れ開始
- 1996年（平成8年） - 新潟市が中核市に指定される
- 1997年（平成9年） - 磐越自動車道全線開通、北越急行開業

- 1999年（平成11年）10月30日 - 上信越自動車道全線開通
- 2000年（平成12年）1月 - 新潟県警本部長不祥事（雪見酒事件、新潟少女監禁事件に関連して）
- 2002年（平成14年）
  - 5月 - 日本海東北自動車道新潟空港IC〜聖籠新発田IC間が開通。同年10月には中条ICまで延伸。
  - 6月 - 新潟スタジアムにて2002年ワールドカップサッカー日本側開幕戦開催
- 2007年（平成19年）4月1日 - 新潟市が政令指定都市に、また長岡市と上越市が特例市へ移行
- 2008年（平成20年）5月 - G8労働大臣会合開催
- 2009年（平成21年） - トキめき新潟国体開会
- 2011年（平成23年） - 新潟中国総領事館の万代小学校跡地移転問題が発生。
- 2012年（平成24年）9月8日 - 日本海に面する秋田県・山形県・新潟県・富山県・石川県・福井県・京都府・兵庫県・鳥取県・島根県の10府県が合同で海洋エネルギー資源開発促進日本海連合を設立[35][36][37][38]
- 2015年（平成27年）3月14日 - 北陸新幹線の新潟県内の区間が開業。えちごトキめき鉄道が開業。

令和
- 2019年（令和元年）：G20農業大臣会合が新潟市中央区の朱鷺メッセで開催。
- 2023年（令和5年）：G7農業大臣・中央銀行総裁会議が開催。
- 2024年（令和6年）6月27〜30日：日本陸上競技選手大会がデンカビッグスワンスタジアムで開催された。7月27日：佐渡金山が世界文化遺産に登録。

### 災害史
主な災害
- 863年7月10日 - 越中・越後地震
- 1502年1月28日 - 越後地震
- 1665年 - 越後高田地震
- 1714年 - 信濃小谷地震
- 1751年 - 高田地震
- 1828年 - 三条地震
- 1833年 - 庄内沖地震
- 1896年（明治29年）7月22日 - 横田切れ
- 1927年（昭和2年） - 昭和2年豪雪。雪崩などによる死者・行方不明者93人、負傷者9人、家屋全壊約100戸[39]
- 1936年（昭和11年） - 1月に豪雪。死者77人[40]。
- 1944年（昭和19年）7月20日 - 豪雨災害。同年7月27日、天皇・皇后から新潟県に対し金500円の御救恤金が下賜される[41]。
- 1961年（昭和36年）
  - 2月2日 - 長岡地震
  - 9月16日 - 第2室戸台風
- 1963年（昭和38年） - 昭和38年1月豪雪（サンパチ豪雪）・東京〜新潟間の交通網寸断
- 1964年（昭和39年） - 新潟地震
- 1965年（昭和40年） - 昭和40年台風第24号
- 1966年（昭和41年） - 下越水害（7.17水害）
- 1967年（昭和42年） - 羽越豪雨（8.28水害）
- 1977年（昭和52年）1 - 2月  - 五二豪雪
- 1978年（昭和53年）6月 - 梅雨前線
- 1980年（昭和55年）末 - 1981年（昭和56年） - 五六豪雪
- 1982年（昭和57年）9月13日 - 昭和57年台風第18号
- 1984年（昭和59年）1 - 2月 - 五九豪雪
- 1985年（昭和60年）1 - 2月 - 六〇豪雪
- 1986年（昭和61年）1 - 2月 - 六一豪雪
- 1995年（平成7年）夏 - 7.11水害・平成7年梅雨前線豪雨
- 1998年（平成10年）
  - 4月1日 - 新潟県北部地震
  - 8月 - 平成10年8月新潟豪雨（8.4水害）
- 2004年（平成16年）
  - 7月13日 - 平成16年7月新潟・福島豪雨（7.13水害）
  - 10月23日 - 新潟県中越地震
- 2005年（平成17年）12月 - 翌年にかけて平成18年豪雪。各地で観測史上最大積雪量を更新。新潟大停電発生。
- 2007年（平成19年） - 新潟県中越沖地震
- 2011年（平成23年）
  - 1月 - 平成23年の大雪
  - 3月11日 -東北地方太平洋沖地震(東日本大地震)
  - 3月12日 - 長野県北部地震
  - 7月26日 - 7月30日 - 平成23年7月新潟・福島豪雨
- 2012年（平成24年）1 - 2月 - 平成24年の大雪
- 2013年（平成25年）2月 - 平成25年の大雪
- 2016年（平成28年）12月22日 - 糸魚川市大規模火災発生
- 2018年（平成30年）2月 - 平成30年の大雪
- 2019年（令和元年）
  - 6月18日 - 山形県沖地震。村上市府屋で震度6強の揺れを観測。
  - 10月12日 - 10月13日 - 令和元年東日本台風。県内の信濃川や阿賀野川が氾濫し長岡市や阿賀町など各地で浸水被害が出た。
- 2020年（令和2年）12月 - 2021年（令和3年）1月 - 令和3年の大雪
- 2022年（令和4年）8月3日 - 令和4年8月豪雨。記録的な大雨により村上市、関川村、胎内市に大雨特別警報が発動。新潟県内北部では停電や断水、河川の氾濫により浸水被害が出た他、JR米坂線では土砂流入や路盤流出、盛土流出など甚大な被害が発生。
- 2024年（令和6年）1月1日 - 令和6年能登半島地震。長岡市中之島で震度6弱の揺れを観測。

### 行政区域の変遷

#### 県の変遷
括弧書きは藩府県庁所在地の現所属市町村
- 1868年5月11日（慶応4年＝明治元年旧暦4月19日）：新潟奉行所に代えて新潟裁判所を設置
- 1868年5月16日（慶応4年旧暦4月24日）：佐渡奉行所に代えて佐渡裁判所を設置
- 1868年7月18日（慶応4年旧暦5月29日：越後国に越後府（第1次、上越市高田 ⇒ 柏崎市）を設置
- 1868年9月13日（慶応4年旧暦7月27日）：越後府から柏崎県（第1次、柏崎市）を分離
- 1868年10月17日（慶応4年旧暦9月2日）：佐渡裁判所に代えて佐渡県（佐渡市旧真野町）を設置
- 1868年11月5日（明治元年旧暦9月21日）：越後府を新潟府（柏崎市 ⇒ 長岡市 ⇒ 新潟市）に改称
- 1868年12月18日（明治元年旧暦11月5日）：柏崎県を新潟府に合併（布達のみで実行されず）、佐渡県を新潟府の当分管轄とする（事実上の編入）
- 1869年3月20日（明治2年旧暦2月8日）：新潟府から越後府（第2次、阿賀野市旧水原町）を分離再置
- 1869年4月3日（明治2年旧暦2月22日）：新潟府を新潟県（第1次）と改称。柏崎県の廃止と越後府への合併を再度布達。佐渡県は越後府の当分管轄とする。
- 1869年6月13日（明治2年旧暦5月4日）：岩代国に若松県（会津若松市）を設置、蒲原郡のうち旧会津藩領（現東蒲原郡）を管轄
- 1869年7月25日（明治2年旧暦6月17日）：版籍奉還 - 8月1日（ 旧暦6月24日）までに越後国内では以下の10藩の藩主（諸侯）が知藩事に任命された

村上藩（村上市）、黒川藩（胎内市旧黒川村）、三日市藩（新発田市三日市）、新発田藩（新発田市）、村松藩（五泉市旧村松町）、三根山藩（新潟市旧巻町）、長岡藩（長岡市）、与板藩（長岡市旧与板町）、椎谷藩（柏崎市椎谷）、高田藩（上越市高田）、清崎藩（糸魚川市）
- 1869年8月27日（明治2年旧暦7月20日）：越後府による当分管轄を解除し、佐渡県（佐渡市旧相川町）を再置
- 1869年9月3日（明治2年旧暦7月27日）：越後府と新潟県を合併し、水原県（阿賀野市旧水原町）を設置
- 1869年9月30日（明治2年旧暦8月25日）：水原県から柏崎県（第2次、柏崎市）を分離
- 1870年4月7日（明治3年旧暦3月7日）：水原県を廃し、新潟県（第2次、新潟市）を設置
- 1870年11月15日（明治3年旧暦10月22日）：長岡藩を廃し、柏崎県に編入
- 1870年11月22日（明治3年旧暦10月29日）：三根山藩を峰岡藩（新潟市旧巻町）に改称
- 1871年8月29日（明治4年旧暦7月14日）：廃藩置県 - 旧藩から県に替わったものも含めて現新潟県域には以下の各県が設置された

村上県、三日市県、黒川県、新発田県、村松県、峰岡県、新潟県、柏崎県、与板県、椎谷県、高田県、清崎県、佐渡県
- 蒲原郡のうち旧会津藩領の区域は引き続き若松県の一部

- 1871年12月31日（明治4年旧暦11月20日）：府県統合により以下の3県を設置
  - 新潟県（第3次、新潟市）：下越2郡（蒲原郡・岩船郡） - 村上県、三日市県、黒川県、新発田県、村松県、峰岡県、新潟県を統合
  - 柏崎県（第3次、柏崎市）：上・中越5郡（頸城郡・刈羽郡・魚沼郡・三島郡・古志郡） - 与板県、椎谷県、高田県、清崎県、柏崎県を統合
  - 相川県（佐渡市旧相川町）：佐渡県を改称
- 1873年（明治6年）6月10日：柏崎県を廃し、新潟県に合併
- 1876年（明治9年）4月18日：相川県を廃し、新潟県に合併
  - （1876年（明治9年）8月21日：若松県を廃し、磐前県とともに福島県に合併）
- 1886年（明治19年）5月25日：福島県から東蒲原郡を新潟県へ移管

新潟県の成立
現在の新潟県は、日米修好通商条約によって開港場に指定された新潟を管内に抱え、また戊辰戦争の主戦場の1つになったことから、その成立までの変遷は他府県にも増して複雑なものだった。
1870年（明治3年）の新潟県（第2次）成立までの変遷は「越後府」および「柏崎県」の項を参照のこと。
- 1870年4月7日（明治3年旧暦3月7日）、越後国のうち新潟を含む下越2郡（蒲原郡・岩船郡）内の政府直轄地を管轄していた水原県が廃止され、県庁が新潟に移されることで新潟県（第2次）が成立した。**当時、現県域には新潟県のほか、上・中越5郡（頸城郡・刈羽郡・魚沼郡・三島郡・古志郡）内の政府直轄地を管轄する柏崎県、佐渡国全域を管轄する佐渡県、および県域内に藩庁を置く10藩によって分割支配されていた。さらに、蒲原郡のうち旧会津藩領の区域は若松県の管轄下に置かれていた。
- 1871年8月29日（明治4年旧暦7月14日）の廃藩置県を経て、同年12月31日（旧暦11月20日）に行われた府県再編で下越2郡の旧藩5県が新潟県と、上・中越5郡の旧藩4県（長岡藩は既に柏崎県に編入されていた）が柏崎県と合併して、それぞれ新潟県（第3次）、柏崎県（第3次）となり、また佐渡県は相川県と改称された。
- 1873年（明治6年）に柏崎県が、1876年（明治9年）に相川県がそれぞれ廃止されて相次いで新潟県に合併されて、越佐両国を新潟県が統一して管轄することとなった。
- 1886年（明治19年）、若松県を経て福島県の管轄となっていた蒲原郡の一部（1878年（明治11年）から東蒲原郡）が新潟県に移管されたことにより、現在の新潟県の県域が確定した。

#### 郡の変遷
- 1869年（明治2年）：現在の新潟県域には以下の国郡があった
  - 越後国
    - 岩船郡、蒲原郡、三島郡、古志郡、魚沼郡、刈羽郡、頸城郡

  - 佐渡国
    - 雑太郡、加茂郡、羽茂郡
- 1878年（明治11年）：郡区町村編制法により蒲原郡・魚沼郡・頸城郡が分割されて新潟県管内は1区22郡となり、また福島県管内に越後国のうち1郡が属した
  - 蒲原郡を新潟区・北蒲原郡・中蒲原郡・西蒲原郡・南蒲原郡・東蒲原郡に分割、うち東蒲原郡は福島県に所属
  - 魚沼郡を北魚沼郡・南魚沼郡・中魚沼郡に分割
  - 頸城郡を東頸城郡・中頸城郡・西頸城郡に分割
  - 従来通り：岩船郡、三島郡、古志郡、刈羽郡、雑太郡、加茂郡、羽茂郡
- 1886年（明治19年）5月25日：福島県から東蒲原郡が移管され、新潟県管内は1区23郡となる
- 1889年（明治22年）4月1日：市制・町村制の施行により、新潟区が新潟市となる
- 1896年（明治29年）4月1日：新潟県に府県制・郡制が施行され、佐渡3郡（雑太郡・加茂郡・羽茂郡）が統合されて佐渡郡となり、新潟県管内は1市21郡となる
- 2004年（平成16年）3月1日：市町村合併により佐渡郡が消滅
- 2005年（平成17年）3月19日：市町村合併により西頸城郡が消滅
- 2005年（平成17年）4月1日：市町村合併により東頸城郡、中頸城郡、古志郡が消滅
- 2006年（平成18年）1月1日：市町村合併により中蒲原郡が消滅
- 2010年（平成22年）3月31日：市町村合併により北魚沼郡が消滅

#### 廃止した市町村・郡
廃止市町村は新潟県の廃止市町村一覧を参照。
廃止した郡
- 東頸城郡
- 西頸城郡
- 中頸城郡
- 古志郡
- 北魚沼郡
- 中蒲原郡
- 佐渡郡

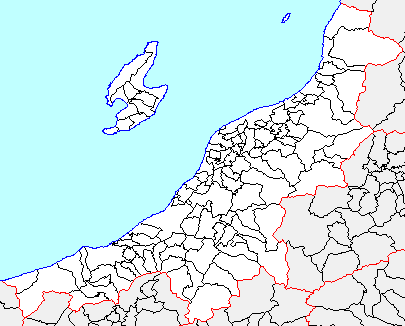
2000年（平成12年）（平成の大合併前）の行政地図。
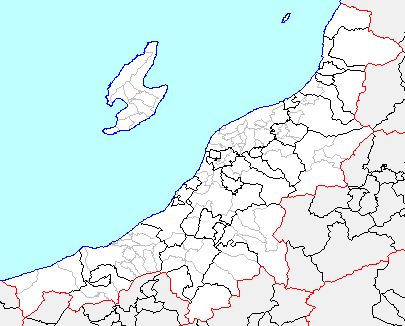
2006年（平成18年）3月末の行政地図。旧市町村境を灰色で示す。

## 政治

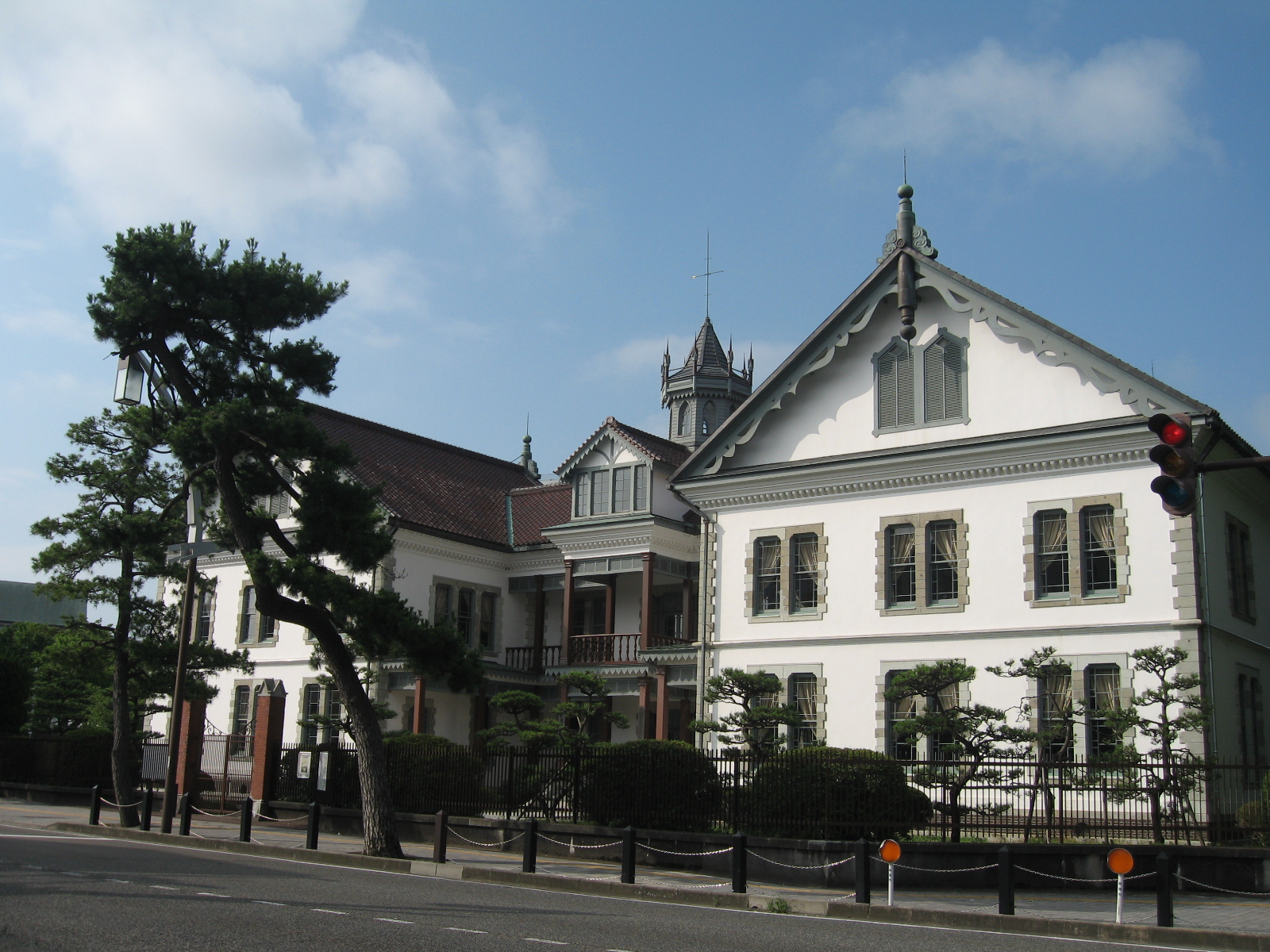
旧新潟県議会議事堂

### 行政

#### 県知事
- 知事：花角英世（はなずみ ひでよ、2期目）

歴代知事（公選）
- 岡田正平（2期、1947年（昭和22年）4月15日 - 1955年（昭和30年）4月29日）
- 北村一男（2期、1955年（昭和30年）4月30日 - 1961年（昭和36年）11月30日）
- 塚田十一郎（2期、1961年（昭和36年）12月7日 - 1966年（昭和41年）3月28日）
- 亘四郎（2期、1966年（昭和41年）5月8日 - 1974年（昭和49年）4月30日）
- 君健男（4期、1974年（昭和49年）5月1日 - 1989年（平成元年）4月19日）
- 金子清（1期、1989年（平成元年）6月4日 - 1992年（平成4年）9月9日）
- 平山征夫（3期、1992年（平成4年）10月25日 - 2004年（平成16年）10月24日）
- 泉田裕彦（3期、2004年（平成16年）10月25日 - 2016年（平成28年）10月24日）
- 米山隆一（1期、2016年（平成28年）10月25日 - 2018年（平成30年）4月27日）
- 花角英世（2018年（平成30年）6月12日- ）

#### 財政
2007年（平成19年）度
- 財政力指数 0.43
  - IIグループ（財政力指数0.4以上、0.5未満）11自治体中7位

2006年（平成18年）度
- 財政力指数 0.40
  - IIグループ（財政力指数0.4以上、0.5未満）9自治体中9位
- 実質公債費比率 15.2
- 経常収支比率 91.6
- 人口一人当たり地方債現在高 103万5522円 普通会計分のみ
- ラスパイレス指数 100.9

地方債等の残高
- 普通会計分の地方債 2兆5118億円
- 上記以外の特別会計分の地方債 1773億円
- 関係する一部事務組合分の債務 8億円（債務x負担割合）
- 第3セクター等の債務保証等に係る債務 279億円 （財）新潟県暴力追放運動推進センターなど

地方債等の残高合計 2兆7178億円 （連結会計）
2005年（平成17年）度
- 財政力指数 0.38
  - IIIグループ（財政力指数0.3以上、0.4未満）14自治体中5位

2004年（平成16年）度
- 財政力指数 0.36
  - IIIグループ（財政力指数0.3以上、0.4未満）13自治体中5位

#### 新潟州構想
2011年（平成23年）1月25日に泉田裕彦新潟県知事と篠田昭新潟市長による共同会見で、東京都に倣い、現新潟市を特別区に移行し、他市町村間も更に合併を進め人口規模30万クラスの基礎自治体とする州制移行構想が発表された。また、各特別区、基礎自治体の権限は現行の東京都の23の各特別区が持つ以上のレベルを想定している。

### 議会
衆議院の小選挙区が6。参議院では、全県で1区を構成。

#### 衆議院
- 新潟県第1区：西村智奈美
- 新潟県第2区：菊田真紀子
- 新潟県第3区：黒岩宇洋
- 新潟県第4区：米山隆一
- 新潟県第5区：梅谷守
- 新潟県第6区：廃止

#### 参議院
新潟県選挙区
- 2022年改選 
  - 小林一大
- 2025年改選
  - 打越さく良

## 経済・産業
2016年（平成28年）度の県内総生産は名目8兆8840億円である。世界の過半数の国の GDP より大きな規模を有している。県民所得は6兆4596億円であり、一人当たり県民所得は282.6万円である。

### 第一次産業

#### 農林水産業

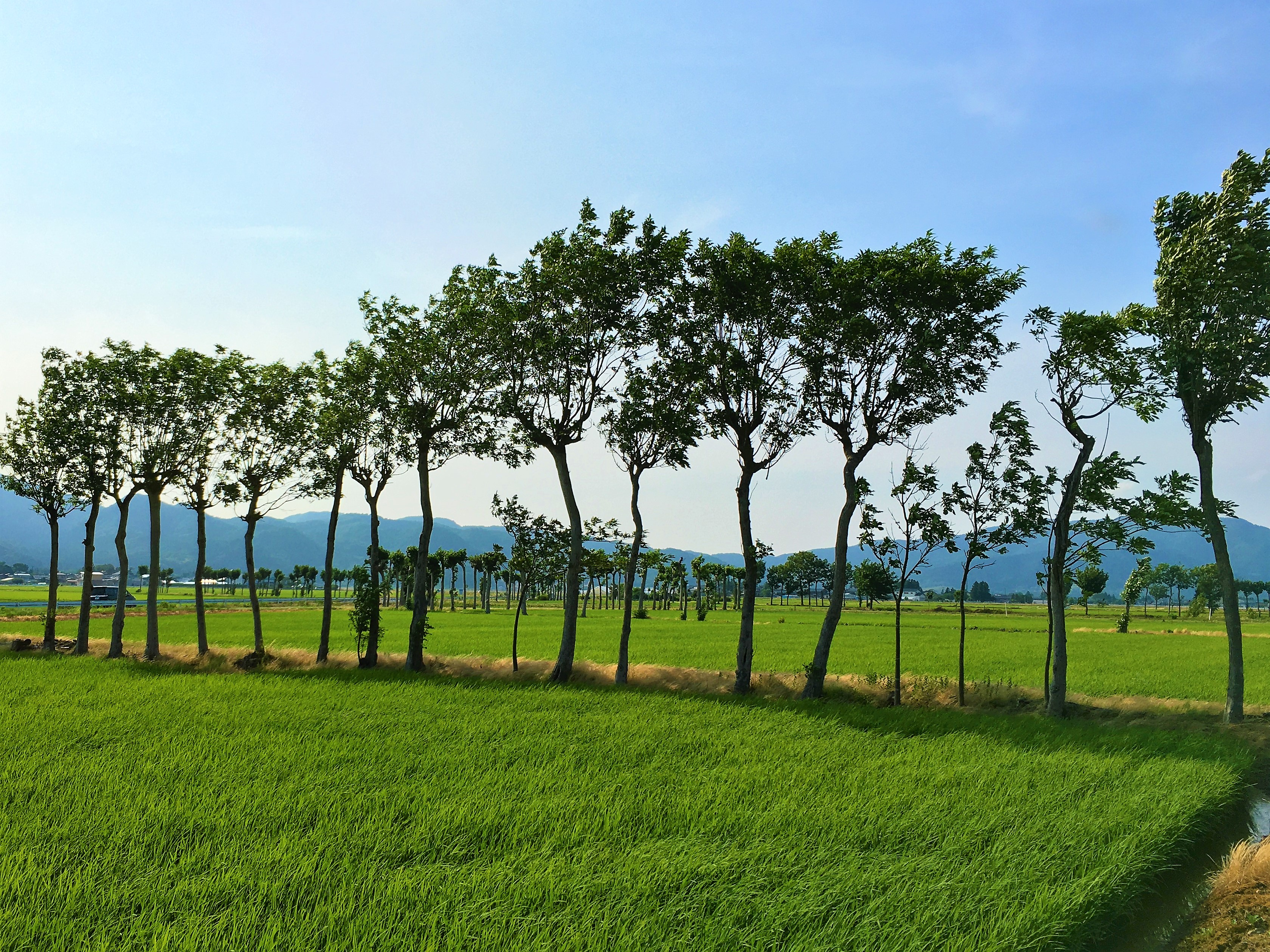
はざ木のある田園風景

主要な産業としては農業が挙げられる。米作（コシヒカリ）が中心で、コシヒカリの収穫量は日本一である。特に魚沼地方で栽培されるコシヒカリは「魚沼産コシヒカリ」として食味日本一の評価を受けるトップブランドであり、日本一の米どころであるといえる。また、米に関連して米菓（煎餅、あられなど）の生産額も日本一、日本酒も兵庫県、京都府に次ぐ第3位で酒蔵数は日本一である。米の生産が多いため、米粉の研究を行っており、研究を利用して製品を販売する新潟製粉に出資している。
米以外では、茄子と枝豆の作付面積が日本一。また、チューリップ、西瓜の栽培も盛んである。
漁業も盛んであり、蒲鉾など魚肉練り製品も有力である。

#### 養鯉

小千谷市の錦鯉

錦鯉は19世紀に、現在の小千谷市と長岡市（山古志地域）を中心とする地域で飼育が始まったと考えられている。
現在は錦鯉の養鯉が盛んに行われている。

### 第二次産業

#### 工業
北陸工業地域の中心的存在でもある。
- 糸魚川市では、良質な石灰石が取れることなどから糸魚川市・上越市などで化学工業が発達している。
- 長岡市では、米菓などの食品加工、製紙、自動車やバイクのメーターが製造されている。バイクメーターの国内シェアは9割弱、世界シェアは3割ほど。
- 三条市や燕市では刃物、金物、洋食器などの製造が盛ん。
- 新潟市周辺では、米菓などの食品加工業、製紙業、化学工業が多く立地している。
- 佐渡市では、歴史的に鉱業が盛んだった。

製造業
県内では石油ストーブ、石油ファンヒーターといった石油燃焼器具の生産が大きい。
軽工業
他には金属製品の生産が多い。燕市・三条市の金属食器は国内シェアの9割を持ち、機械部品では、非鉄金属材料の加工に強みをもつ企業が多い。はさみや包丁、スパナなどの金属工具も大阪府に次ぐ2位である。
繊維産業では、ニットの生産高が日本一である。しかし近年は、人件費の安さを求めた生産拠点の海外移転や価格の安い外国勢（中国や東南アジア諸国など）に押され気味である。
1989年（平成元年）には工場立地件数で日本一になったこともある。

#### 鉱業
金鉱

佐渡金山

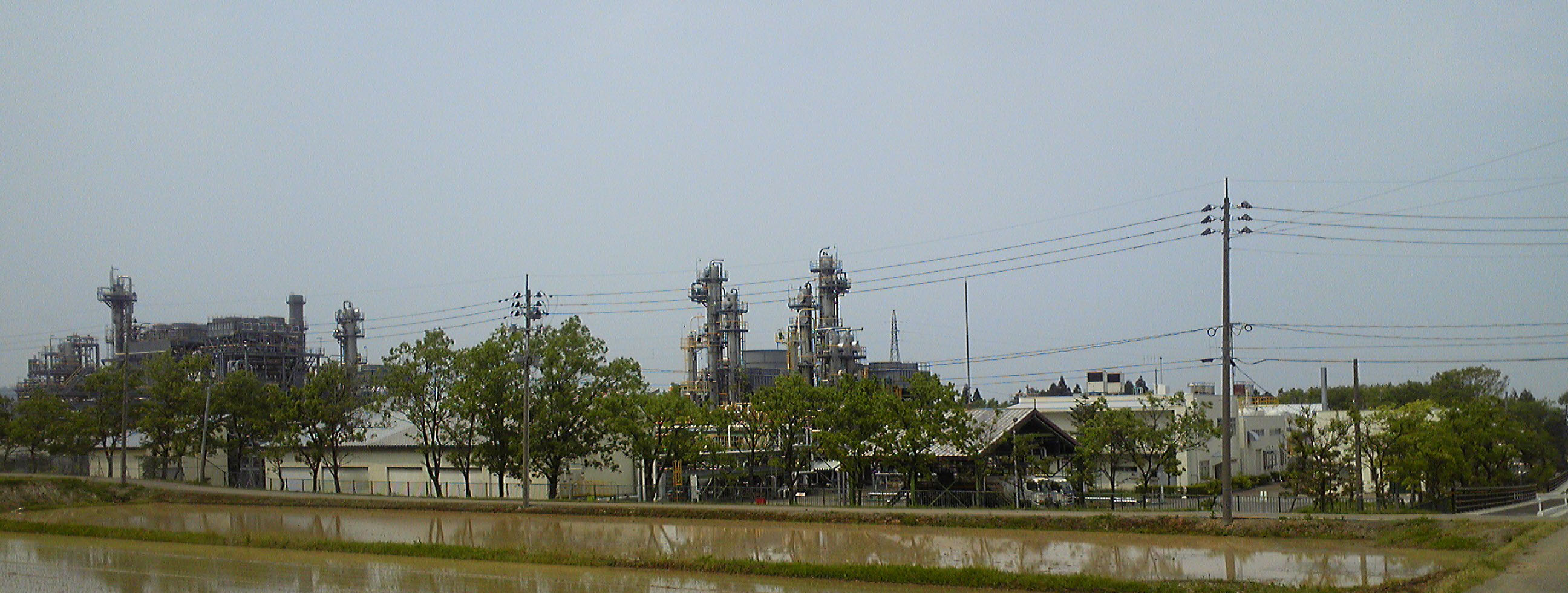
南長岡ガス田

かつて佐渡島には金・銀の鉱脈が分布しており（佐渡金山を参照）、最大規模の相川金銀山を中心に近世から近代にかけて盛んに採掘が行われたが、1989年（平成元年）に閉山された。
原油
日本で数少ない原油の生産地であり、古くから石油を産出していたことで知られている。近代ごろを中心に尼瀬油田（出雲崎町）や東山油田（長岡市）、新津油田（新潟市秋葉区）など各地で採掘が行われていた。現在でも新潟県は原油の産出量が日本最大であり、日本国内の石油産出量のほとんどを占める産油県である。
近代以降、新潟県内では数多くの石油会社が設立された。主なものとして、日本石油（現、ENEOS）、昭和石油（後の昭和シェル石油）、大協石油（現、コスモ石油）など現代の石油元売大手に連なる企業が新潟県で創業した。
天然ガス
現在では天然ガスの採掘が盛んであり、南長岡ガス田（長岡市）、片貝ガス田（小千谷市）、岩船沖油ガス田（胎内市沖）などで採掘が進められている。東新潟油ガス田（新潟市北区）、西蒲原ガス田（新潟市西蒲区）、中条ガス田（胎内市）では水溶性天然ガスを分離した後の地下水から国内生産量の10%にあたるヨウ素も採取されている。天然ガスの産出量は日本最大である。

#### 発電
発電では、信濃川流域や阿賀野川流域に大規模水力発電所が立地している。また柏崎市と刈羽郡刈羽村にある東京電力ホールディングス柏崎刈羽原子力発電所は、原子力発電所としては世界最大の出力である。他に上越市直江津地区では、東北電力、JERAが共同で操業する上越火力発電所がある。

### 第三次産業

#### 卸売業、小売業
新潟県内の事業所による年間商品販売額は、卸売業、小売業の合計で全国第14位である（平成26年度）。まだ事業者数は第12位、従業員数は第14位である。

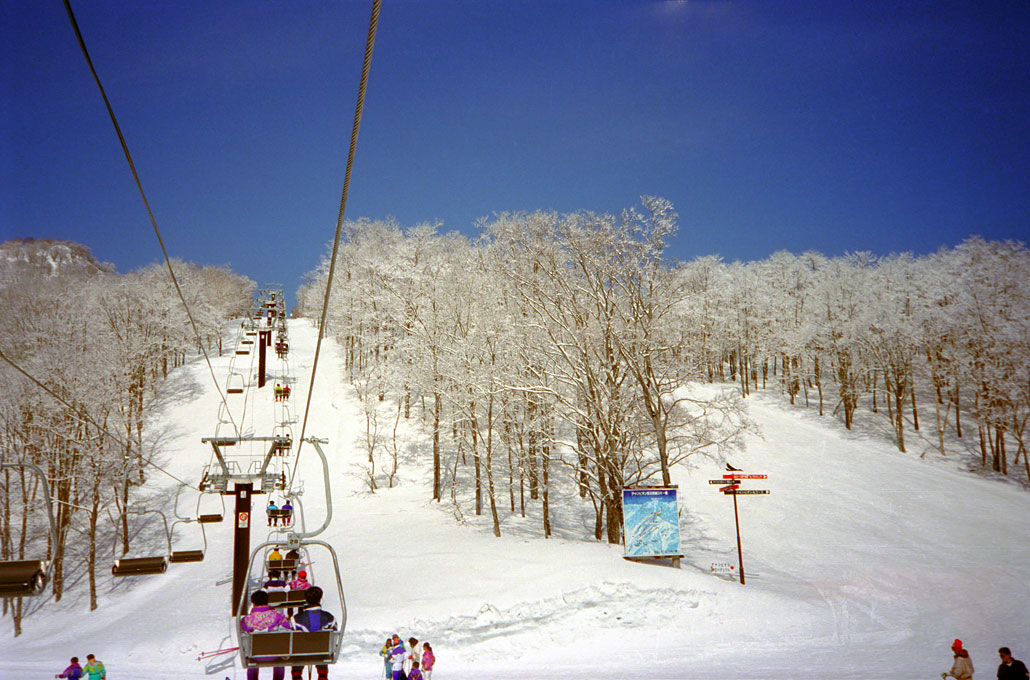
上越地方のスキー場

#### 観光業
多くの温泉地、海水浴場を抱えており、都道府県別で温泉地数が第3位、海水浴場数も第3位である。
日本有数の積雪地帯である中越地方と上越地方の山間部ではスキー場が多く立地している。バブル崩壊直後の1993年（平成5年）ごろを境にスキーブームは過ぎ去り、スキー客は2000年代以降減少傾向にある。この影響により、閉鎖されるスキー場も見られるようになった。（詳細は日本のスキー場一覧#新潟県を参照）。近年ではスノーリゾートのリノベーションが進められたり、上越地方に北陸新幹線が開業するなど、沿線自治体と共に産官学連携で経済対策が模索される。
スキー客の大半は滅多に銀世界にならない首都圏などからの集客によるところも大きかったという側面がある。今後は「雪を生かした観光」を目指し、新たな観光システムを構築されている。

## 生活・インフラ

### 住宅

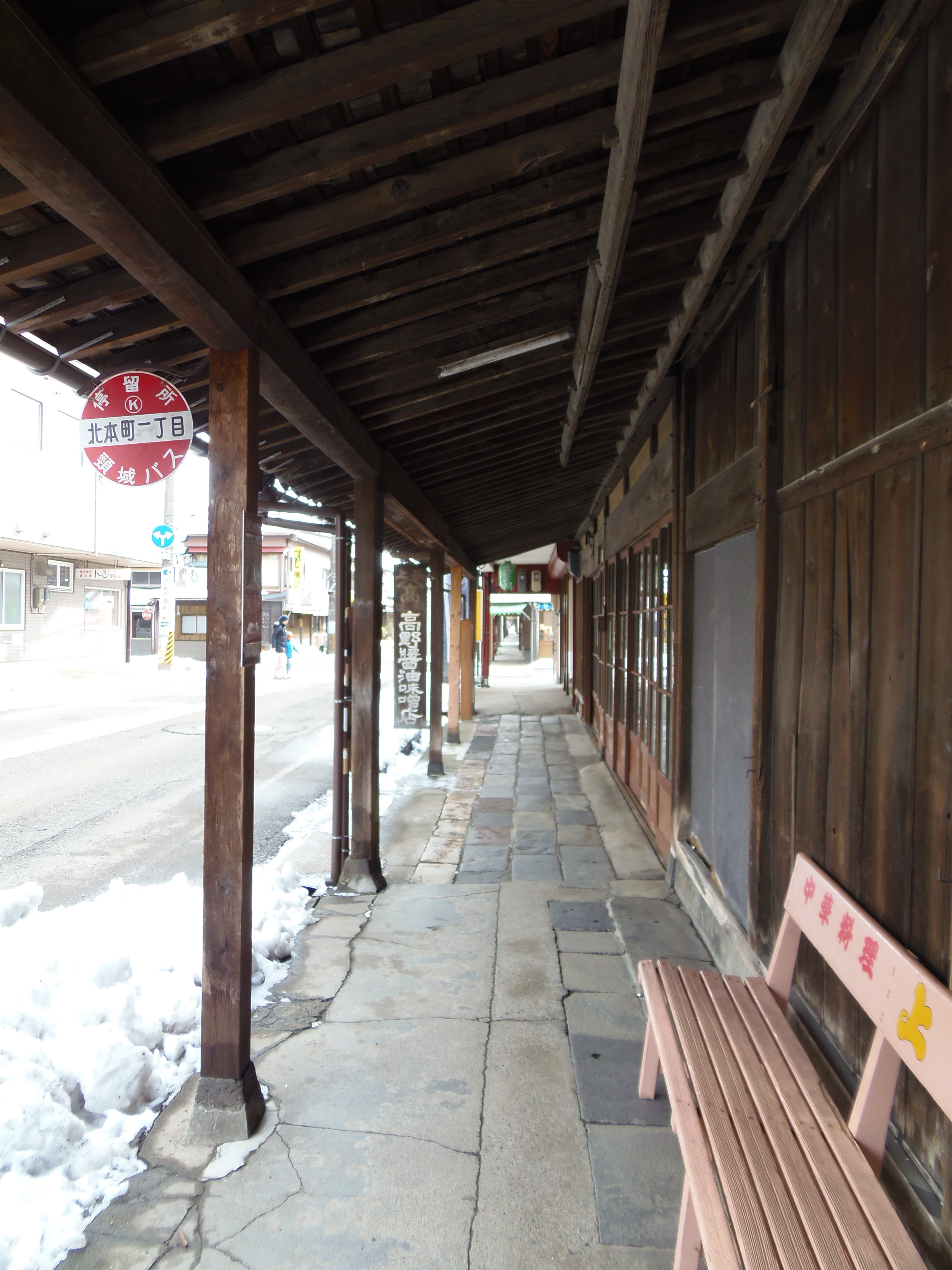
雁木通り（上越市）

新潟県には多くの都市で雁木通りの街並みが残っている。
阿賀町は雁木造発祥の地である。雁木の総延長は、高田（上越市）が日本一、長岡（長岡市）が2位、栃尾（同）が3位となっている。

### 警察
- 新潟県警察

### 医療・福祉
災害拠点病院
- 新潟県災害拠点病院

保育所
- 新潟県保育所一覧

### ライフライン

#### 電力、都市ガス
- 一般送配電事業者：東北電力ネットワーク（県内全域）
  - 電源周波数：本州部分と粟島は50ヘルツだが、糸魚川市・妙高市の一部は60ヘルツ。佐渡島は60ヘルツ。
- 一般ガス導管事業者：北陸ガス（中越地方、下越地方）、蒲原ガス（下越地方）

### 教育

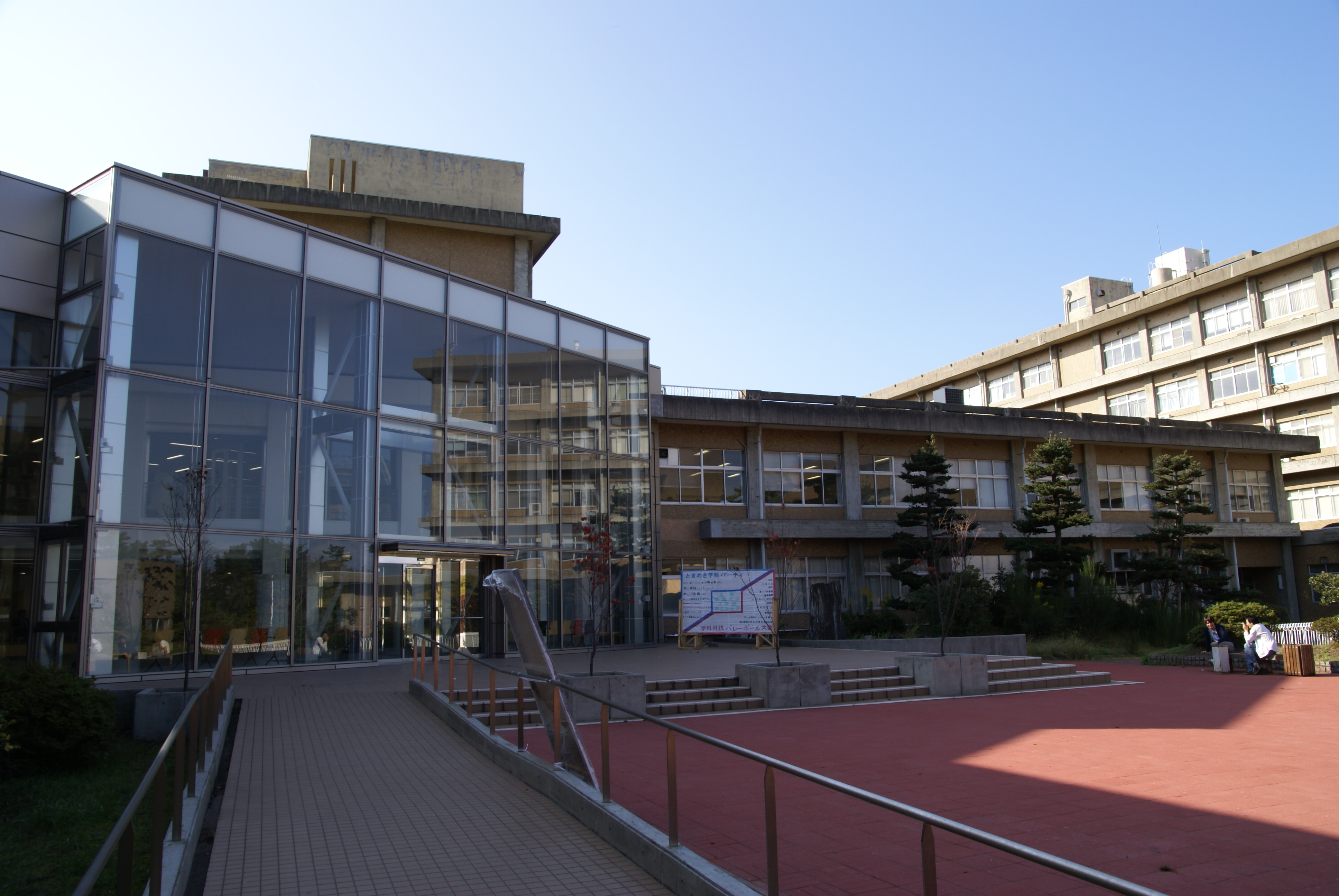
新潟大学

2019年度の新潟県内の高校生の大学等進学率は46.9%であり全国値の54.7%を下回っているが、専門学校進学率は26.0%で全国値を大きく上回っており（全国値16.4%）、両者を足し合わせた進学率72.9%は全国値71.1%を上回る。県内で27校の専門学校を運営しているNSGグループのNSGカレッジリーグをはじめ、県内には専門学校が多数立地しており、人口10万人当たりの専修学校数は3.57校で全国第6位に位置する。
大学
国立
- 上越教育大学
- 長岡技術科学大学
- 新潟大学

公立
- 三条市立大学
- 長岡造形大学
- 新潟県立看護大学
- 新潟県立大学

私立
- 開志専門職大学
- 敬和学園大学
- 長岡大学
- 長岡崇徳大学
- 新潟医療福祉大学
- 新潟経営大学
- 新潟工科大学
- 新潟国際情報大学
- 新潟産業大学
- 新潟食料農業大学
- 新潟青陵大学
- 新潟薬科大学
- 新潟リハビリテーション大学

短期大学
私立
- 新潟工業短期大学
- 新潟青陵大学短期大学部
- 新潟中央短期大学
- 日本歯科大学新潟短期大学
- 明倫短期大学

通信制大学
- 放送大学 新潟学習センター

高等専門学校
- 長岡工業高等専門学校

専修学校
- 新潟県専修学校一覧

特別支援学校
- 新潟県特別支援学校一覧

高等学校
- 新潟県高等学校一覧

中学校
- 新潟県中学校一覧

小学校
- 新潟県小学校一覧

幼稚園
- 新潟県幼稚園一覧

その他教育機関
各種学校
- 新潟聖書学院

農業大学校
- 新潟県農業大学校

職業能力開発短期大学校
- 新潟職業能力開発短期大学校

### マスメディア

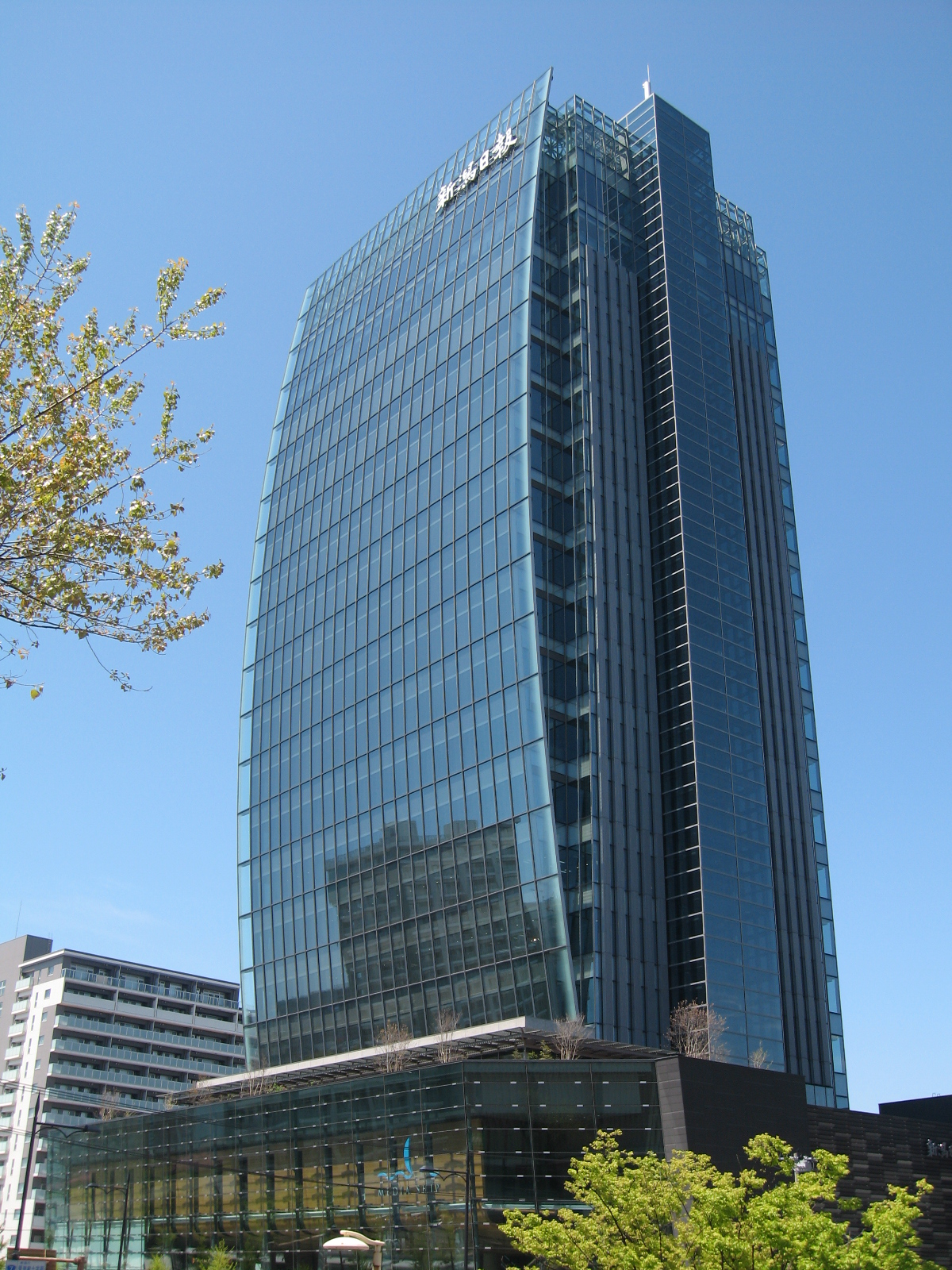
新潟日報社

#### 新聞
地方紙（県紙）
- 新潟日報

#### 放送局
NHKの管轄は関東甲信越（NHK首都圏局直轄）であり、ニュースや天気予報では関東甲信越地方として放送されることが多い。しかし希に､愛知・静岡・岐阜・山梨・長野・北陸西部3県に新潟を含めた括りでのニュースおよび気象情報を放送する場合がある。一方、国政選挙やアマチュアスポーツなどでは北陸・信越ブロックに属するため、これらの報道・中継などは名古屋局を介して北陸西部3県とネットすることになる。民放各社では中部10県と言う括りでコーナー特集で各放送局と交流がある。
民放では東北電力がスポンサーとなる番組において、東北地方の放送局との共同制作が行われることがある。特に、東北放送（TBCテレビ）が制作するものが多い。また、長野県の放送局との関わりも多い。
テレビ東京などの区域外再放送は県内のケーブルテレビ局では実施していないが湯沢町や妙高市など群馬県境に近い地域や標高の高い地域の一部では、放送対象地域外の関東1都6県共通の民放キー局（日本テレビ・テレビ朝日・TBSテレビ・テレビ東京・フジテレビ）がスピルオーバーにて受信することが可能である。地上デジタル放送による減力により受信できるエリアは限られているが、県境部を中心に引き続き受信することが可能である。また県内で唯一上越ケーブルビジョンがテレビ東京の区域外再放送を実施していたが2014年7月24日に終了した。
また、新潟市中央区では信濃川沿いに放送局が立ち並んでいる。
テレビ放送
県内にはNHKの新潟放送局が置かれているほか、民放では日本テレビ、TBS、フジテレビ、テレビ朝日の4大キー局の各系列局がある。県民の地デジ対応が早く、2010年11月の調査では全国トップの95.1%だった。
県内テレビ局・県域FM局の親局及びFM補完中継局のメイン局はいずれも弥彦山に設置されている。
- NHK新潟放送局
- 新潟放送（BSNテレビ:JNN系列 ）
- NST新潟総合テレビ[注釈 8]（NST: FNN・FNS系列）
- テレビ新潟放送網（TeNY: NNN・NNS系列）
- 新潟テレビ21（UX: ANN系列）

テレビ局舎外観
- 日本放送協会 (NHK) 新潟放送局 （新潟市中央区）
- 新潟放送 (BSN)
（新潟市中央区）
- NST新潟総合テレビ (NST)
（新潟市中央区）
- テレビ新潟 (TeNY)
（新潟市中央区）
- 新潟テレビ21 (UX)
（新潟市中央区）

ラジオ放送
AM放送ではBSNラジオ、FMラジオではJFN系列のFM-NIIGATAが県内全域をカバー。県土が広くて拠点都市が多いこともあるが、モータリゼーションが発達しているため、ラジオ（FM・コミュニティFM・AM）による訴求能力がテレビ並みに高いと言われている。新潟市では電波が強すぎてラジオ本体で聴取しようとすると他地域の放送がとても入りにくい。カーラジオにおいても同様で、電波が飛びやすいと言うことがことを厄介にしている。
上越地方のほぼ全域や中越地方の魚沼地域などではこの影響が少ないために他地域の放送を聴取しやすく、夜間になるほど良好になる。
また、五大都市圏以外では初となる独立ラジオ局で平成新局の新潟県民エフエム放送（FM PORT）が存在したが経営難により2020年6月30日を以って閉局した。
- 新潟放送（BSNラジオ:JRN・NRN系列）
- エフエムラジオ新潟（FM-NIIGATA: JFN系列）

コミュニティFM
- 下越地方
  - FM KENTO - 新潟市中央区　全て自社制作番組
  - RADIO CHAT - 新潟市秋葉区　ミュージックバードを配信
  - ぽかぽかラジオ - 新潟市西蒲区　全て自社制作番組
  - RADIO AGATT - 新発田市　ミュージックバードを配信
- 中越地方
  - FMながおか - 長岡市　J-WAVEを配信
  - ラヂオは～と - 燕市（送信所は三条市にあり両市をカバー）　J-WAVEを配信
  - FMゆきぐに - 南魚沼市　ミュージックバードを配信
  - FMとおかまち - 十日町市　ミュージックバードを配信
  - FMピッカラ - 柏崎市　ミュージックバードを配信
  - FMうおぬま - 魚沼市　J-WAVEを配信
- 上越地方
  - 下記2局はいずれも上越ケーブルビジョンが運営。全国のコミュニティFMで唯一、一社二波放送を実施している。 ただし上越ケーブルビジョンの契約をしている場合には エフエム東京 J-WAVE InterFM897 の放送を聴取が可能である（上越市郊外や妙高市では普通のラジオでも直接受信できる）
    - エフエム上越 FM-J - 上越市　ミュージックバードを配信
    - FMみょうこう - 妙高市　ミュージックバードを配信

## 交通

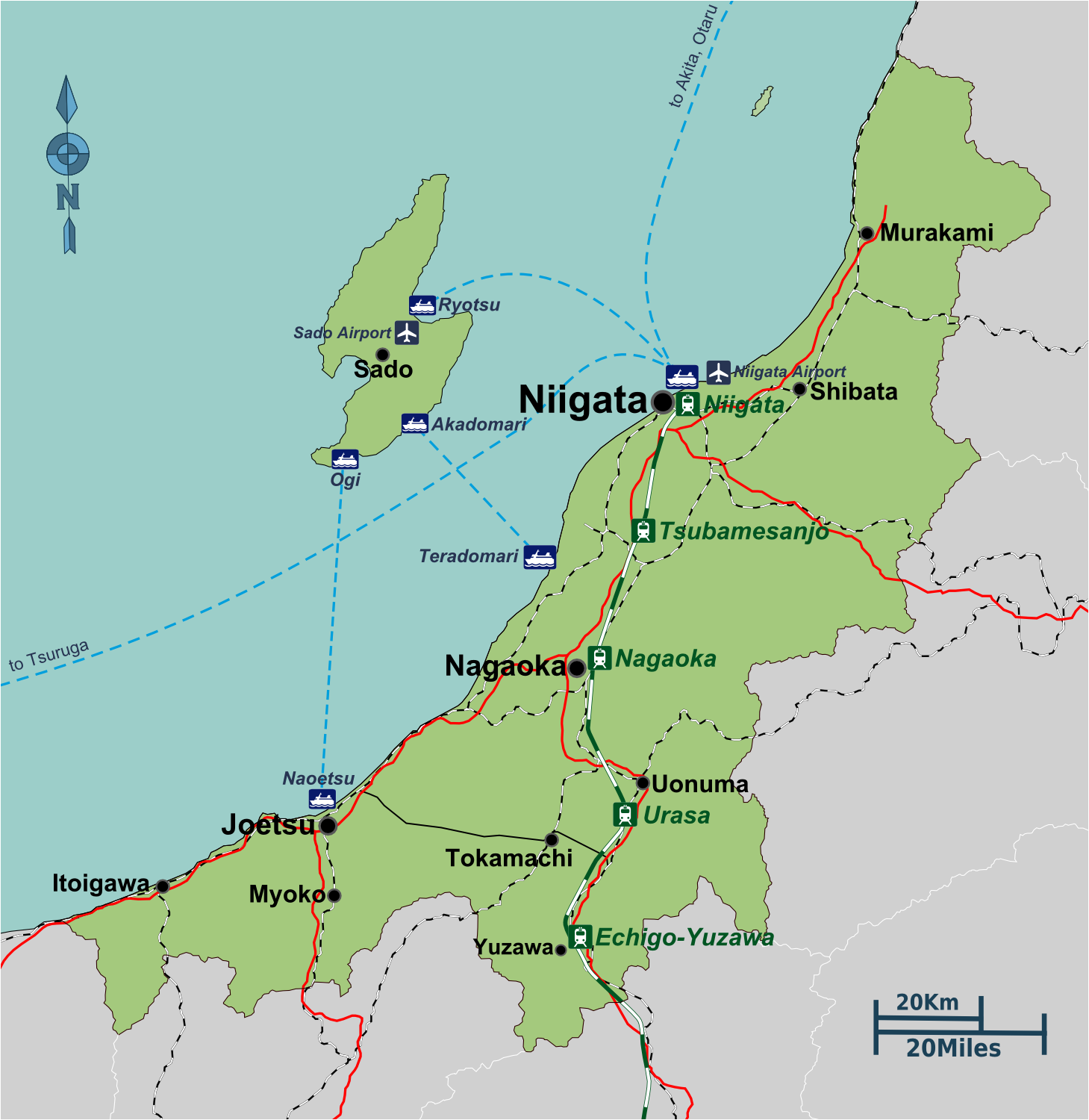
2014年時点での新潟県の広域交通網（赤：高速道路、緑：新幹線、黒：在来線）北陸新幹線等はまだ開業していない

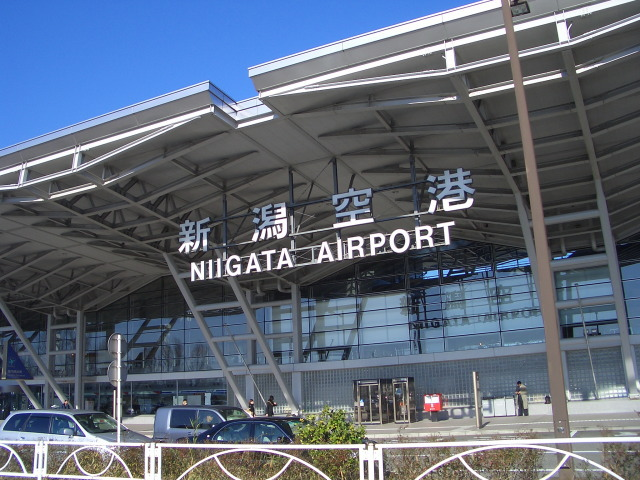
新潟空港

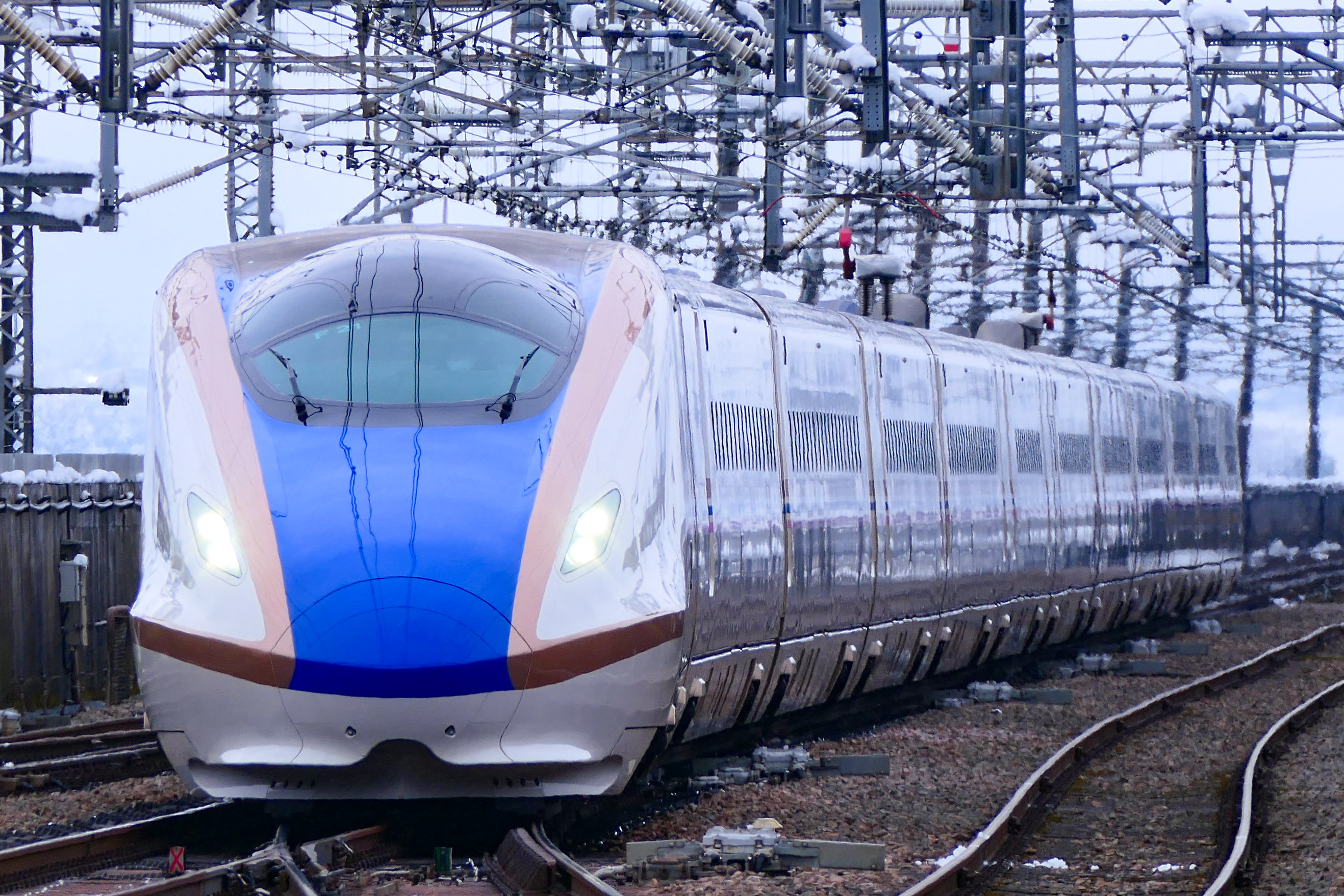
上越新幹線の列車

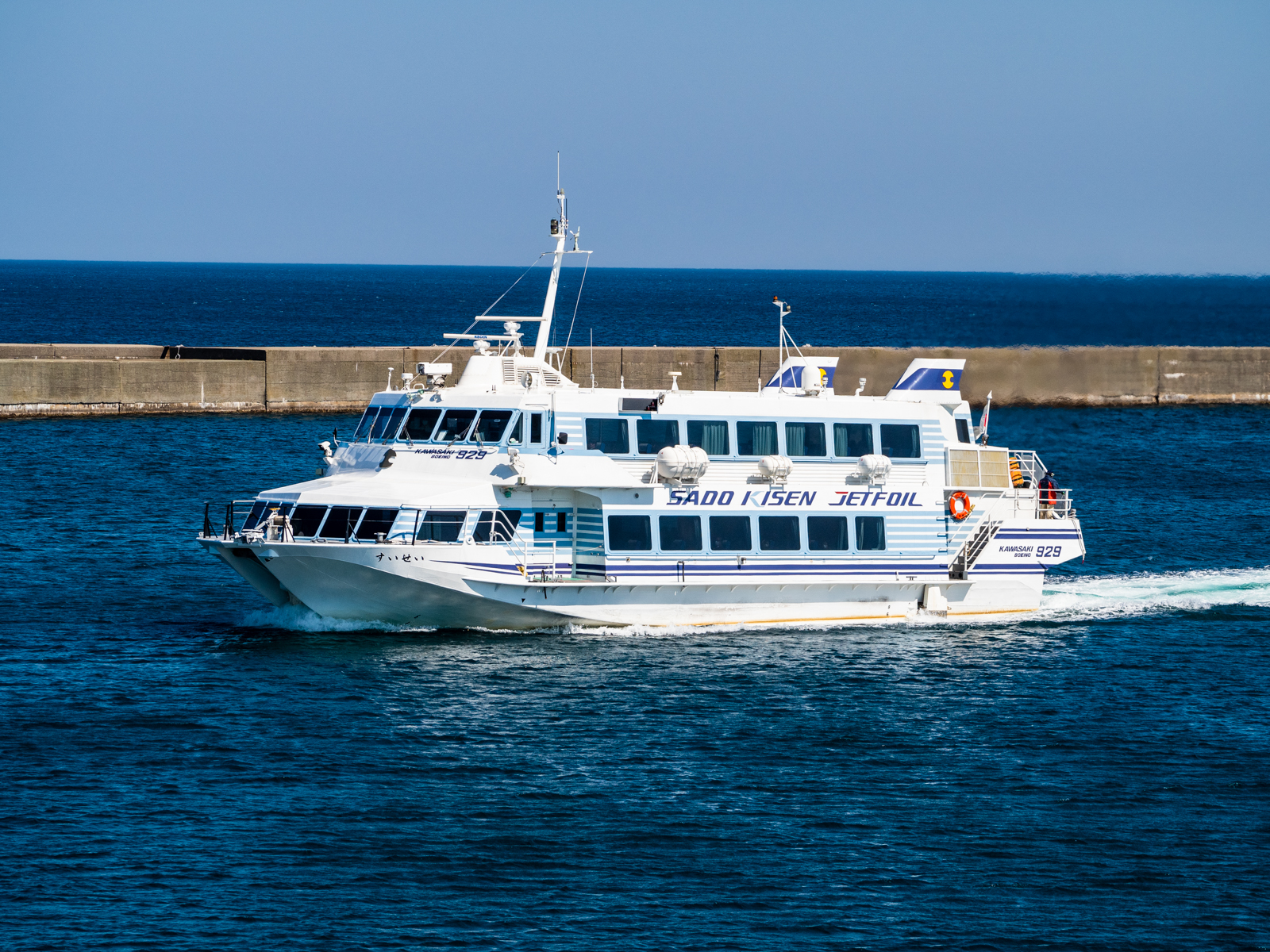
佐渡汽船のジェットフォイル

### 空路
以下の2空港がある。
- 新潟空港（新潟市）
  - 国内線 - 新千歳空港・丘珠空港・仙台空港・小牧空港・中部国際空港・伊丹空港・関西国際空港・福岡空港・那覇空港とを結ぶ[52]。
  - 国際線 - 仁川国際空港・上海浦東国際空港・ハルビン太平国際空港・台湾桃園国際空港とを結ぶ[52]。
- 佐渡空港（佐渡市）- 2014年（平成26年）4月1日より運休中[53]。

### 鉄道
新潟県にはいわゆる日本海縦貫線が通る。かつては京阪神や首都圏と北東北や北海道を結ぶ旅客列車・貨物列車などが多く運行されて運行されていた。現在では旅客輸送は新幹線や空路等に移り、貨物輸送において日本海側の交通の大動脈となっている。

#### 新幹線
新幹線には以下の2路線がある。
- 上越新幹線 - 新潟市・燕市・三条市・長岡市・南魚沼市・湯沢町と、群馬県・埼玉県・東京都とを結ぶ。
- 北陸新幹線 - 上越市・糸魚川市と、長野県・埼玉県・東京都や、富山県・石川県・福井県とを結ぶ。

県内に新幹線が発着する鉄道駅は7あり、これはミニ新幹線路線を除くと岩手県と並んで全国の都道府県の中で最も多い。要因として、本県は面積が大きいこと（全国5位）や、上越新幹線とは別の経路で北陸新幹線が県内に開通したことが挙げられる。
なお、本県には上越新幹線と北陸新幹線の2本が運行しているが、これらは県内の同一の駅では接続していない（上越新幹線は南の群馬県から中越・下越地方へと走る。北陸新幹線は南西の長野県から上越地方を走り、西の富山県へ抜ける）。
上越新幹線と北陸新幹線の駅が最も接近するのは長岡駅と上越妙高駅の間であるが、両駅間の移動には高速道路または特別急行列車でも最短1時間以上を要する。

#### 特別急行列車
特別急行列車には以下の2列車がある。
- いなほ - 新潟駅と酒田駅・秋田駅とを結ぶ。新潟駅で上越新幹線と接続する。
- しらゆき - 新潟駅と上越妙高駅・新井駅とを結ぶ。長岡駅で上越新幹線と、上越妙高駅で北陸新幹線と接続する。

#### 普通列車
普通列車として複数の路線が走る。新潟駅から近郊の区間 は日中毎時3本（概ね20分毎）だが、その他の大半は日中毎時1本程度またはそれ以下である。
- 東日本旅客鉄道（JR東日本）
  - 上越新幹線・北陸新幹線（上越妙高駅）
  - 信越本線・羽越本線・上越線・米坂線・磐越西線・只見線・越後線・弥彦線・白新線・飯山線
- 新潟駅を中心とした大都市近郊区間が設定されている。
- 西日本旅客鉄道（JR西日本）
  - 北陸新幹線（上越妙高駅 - 糸魚川駅）・大糸線
- 北越急行
  - ほくほく線
- えちごトキめき鉄道
  - 妙高はねうまライン・日本海ひすいライン

### 航路

#### 旅客船
- 佐渡汽船
- 粟島汽船
- 新日本海フェリー

### 道路
高速道路
- E7 日本海東北自動車道
- E8 北陸自動車道
- E17 関越自動車道
- E18 上信越自動車道
- E49 磐越自動車道

#### 自動車登録番号
- 自動車のナンバープレート
  - 新潟ナンバー（国土交通省北陸信越運輸局 新潟運輸支局） - 下越地方、佐渡地方、中越地方の一部（三条市・加茂市・南蒲原郡田上町）
  - 長岡ナンバー（国土交通省北陸信越運輸局 長岡自動車検査登録事務所） - 中越地方の一部（三条市・加茂市・南蒲原郡田上町を除く）
  - 上越ナンバー（ご当地ナンバー）　（国土交通省北陸信越運輸局 長岡自動車検査登録事務所） - 上越地方

### バス
- 県内の都市間を結ぶ高速バス路線網「ときライナー」が発達している。県内で完結する高速バス路線として、以下の路線が各社により運行している（2022年1月現在）[58]。
  - 新潟市 - 長岡市（新潟交通など）
  - 新潟市 - 上越市（同社）
  - 新潟市 - 三条市・燕市（同社など）
  - 新潟市 - 柏崎市（越後交通）
  - 新潟市 - 糸魚川市（頸城自動車）
  - 新潟市 - 十日町市（泉観光バス (新潟県)）
  - 新潟市 - 五泉市（蒲原鉄道）

## 文化・スポーツ

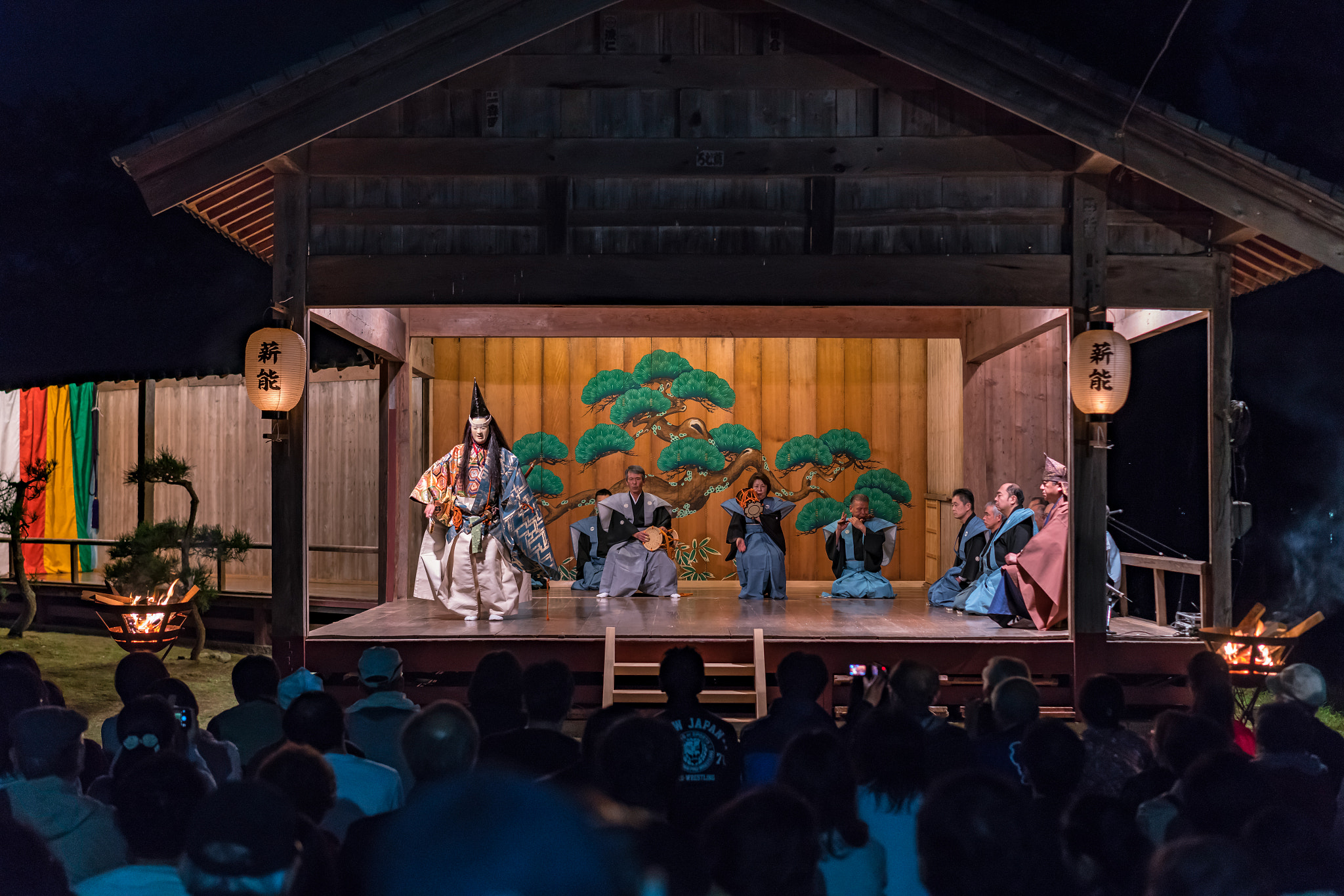
佐渡の能舞台

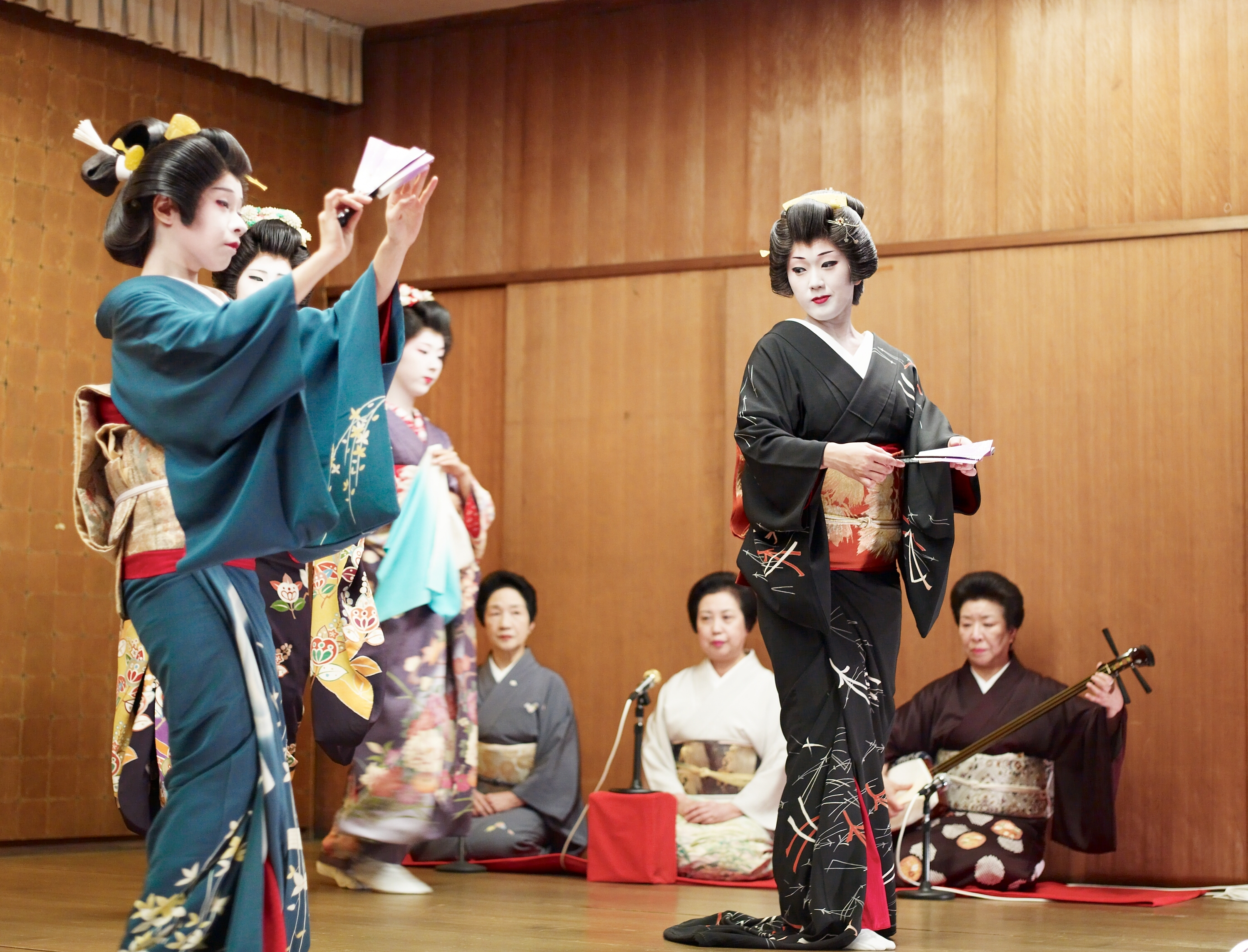
古町芸妓

### 食文化

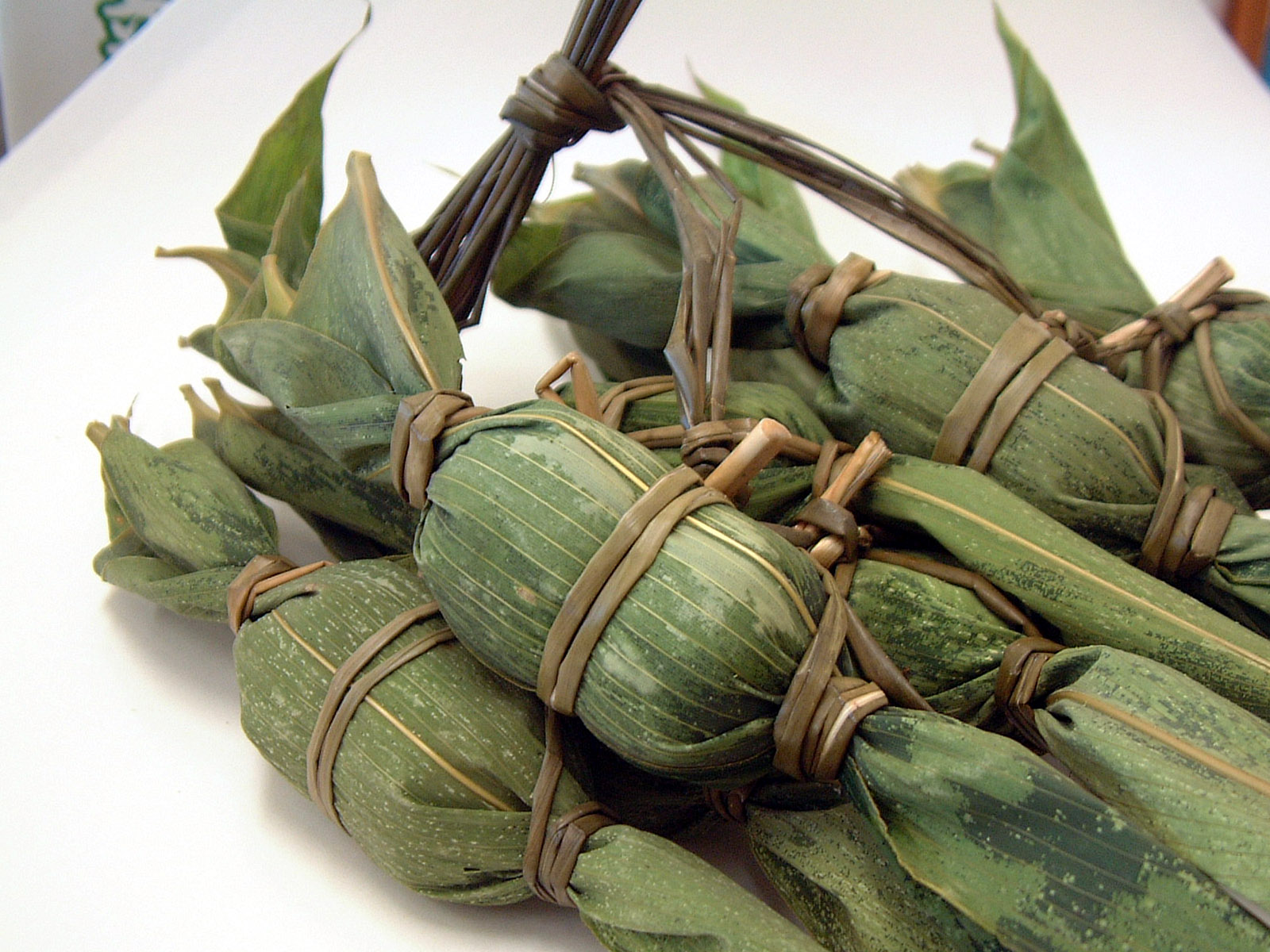
笹団子

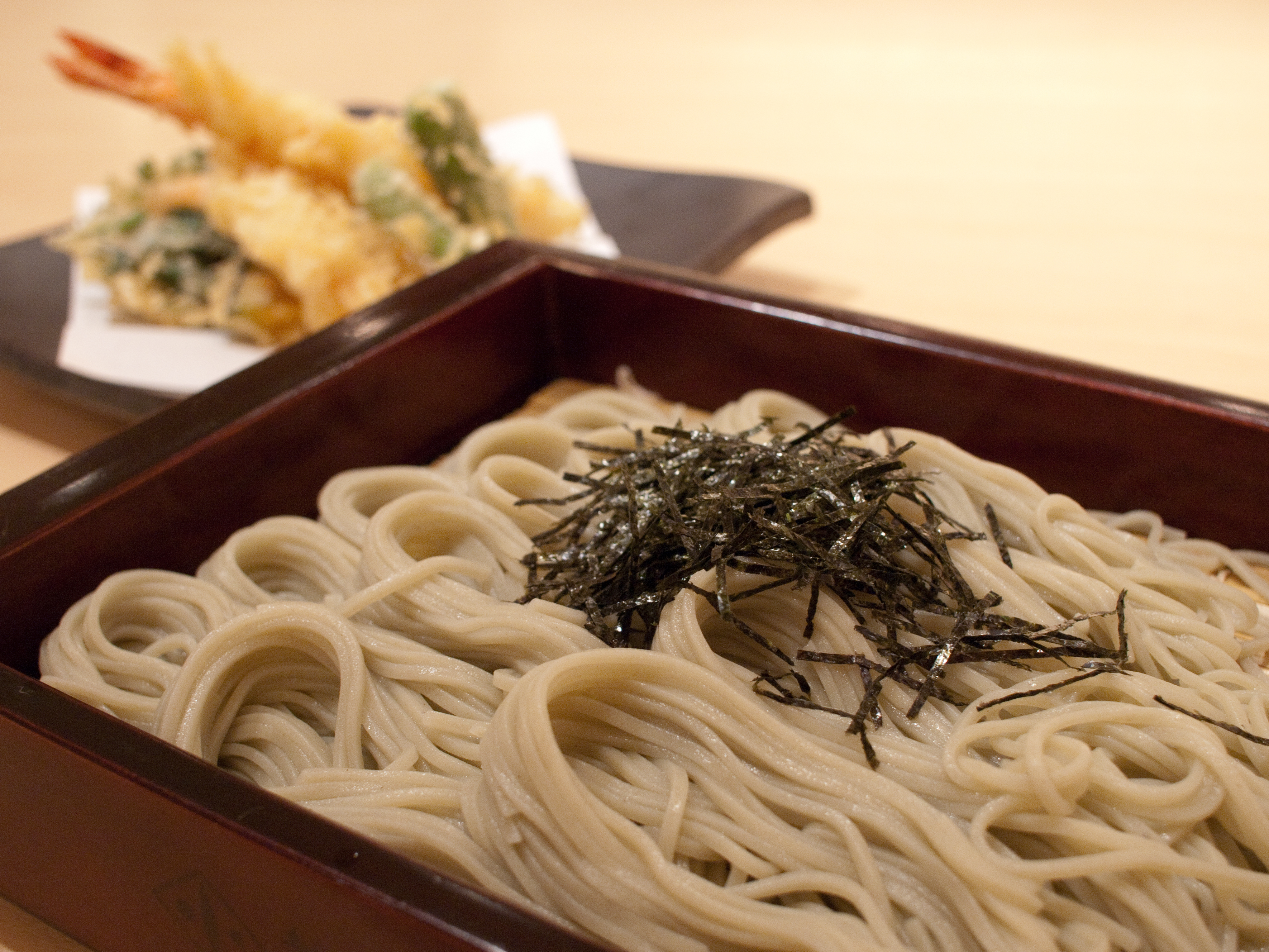
へぎそば

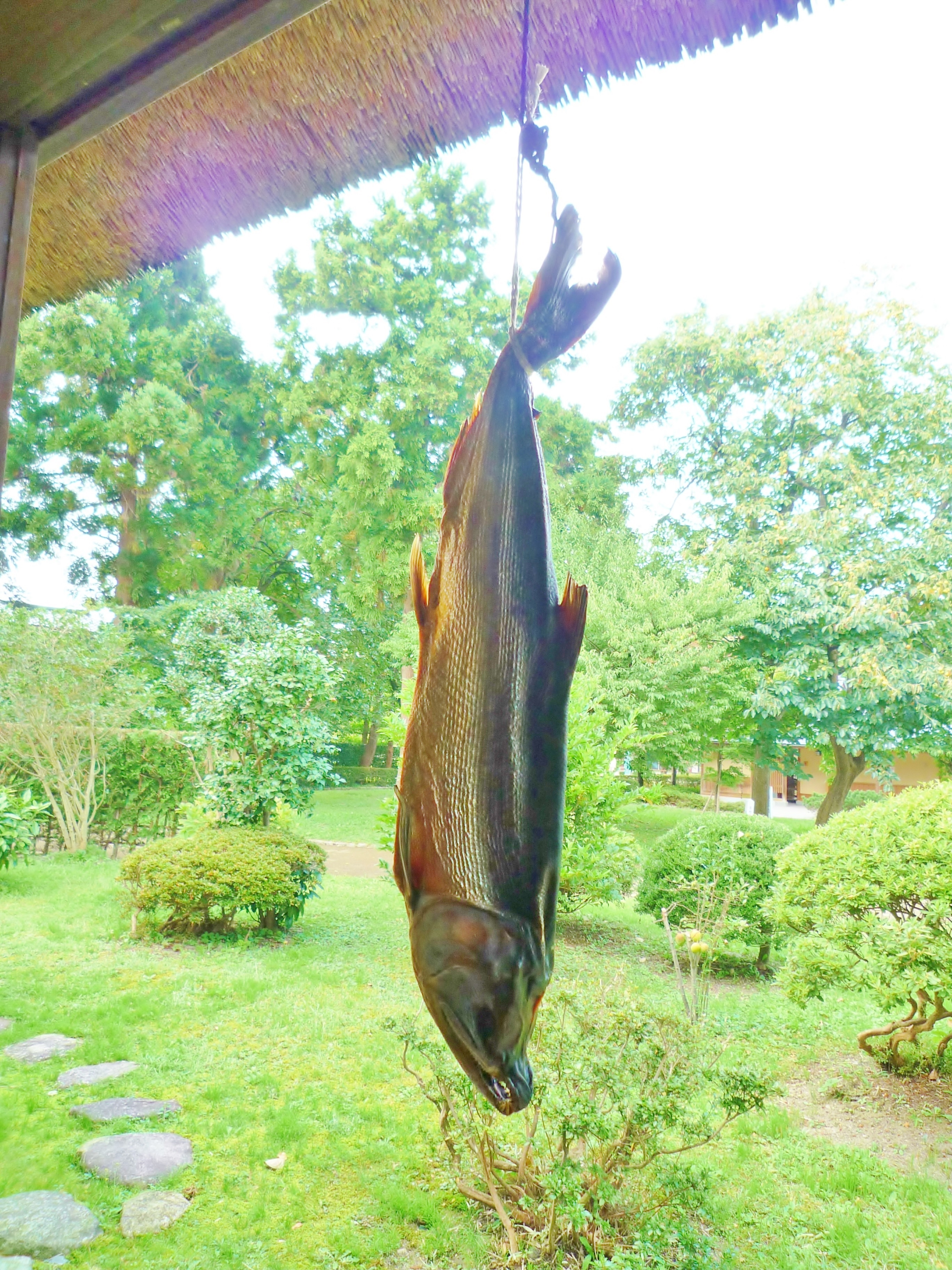
村上の鮭

県域が広いために同一県内であってもかなり食文化が異なる。最も典型的とされるのが雑煮である。村上に代表されるように塩引き鮭が年末の風物詩なので下越地域では焼き鮭に餅と言う組み合わせが多いが、上越地域では山菜と鶏肉と言った長野県の北信地方に近い組み合わせが多い。県内でほぼ通じる傾向としてはおせちは年明けに食べることが多く、大晦日はオードブルや寿司と言う家庭が意外と多い。また、上越地域では年越しでサメを食べる習慣があるが他の下越地域などではほとんどない。
郷土料理の「のっぺ」に関してもまったく異なり、下越地方では煮物といった感じで惣菜としても販売されているが、上越地方では傾向としては片栗粉でとろみをつけると言った同じ名前でも差がある。
県内には東西両方の食文化が存在し、佐渡島など西日本の鰤文化圏の性質が強い地域がある一方で、下越地方・中越地方など東日本の鮭文化圏の性質が強い地域もある。うどんのだしといなり寿司は関東風、桜餅は関西風（道明寺）が一般的である。
外食でのラーメンの消費が多いことが特筆され、山形県と並んで人口あたりのラーメン店舗数が多い。各地域特有のラーメンとして新潟五大ラーメンが存在する。
- 魚沼産コシヒカリ・岩船産コシヒカリ・醤油だれカツ丼（タレカツ）・洋風カツ丼・醤油赤飯・わっぱ飯・ひこぜん・イタリアン・笹団子・ぽっぽ焼き（蒸気パン）・もも太郎（氷菓）・へぎそば・栃尾の油揚げ・ヤスダヨーグルト・かんずり・かきのもと（食用菊）
- きんぴらごぼうを入れた、「きんぴら団子」がある（『あいもん団子』ともいう）。さらに、きんぴらごぼうは蕎麦の薬味でもある[要出典]。

### 方言

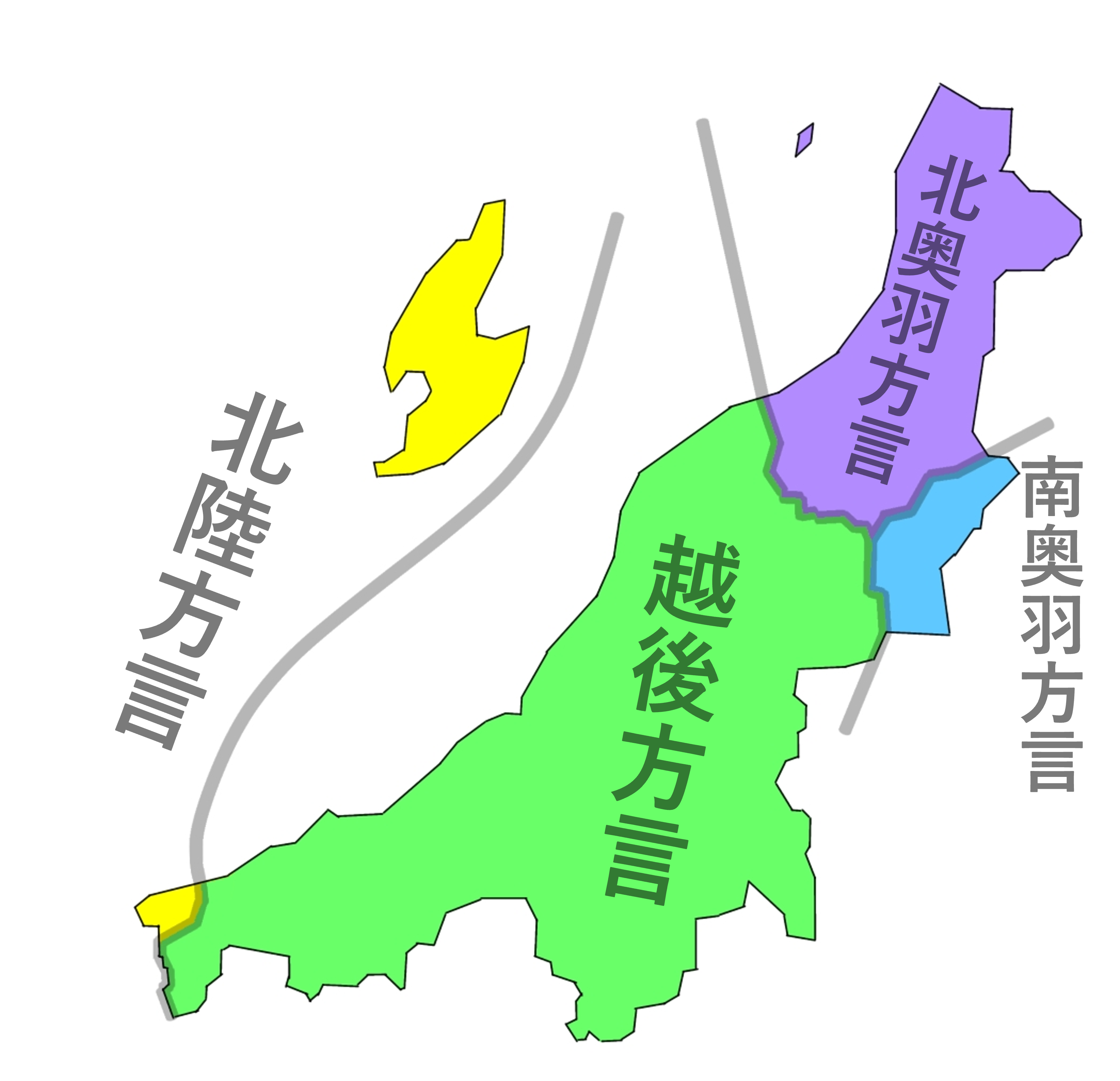
新潟県における方言区画地図

新潟県は地域によって方言の違いが大きい。東条操による分類では、阿賀北地域の方言は北奥羽方言に、阿賀町の方言は南奥羽方言に、佐渡島と糸魚川市旧青海町の方言は北陸方言に、それ以外の地域は越後方言に分類される。
- 北奥羽方言
  - 北越方言
  - 三面方言 - 三面地域の方言。言語島を形成する。
- 南奥羽方言
  - 会津弁 - 阿賀町で話される。
- 越後方言
  - 新潟弁、長岡弁、上越弁
  - 秋山郷方言 - 秋山郷の方言。言語島を形成する。
- 北陸方言
  - 佐渡弁
  - 西端越方言 - 糸魚川市旧青海町で話される。

### 伝統工芸
経済産業大臣指定伝統的工芸品
- 塩沢紬（織物、1975年）
- 本塩沢（織物、1976年）

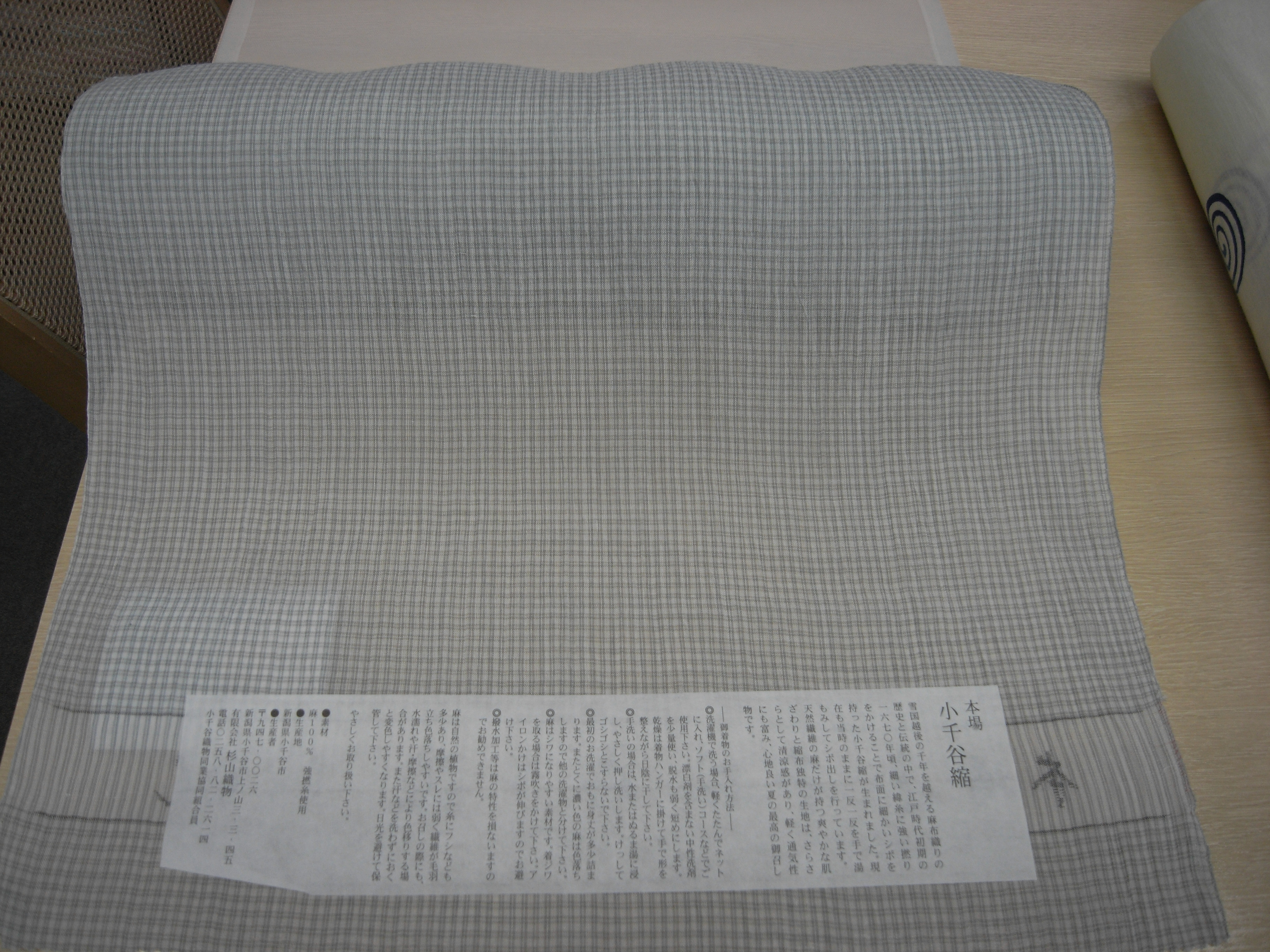
小千谷縮

- 小千谷縮（織物、1975年）（ユネスコ無形文化遺産）
- 小千谷紬（織物、1975年）
- 十日町絣（織物、1982年）
- 十日町明石ちぢみ（織物、1982年）
- 羽越しな布（織物、2005年）
- 村上木彫堆朱（漆器、1976年）
- 新潟漆器（漆器、2003年）
- 加茂桐箪笥（木工品、1976年）
- 燕鎚起銅器（金工品、1981年）
- 越後与板打刃物（金工品、1986年）
- 越後三条打刃物（金工品、2009年）
- 新潟・白根仏壇（仏壇・仏具、1980年）
- 長岡仏壇（仏壇・仏具、1980年）
- 三条仏壇（仏壇・仏具、1980年）

伝統工芸品

### 文化財
世界文化遺産
- 佐渡島の金山（佐渡市）

重要伝統的建造物群保存地区
- 宿根木（佐渡市）
- 小木町（佐渡市）

重要文化的景観

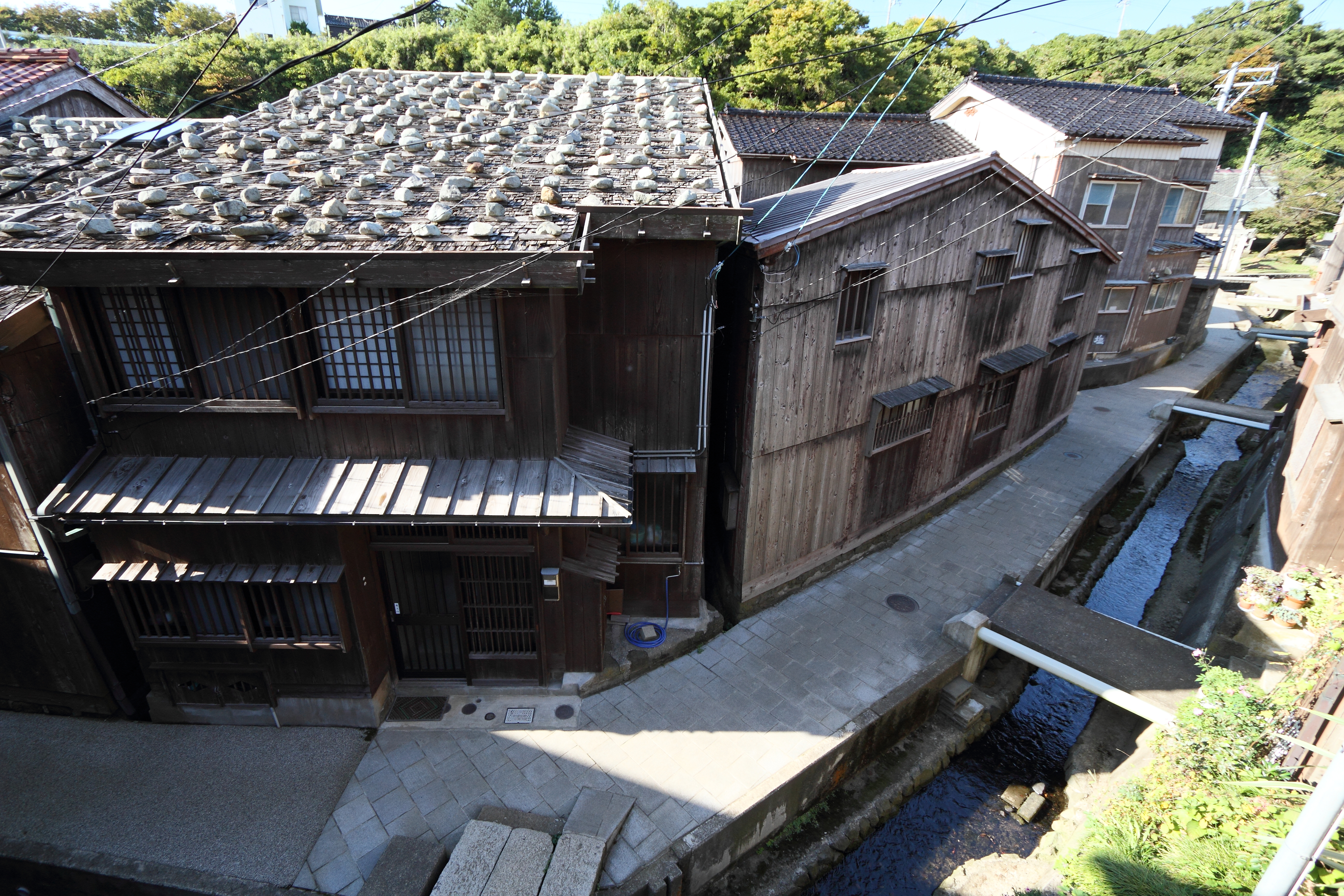
宿根木の石置木羽葺屋根の家屋

- 佐渡相川の鉱山及び鉱山町の文化的景観（佐渡市）
- 佐渡西三川の砂金山由来の農山村景観（佐渡市）

### 発祥地
- 日本のフリスビードッグ発祥の地（新潟市）

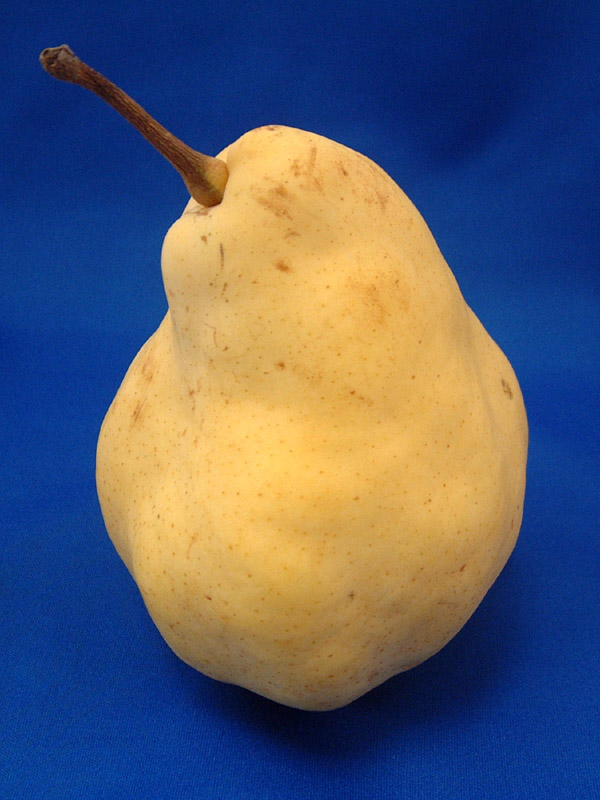
ル レクチエ

- 道の駅第1号（道の駅豊栄 / 新潟市旧豊栄市）
- 日本スキー発祥の地（上越市）
- 消雪パイプ発祥の地（長岡市）
- 柿の種（米菓）発祥の地（長岡市）
- 日本初のドライブスルー設置店（フレンド喜多町店 / 長岡市）
- ル レクチエ発祥の地（新潟市旧白根市）
- 日本のワイン発祥の地（岩の原葡萄園 / 上越市）
- 日本の郵便の父生誕の地（前島密記念館 / 上越市）
- 地ビール全国1号（エチゴビール / 新潟市旧巻町）
- 雁木発祥の地（上越市旧高田市）
- へぎ蕎麦発祥の地（十日町市）

### その他
- 2003年に地元ネギPRのため結成したNegiccoは、「ご当地アイドルの先駆者」として知られる[61]。2019年にはリーダーのNao☆が“結婚しても活動を続ける女性アイドル”の先がけにもなった[62]。
- 神社の数が約5,000社で全国1位である（2位は兵庫県の約4,000社）。
- かつて越後柴という地犬がいたがすでに絶滅している。

### スポーツ
- アルビレックス新潟（サッカー・Jリーグ）
- アルビレックス新潟レディース（サッカー・WEリーグ）
- グランセナ新潟FC（サッカー・北信越フットボールリーグ）
- JAPANサッカーカレッジ（サッカー・北信越フットボールリーグ）
- 上越マリンブリーズ（ビーチバレー）
- チームアルビレックス新潟（スキー）
- オイシックス新潟アルビレックス・ベースボール・クラブ（野球・イースタン・リーグ）
- 新潟アルビレックスBB（バスケットボール・BリーグB1）
- 新潟アルビレックスBBラビッツ（バスケットボール・Wリーグ）
- 新潟アルビレックスランニングクラブ（陸上）
- バイタルネット硬式野球部（社会人野球）
- Befcoビービースターズ（女子バレーボール・V.チャレンジリーグ）

## 観光

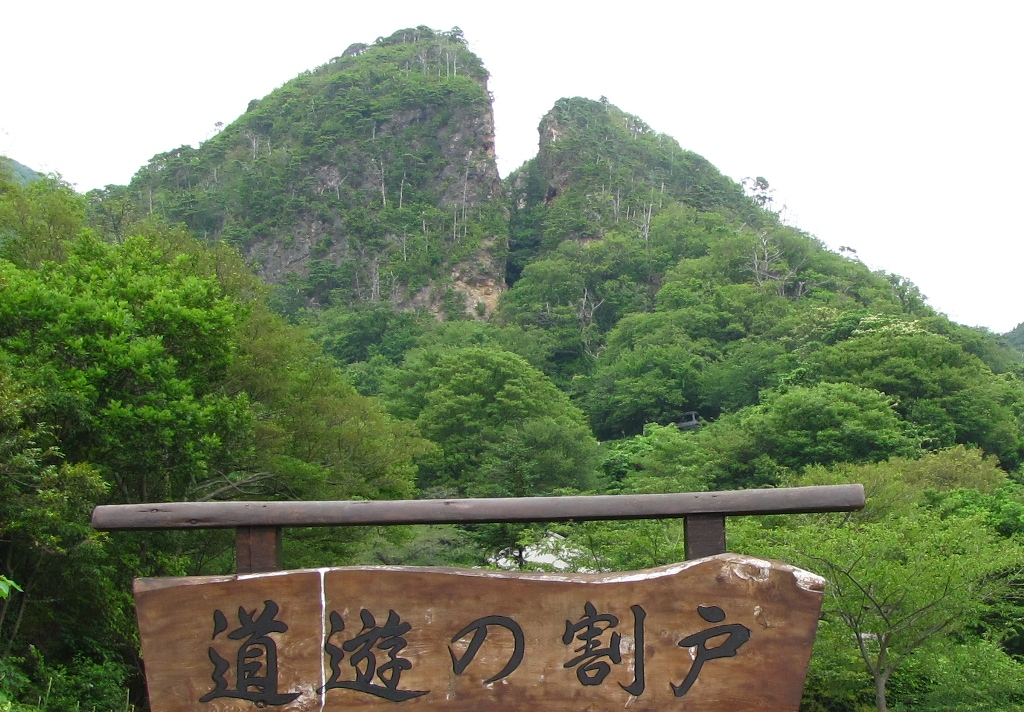
佐渡島の金山（世界文化遺産）
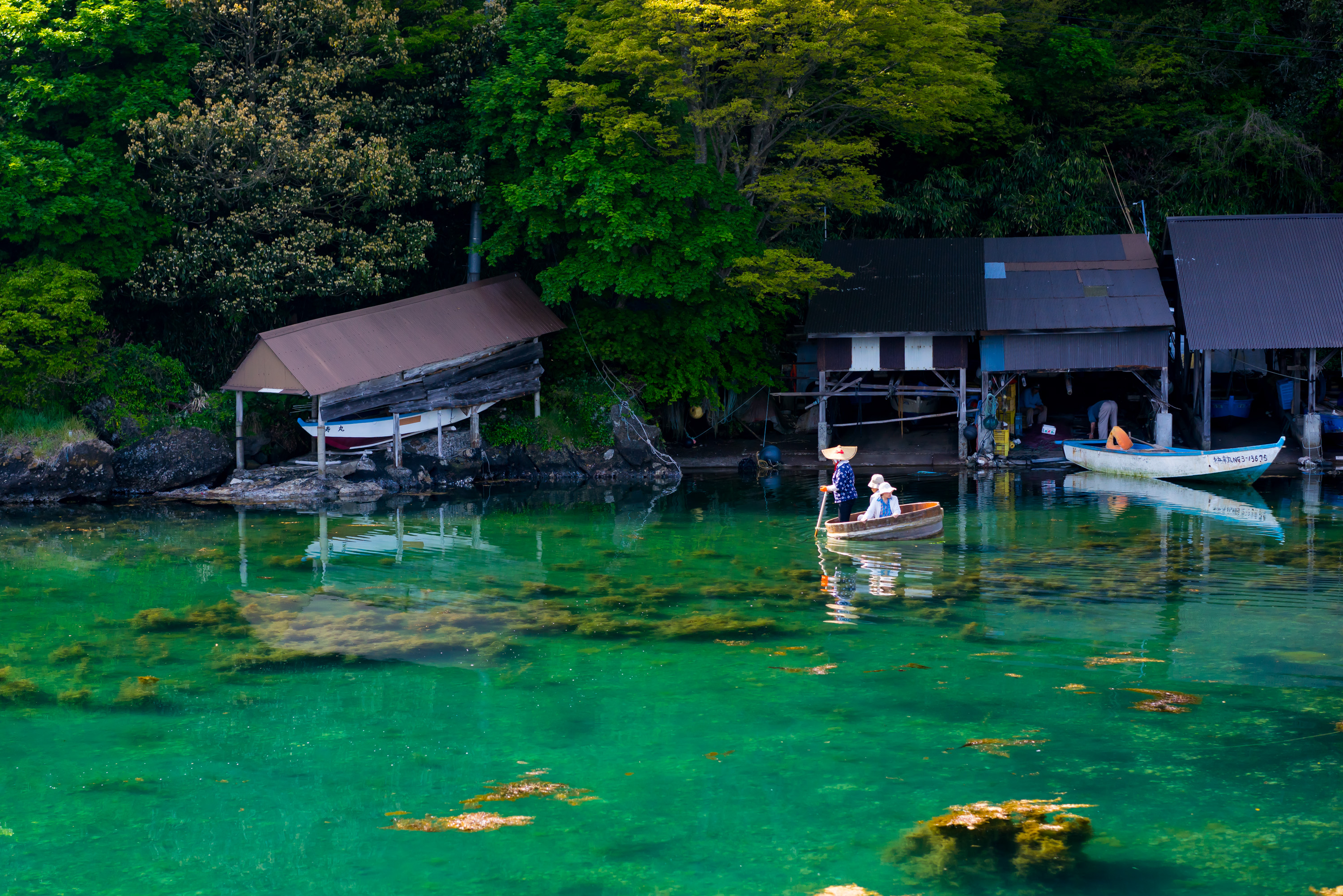
佐渡ヶ島のたらい舟
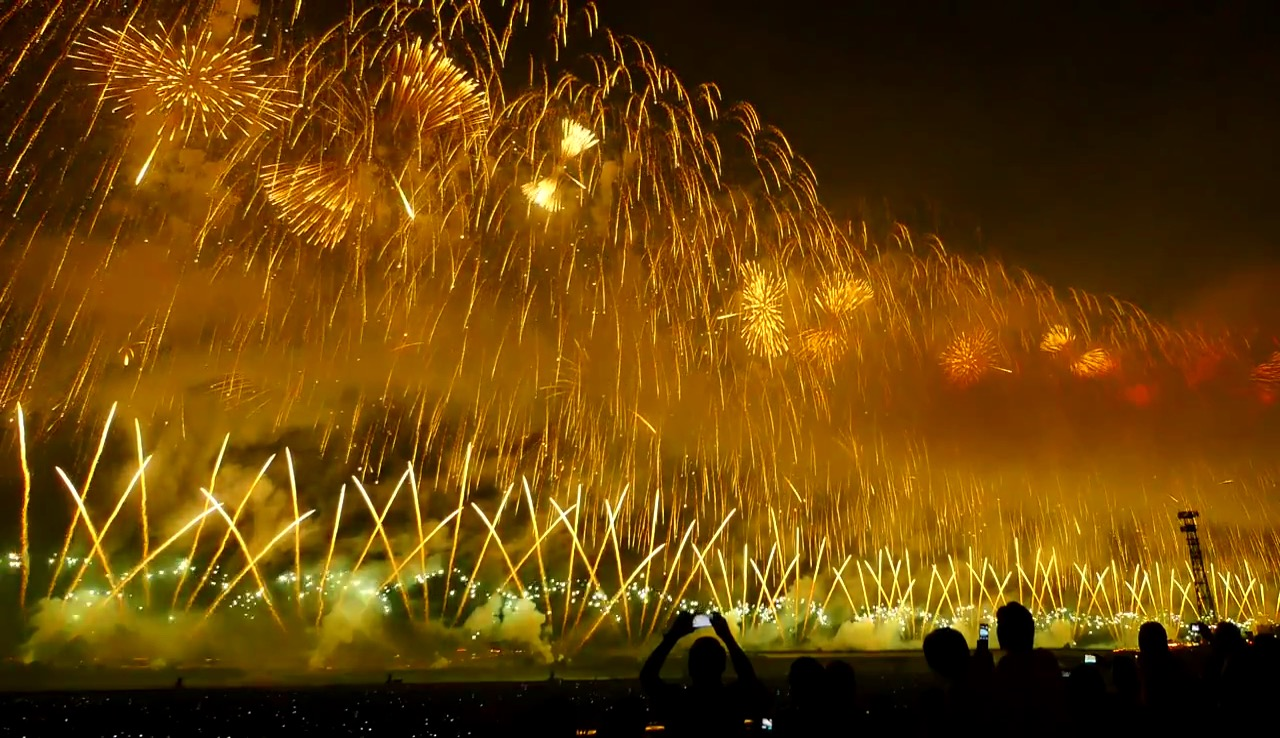
長岡まつり（日本三大花火大会）
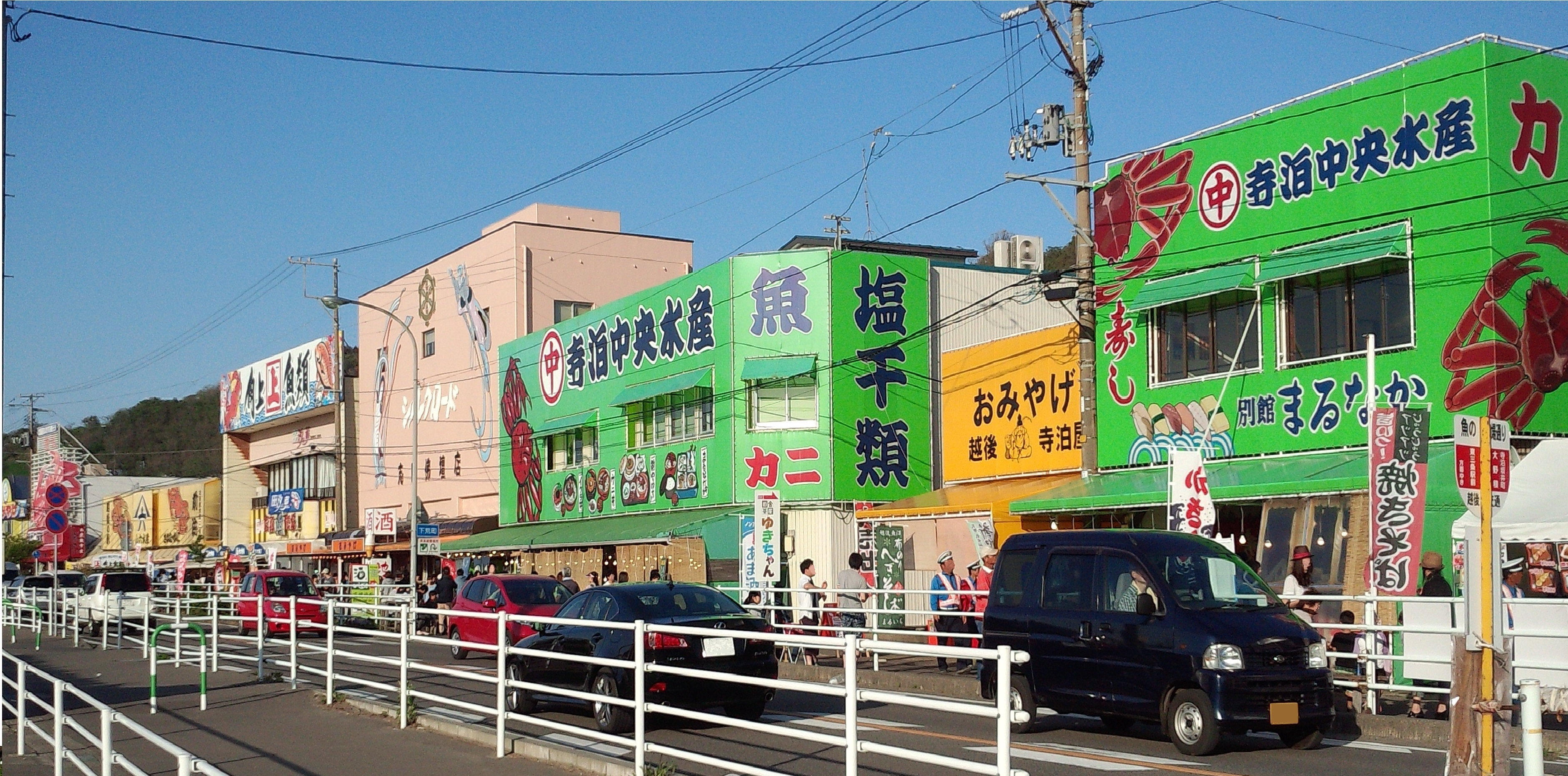
寺泊魚の市場通り
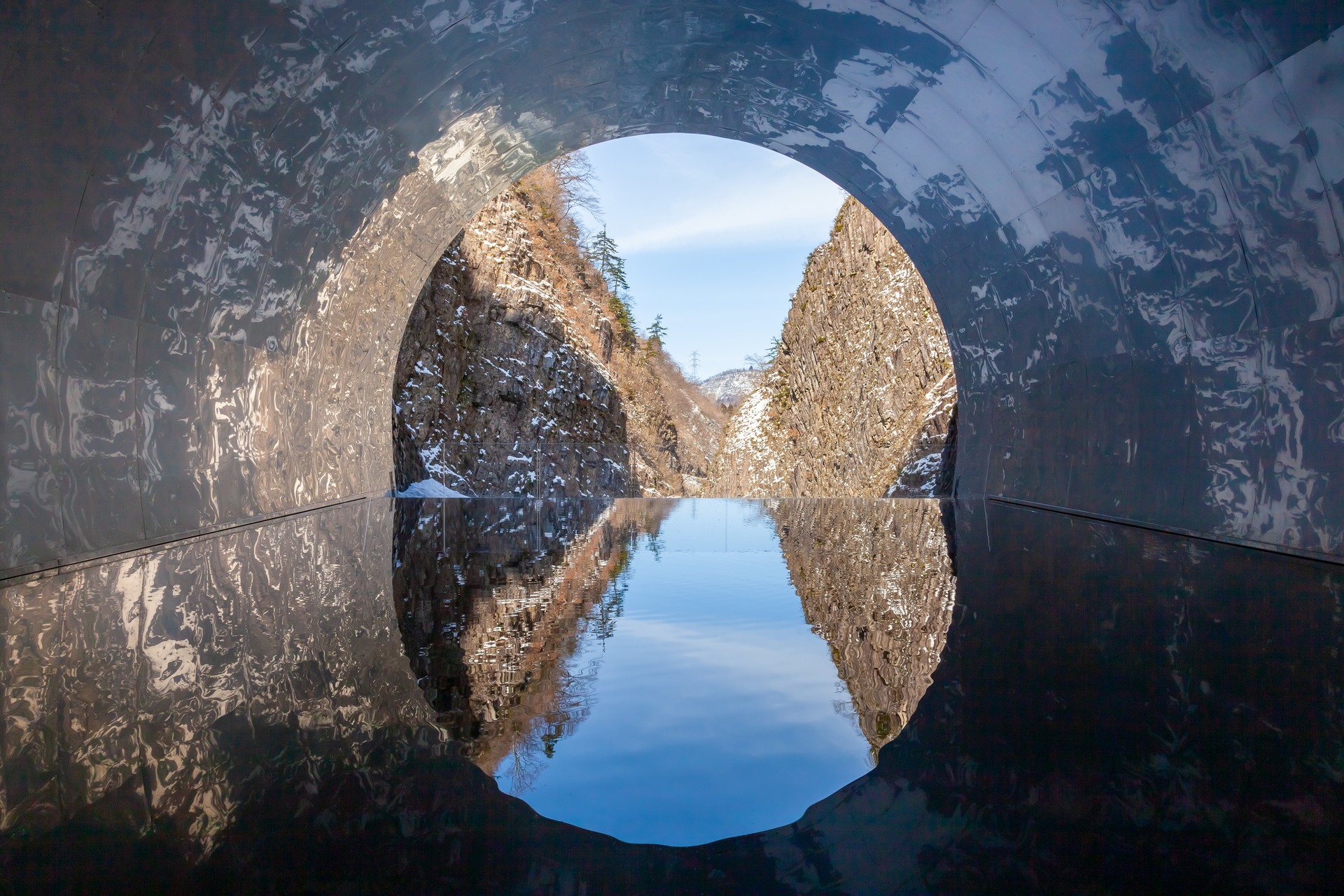
清津峡（日本三大峡谷）
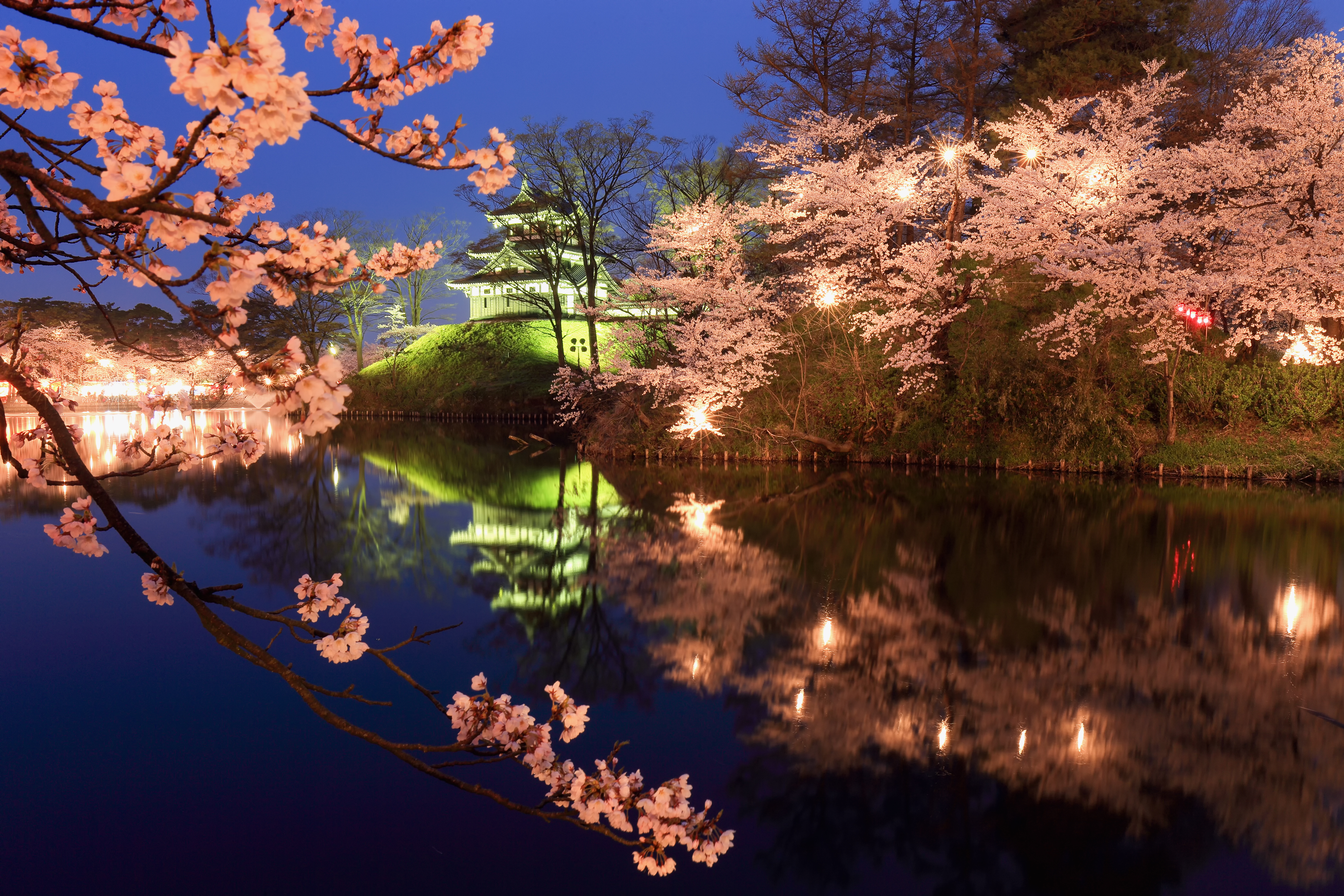
高田城址公園観桜会（日本三大夜桜）
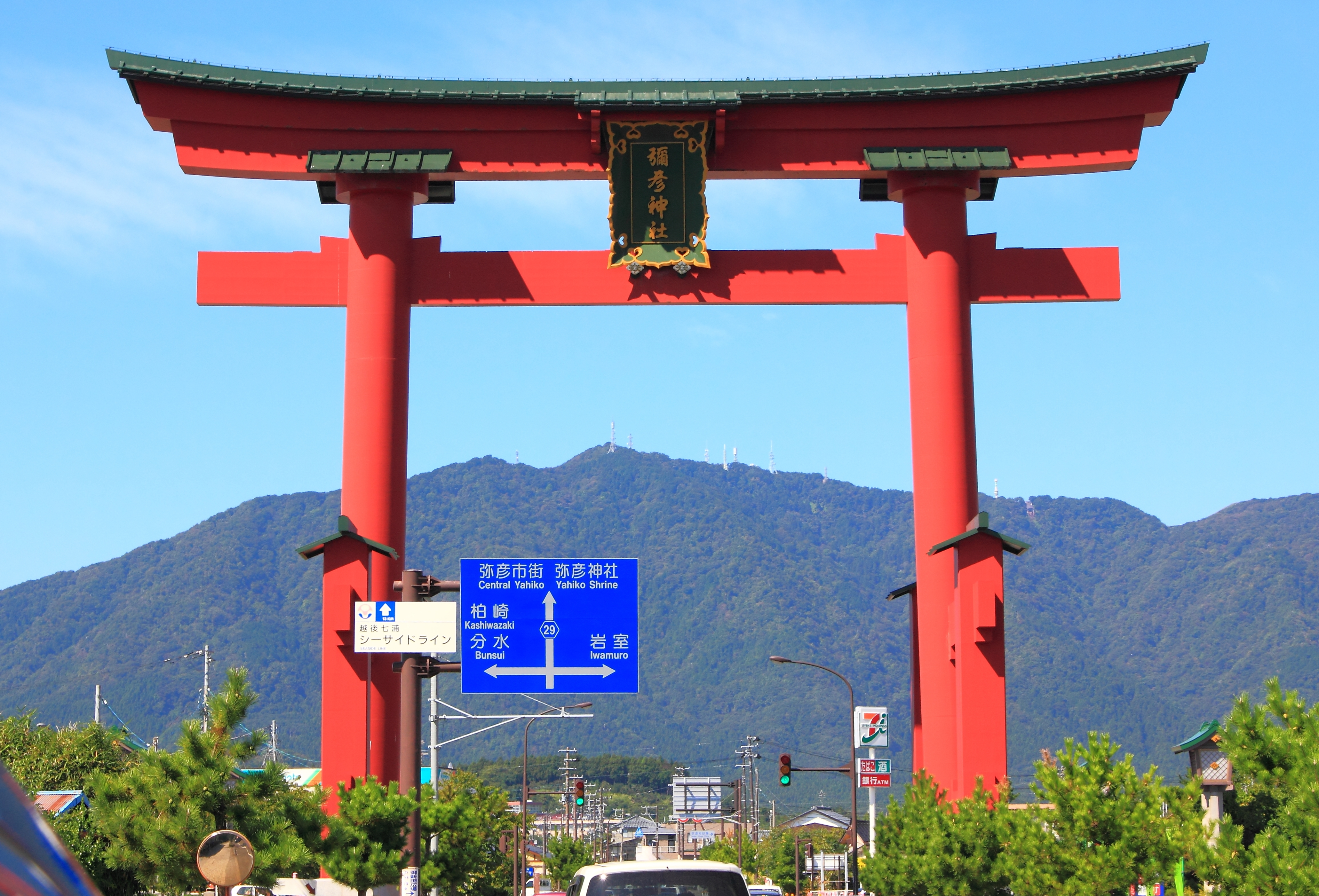
弥彦
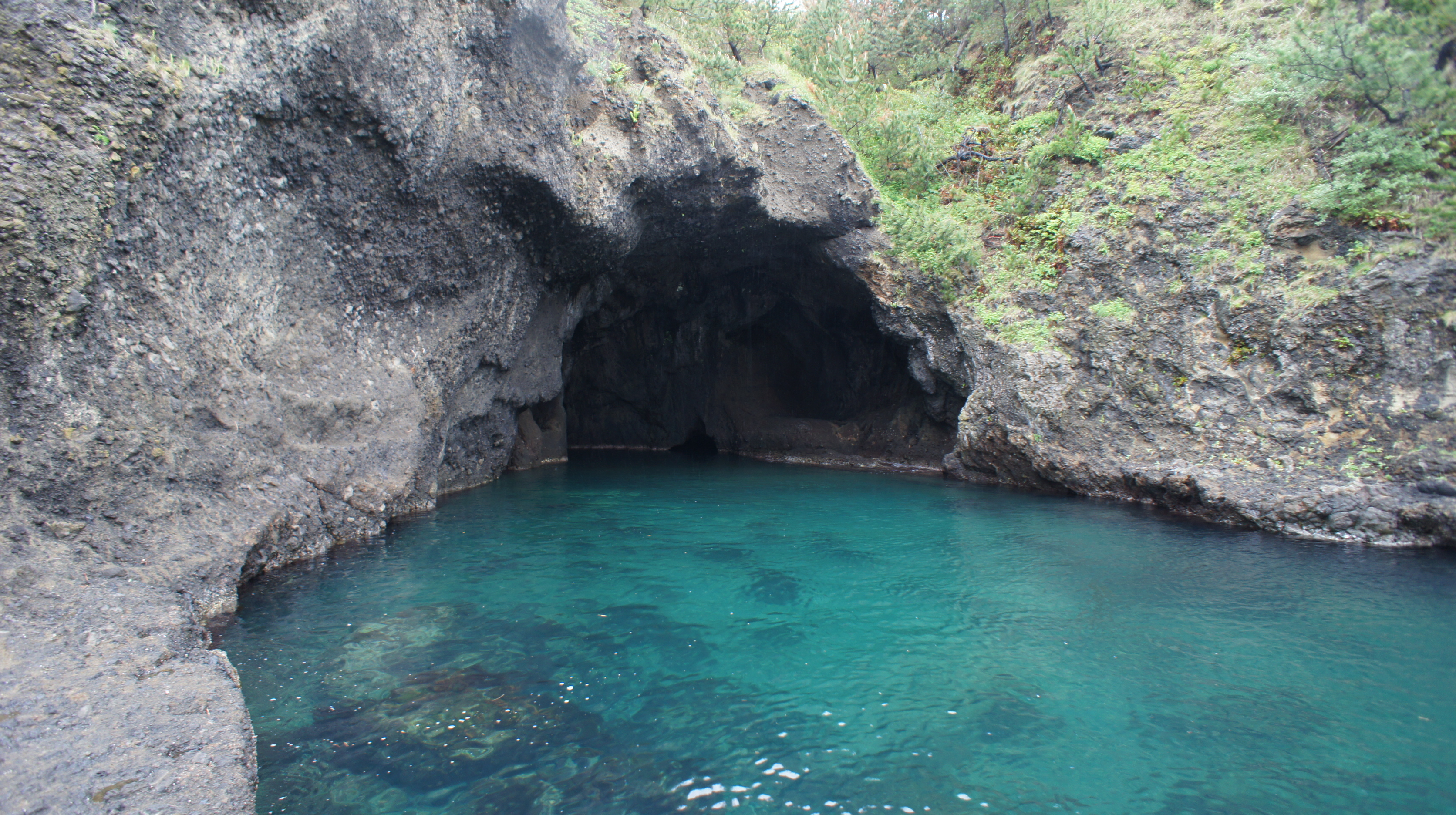
竜王洞
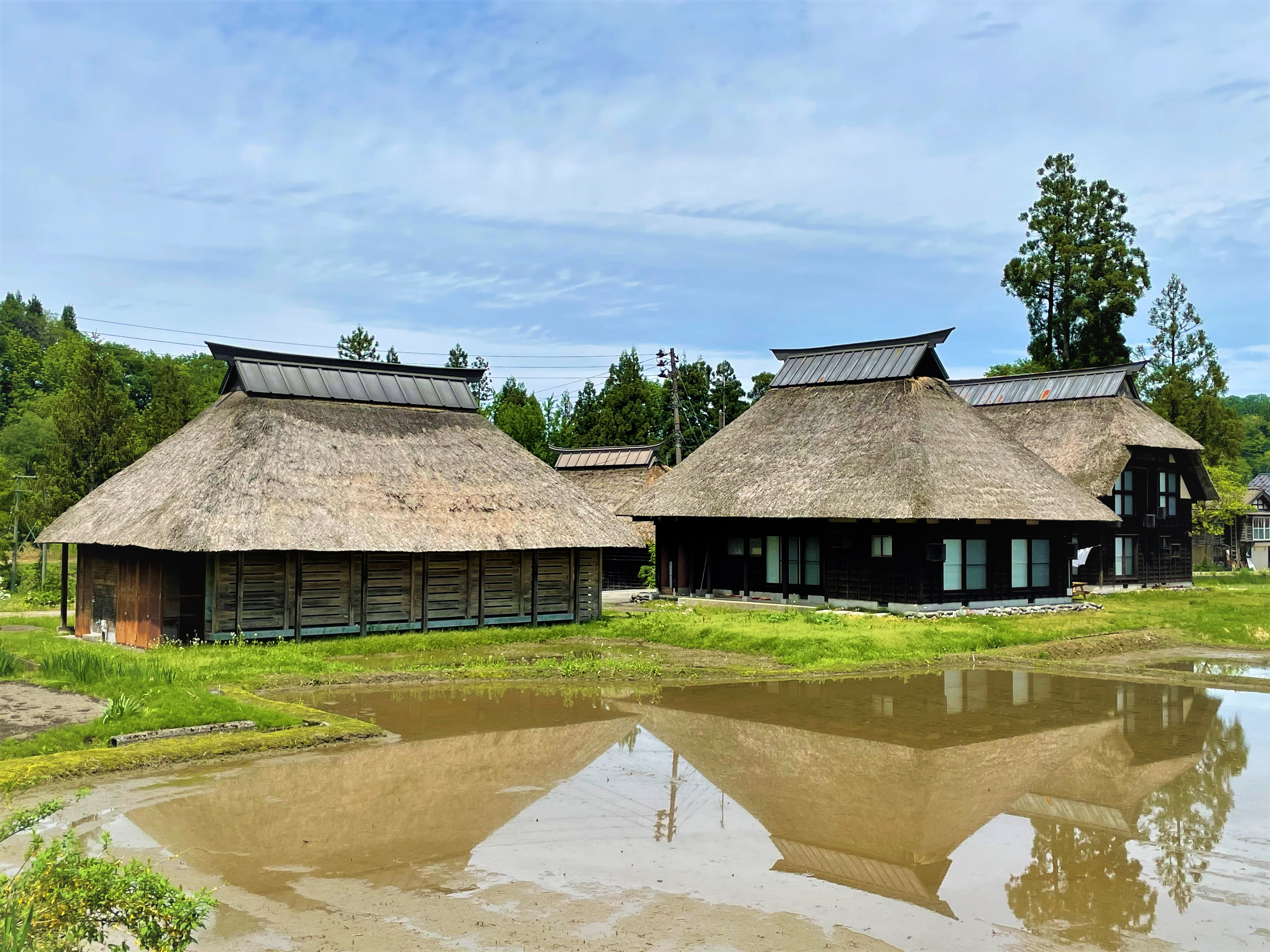
荻ノ島かやぶき集落
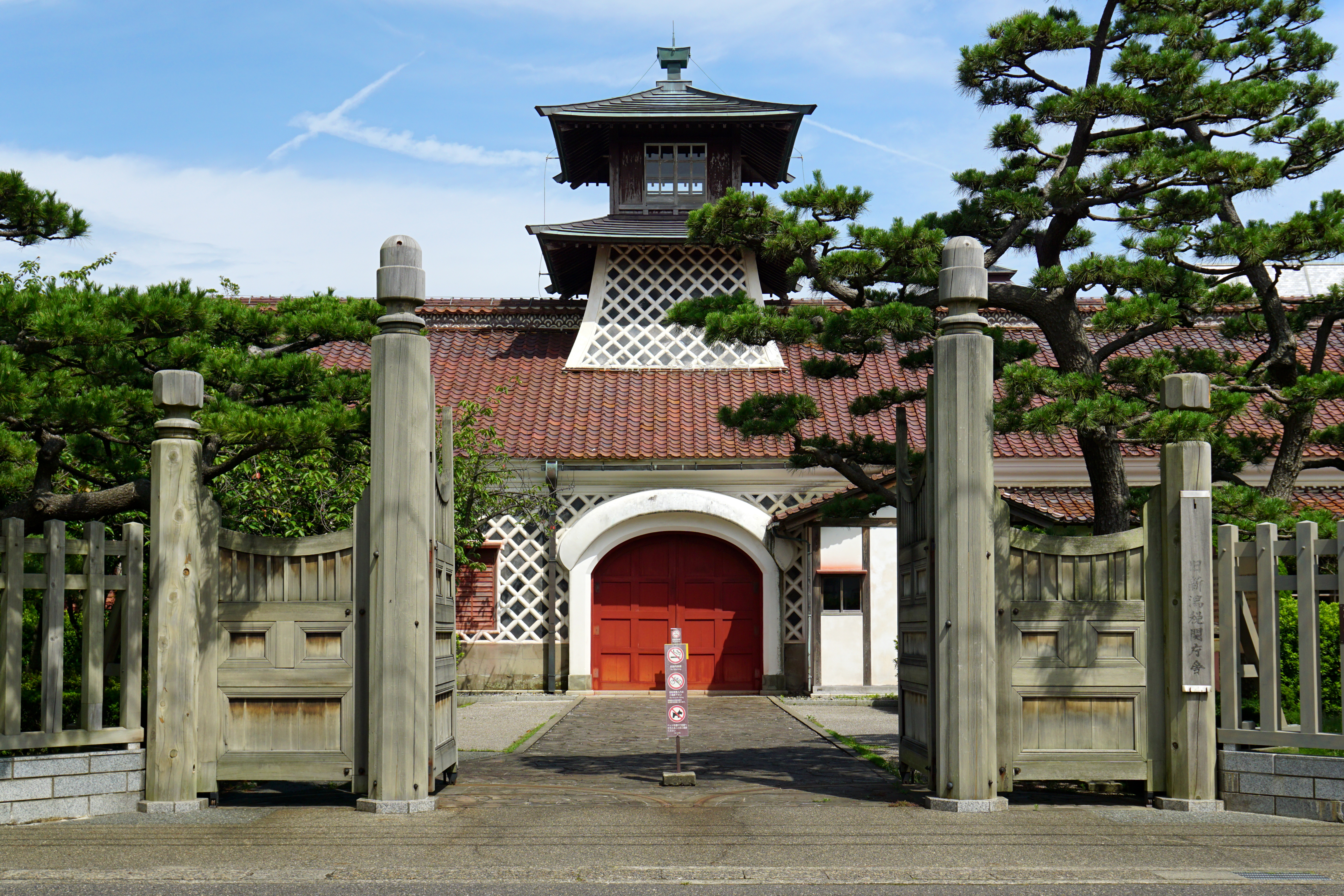
旧新潟税関庁舎（開港五港遺構）
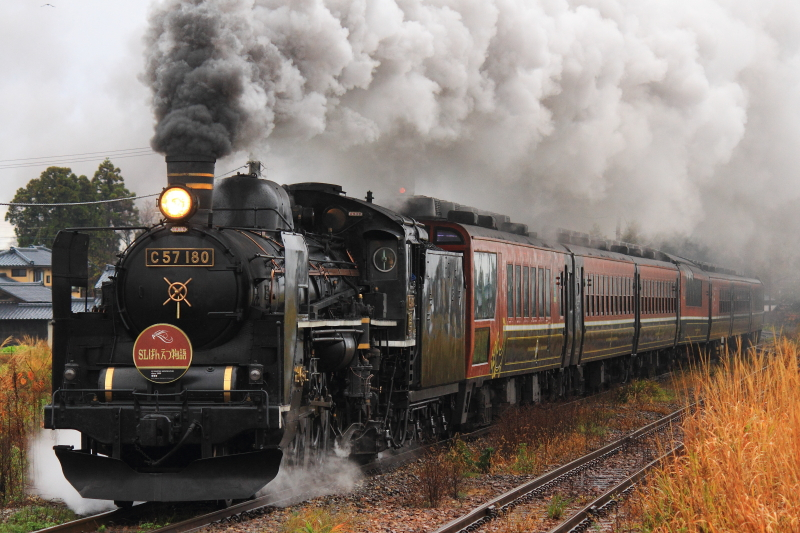
SLばんえつ物語号
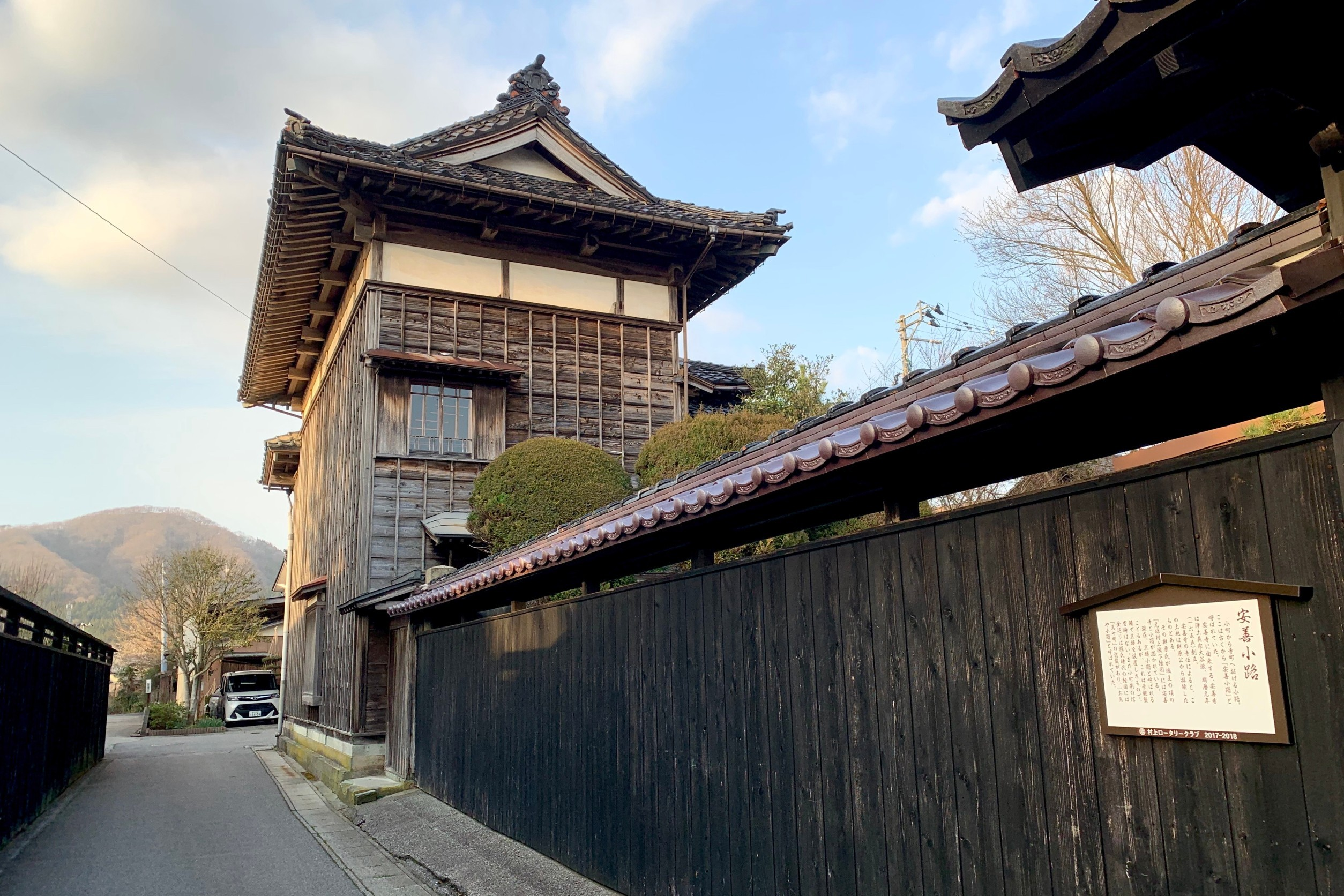
城下町村上のまちなみ
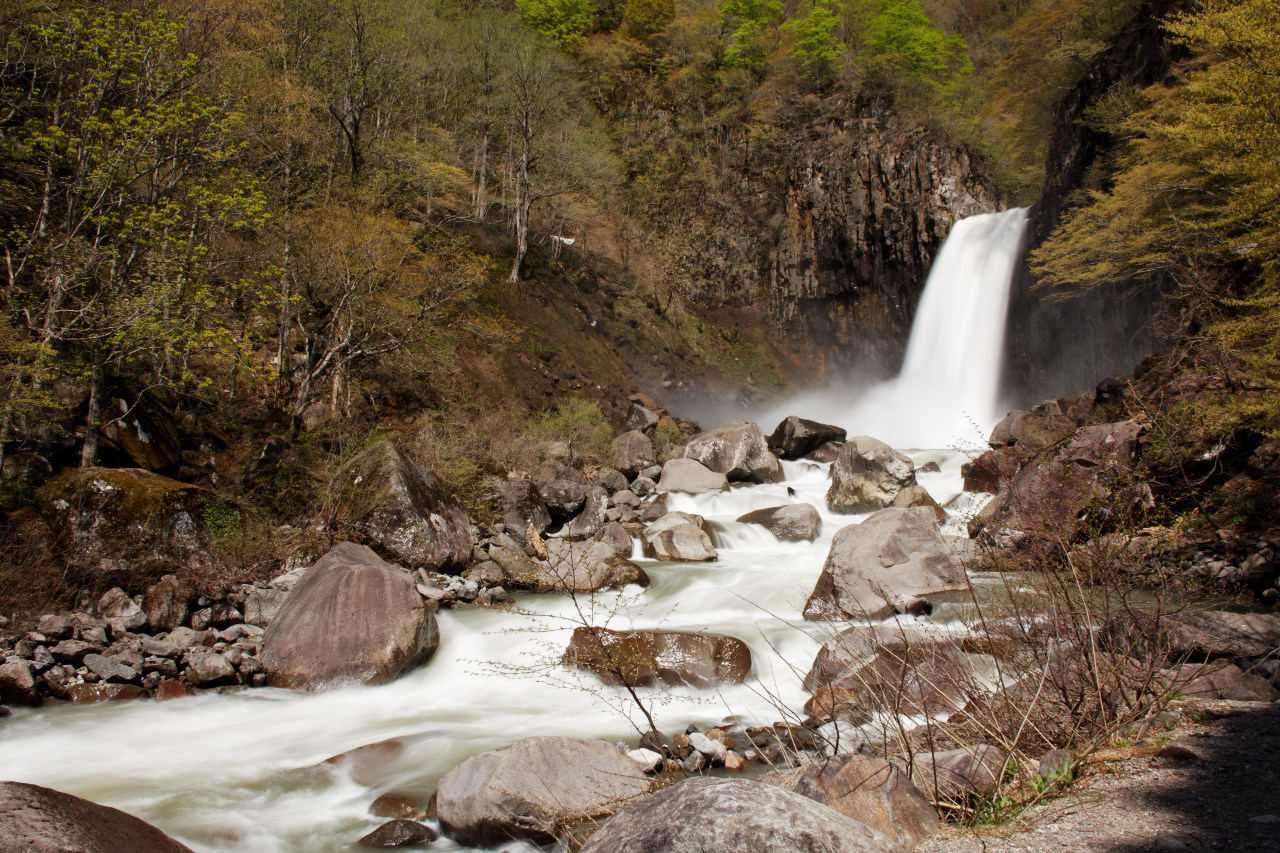
苗名滝(日本の滝100選)
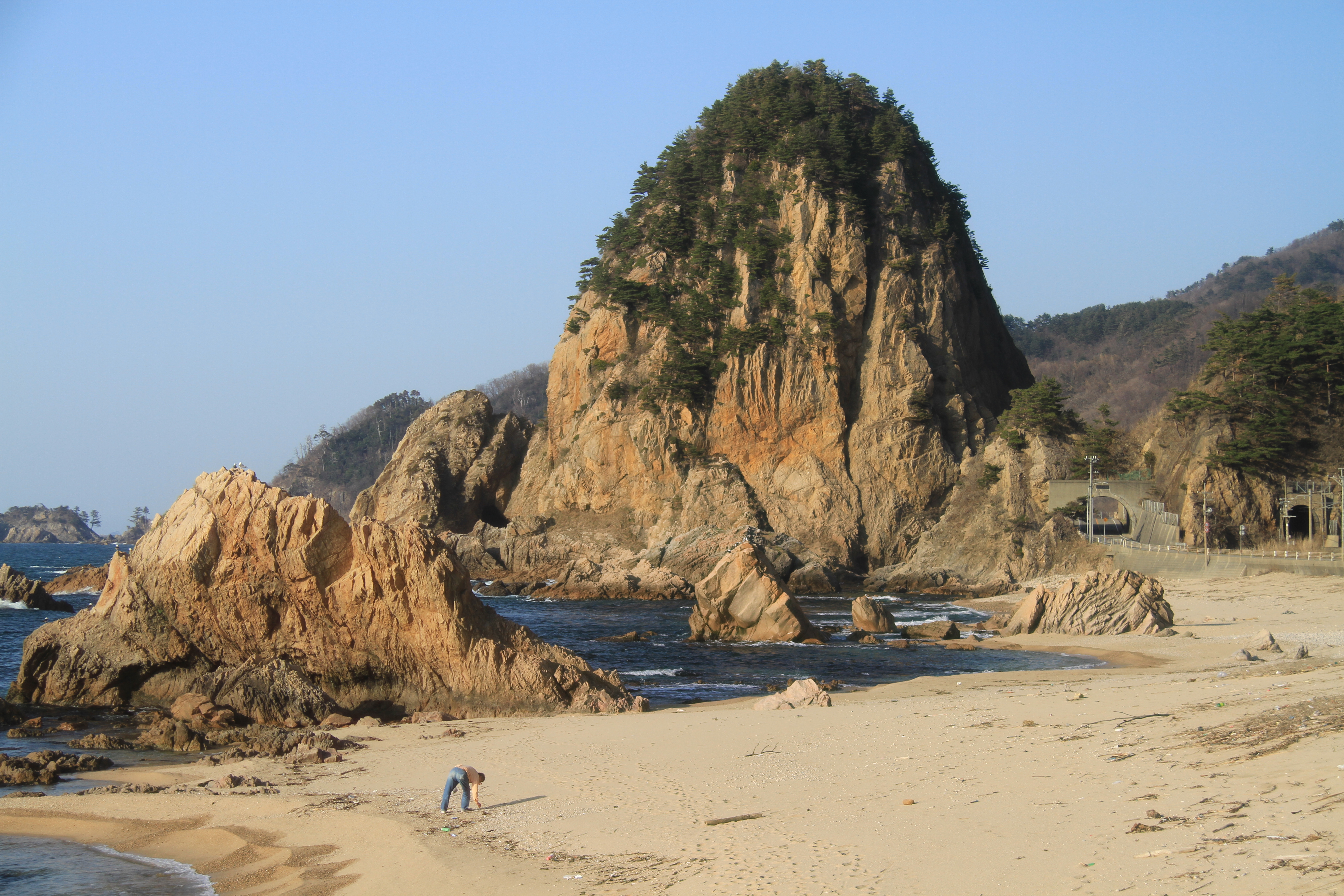
笹川流れ
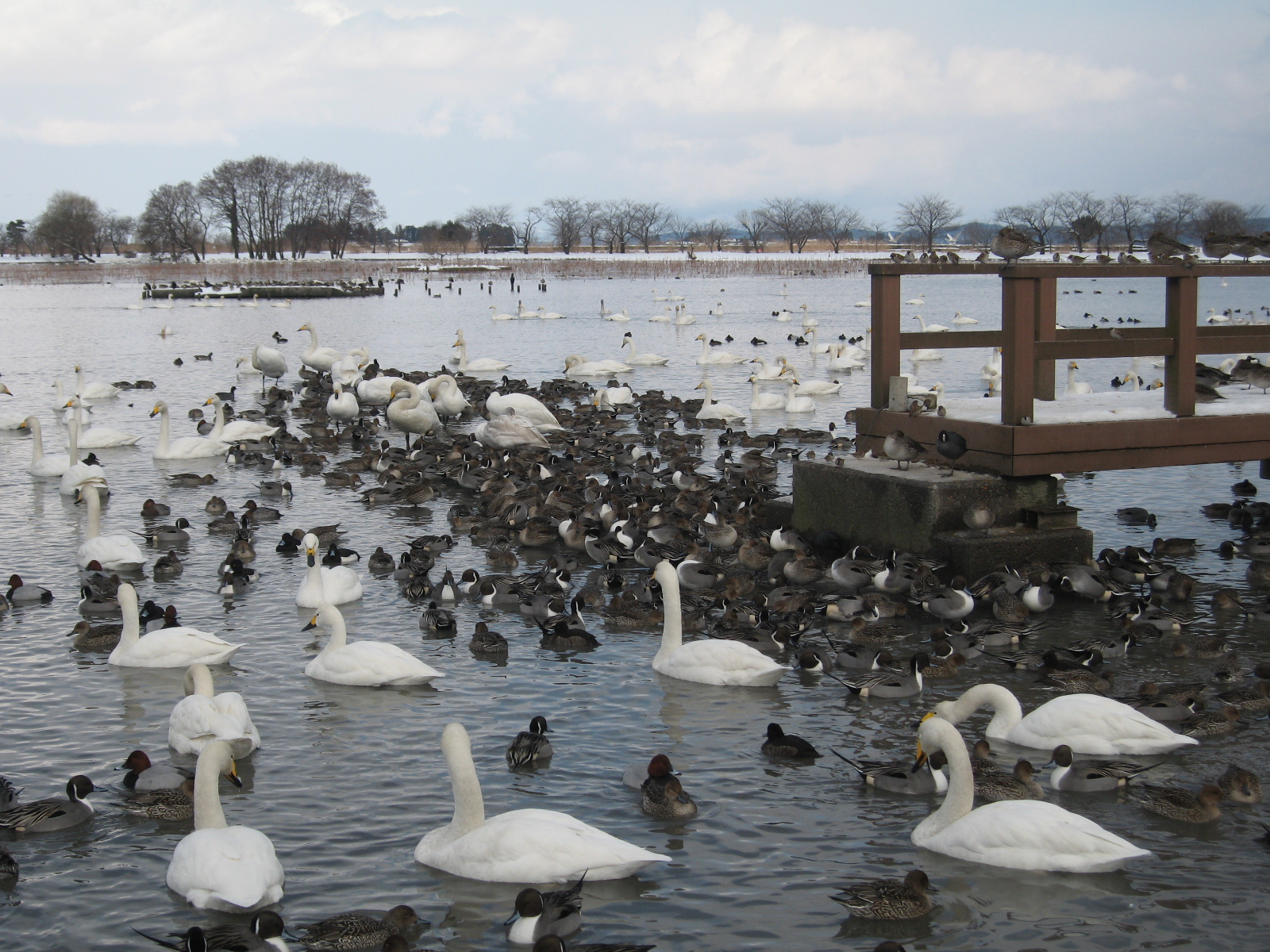
瓢湖
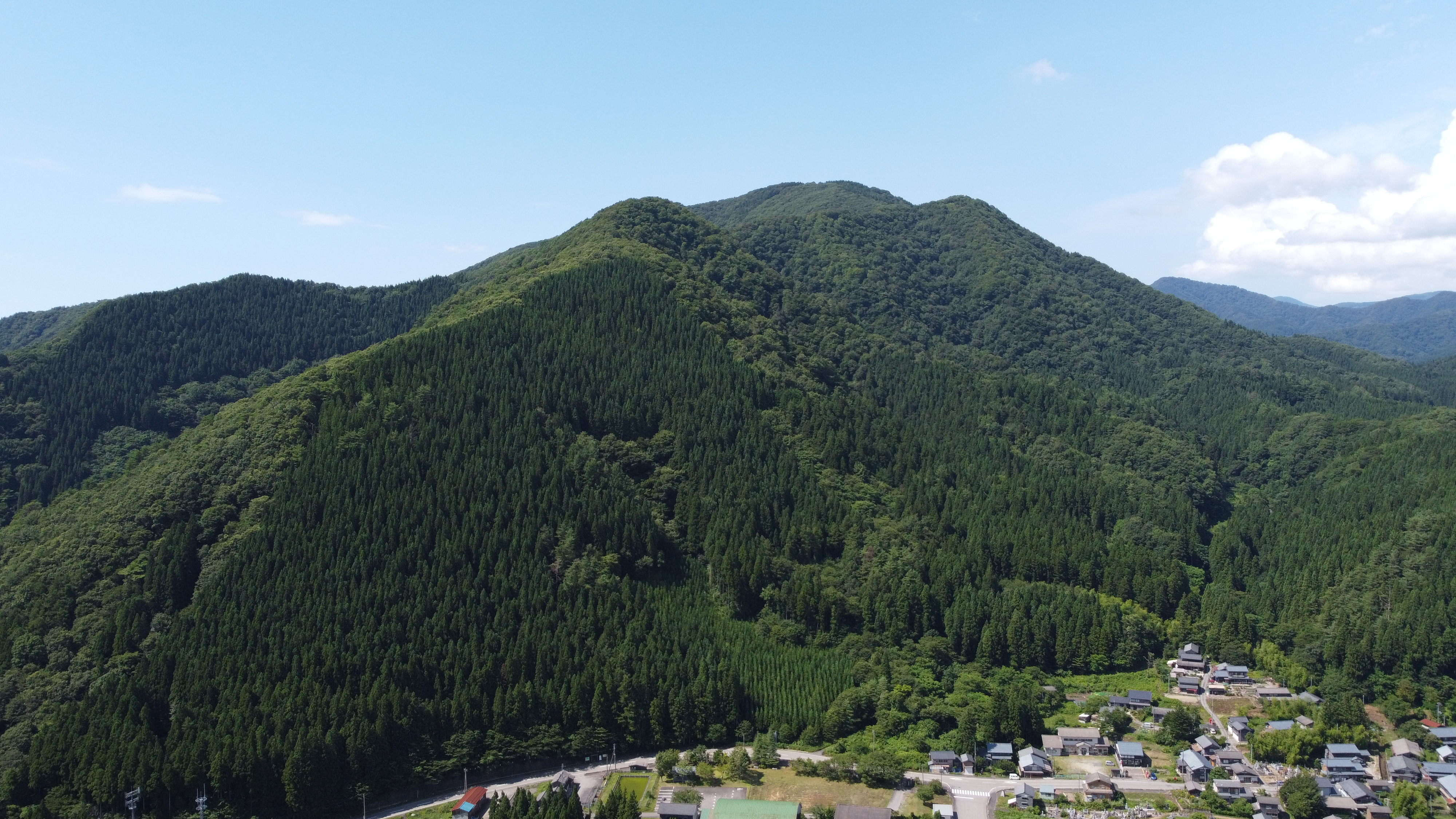
日本国

## 対外関係

### 姉妹自治体・提携自治体
姉妹都市
- シャー・アラム（マレーシア連邦 セランゴール州）
- グラスゴー都市州（イギリス連合王国 スコットランド国 ストラスクライド地方）

友好自治体
- 黒竜江省（中華人民共和国）

## 「潟」の字について
| 言語   | 表記 | 発音                 | 備考                 |
| ------ | ---- | -------------------- | -------------------- |
| 日本語 | 新潟 | にいがた（にーがた） | 正字                 |
| 日本語 | 新泻 | にいがた（にーがた） | 略字                 |
| 日本語 | 新澙 | にいがた（にーがた） | 異体字の例の1つ      |
| 中国語 | 新泻 | Xīnxiè （シンシエ）  | 簡体字（普通話他）   |
| 中国語 | 新瀉 | Xīnxiè （シンシエ）  | 繁体字（台湾国語他） |
| 中国語 | 新潟 | Xīnxì （シンシー）   | （新潟県庁推奨）     |

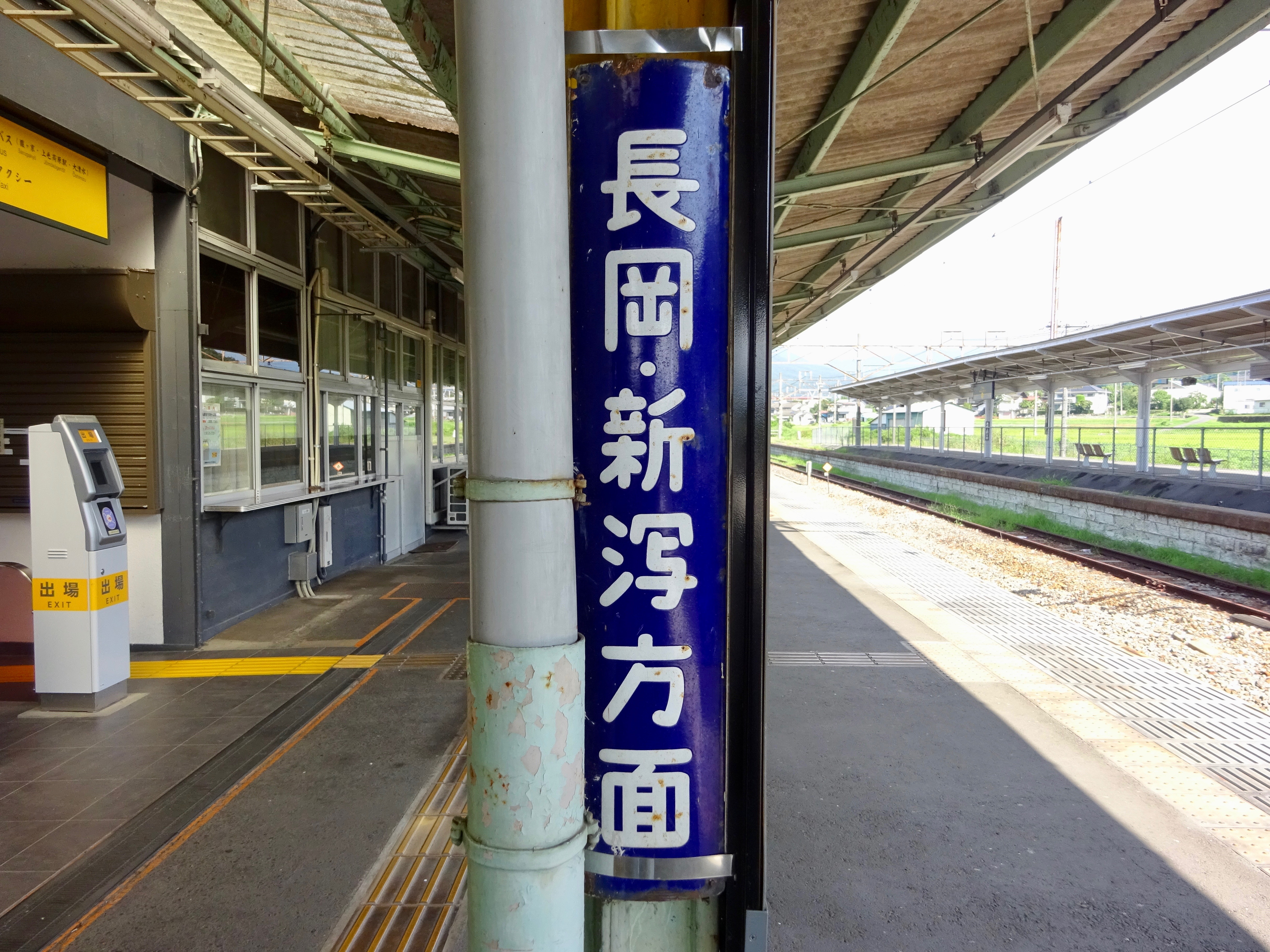
JR上越線後閑駅に残る略字表記（2019年8月撮影）

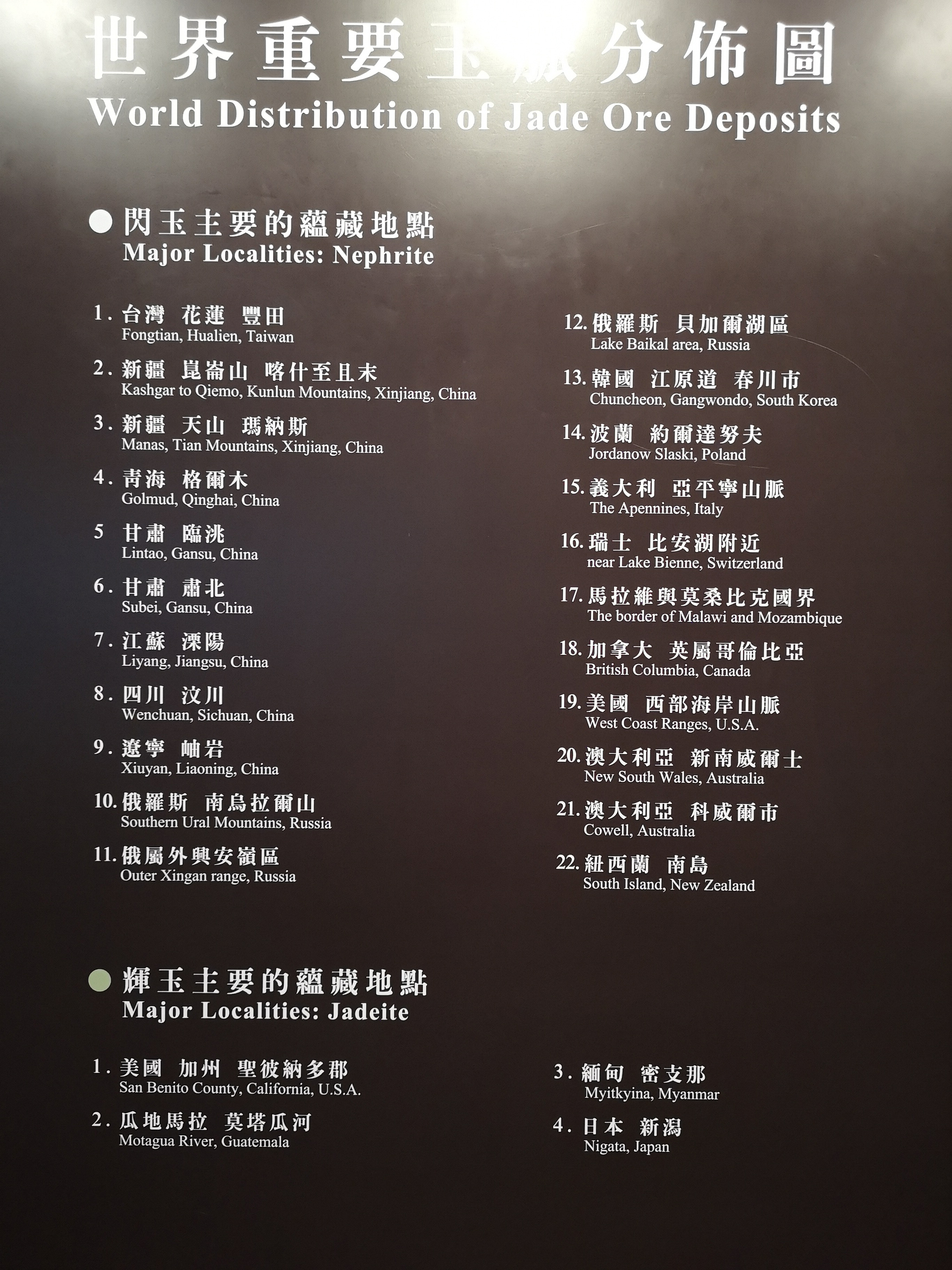
繁体字による記載例（中華民国の国立故宮博物院に掲示されているWorld Distribution of Jade Ore Deposits）

本県を指す漢字表記は複数存在するが、日本語においてはいずれの字体であっても「にいがた（にーがた）」と読む。中でも正字とされる「潟」を用いた「新潟」が最も一般的な表記である。
他に方言漢字とも呼ばれるが、さんずいに写と書く「泻」を用いて「新泻」と書く場合がある。かつて「泻」は節用集にも登録されるほど一般的に認知された文字であり、江戸時代の板本（印刷本）おいて、松尾芭蕉『おくのほそ道』および上田秋成『雨月物語』では「象泻」（現・秋田県にかほ市の象潟）との表記が見られ、鈴木牧之『北越雪譜』では「新泻」や「鎧泻」といった現在の本県における地名においても「泻」の使用が認められる。これら印刷本の流通により、全国で「潟」と略字とされる「泻」は同列視されていたとみられる（「潟」には複数の異体字がある）。
明治に入ると活版印刷が出版物の主流となるが、終戦までに販売された明朝体の活字を調べると、正字とされる「潟」のみが販売され、略字とされる「泻」は販売されなかった。すなわち明治以降、「泻」の字は印刷物から一掃されるが、新潟・象潟・八郎潟、あるいは島根県の白潟天満宮 など、「潟」の字を日常的に使用するエリアにおいて「泻」は活字以外で生き残り、方言字化していった。新潟県では道路標識などでも「新泻」が使用されていたが、1981年（昭和56年）に「潟」の字が常用漢字に採用されると「新泻」との表記は衰微していった。
多くの人が正しく書けない漢字としても「潟」は例として出されることが多い。
中国語においては、簡体字で「新泻」、繁体字で「新瀉」 と表記する例が見られる。これらは北京語で拼音: Xīnxiè（シンシエ）と発音する。2007年（平成19年）6月28日の新潟県議会6月定例会総務文教委員会において、中国語における泻（瀉）の字義と潟のそれが異なることを理由に、これらの中国語表記を問題視する質問があった。同年8月1日、新潟県庁は公式サイト上で中国語での「新潟」（拼音: Xīnxì シンシー）の表記の使用を県庁内および県関連機関に要請した（日本語において「新泻」の使用を止めて「新潟」を使用するよう要請したものではない）。